# Michel-Ange
Pour les articles homonymes, voir Michel-Ange (homonymie), Michelangelo (homonymie), Buonarroti et Simoni.
Michel-Ange [mikɛlɑ̃ʒ], mononyme de Michelangelo di Lodovico Buonarroti Simoni [mikeˈland͡ʒelo di lodoˈviːko ˌbwɔnarˈrɔːti siˈmoːni] (simplement Michelangelo Buonarroti, en italien), né le 6 mars 1475 à Caprese (république de Florence) et mort le 18 février 1564 à Rome (États pontificaux), est un sculpteur, peintre, architecte, poète et urbaniste florentin de la Haute Renaissance.
Né dans la république de Florence, son œuvre s'inspire des modèles de l'Antiquité classique et influence durablement l'art occidental. Les capacités créatives et la maîtrise de Michel-Ange dans différents domaines artistiques le définissent comme un archétype de l'homme de la Renaissance, aux côtés de son rival et contemporain, Léonard de Vinci. Compte tenu du volume considérable de correspondance, de croquis et d'ouvrages qui subsistent, Michel-Ange est l'un des artistes les mieux documentés du XVIe siècle. Preuves de l'admiration que lui vouent les intellectuels et d'autres artistes de son temps, plusieurs biographies sont publiées de son vivant ; la première est incluse dans Le Vite, recueil des biographies des artistes de la Renaissance de Giorgio Vasari (1550), la seconde émane de son élève, Ascanio Condivi en 1553. Une courte biographie par Paolo Giovio, Michaelis Angeli Vita paraît en 1527. Il a été salué par les biographes contemporains comme l'artiste le plus accompli de son époque,.
Protagoniste de la Renaissance italienne, déjà de son vivant, il est reconnu par ses contemporains comme l’un des plus grands artistes de tous les temps. Son œuvre a une influence considérable sur ceux-ci, si bien que sa « manière » de peindre et de sculpter est abondamment reprise par les représentants de ce qu'on appellera le maniérisme qui prospère dans la Renaissance tardive.
Certaines de ses œuvres sont considérées comme des chefs-d’œuvre de la Renaissance : David (1504), lequel a longtemps orné la façade du Palazzo Vecchio de Florence avant d'être transféré dans l'Académie des beaux-arts de la ville ; la Pietà (1499), exposée dans une chapelle latérale de la basilique Saint-Pierre de Rome ; Moïse (1515) du tombeau de Jules II dans la basilique Saint-Pierre-aux-Liens de Rome ; le plafond de la chapelle Sixtine, peint entre 1508 et 1512 ; Le Jugement dernier, exécuté entre 1536 et 1541 sur le mur de l’autel de cette chapelle.
En tant qu'architecte, il conçoit le dôme de la basilique Saint-Pierre de Rome en 1508.

## Biographie

### Prénom
Michel-Ange s'appelle en fait Michelagnolo Buonarroti comme écrit dans la biographie de 1553, La vie de Michelagnolo Buonarroti, par Ascanio Condivi, son disciple et collaborateur. Vasari lui-même l'appelle Michelagnolo ; le nom est demeuré jusqu'au milieu du XIXe siècle.
Le changement en « Michelangiolo » d'abord et l'italianisation ultérieure en « Michelangelo », ont lieu entre les années 1800 et 1900.
Bien que la version moderne se soit imposée parmi les nouvelles générations, à Florence la variante du XIXe siècle de « Michelangiolo » persiste dans le discours des anciens et dans la dénomination des lieux symboliques de la ville (Viale Michelangiolo, Piazzale Michelangiolo, Liceo Classico Michelangiolo, etc.).

### Jeunesse

#### Naissance et origines

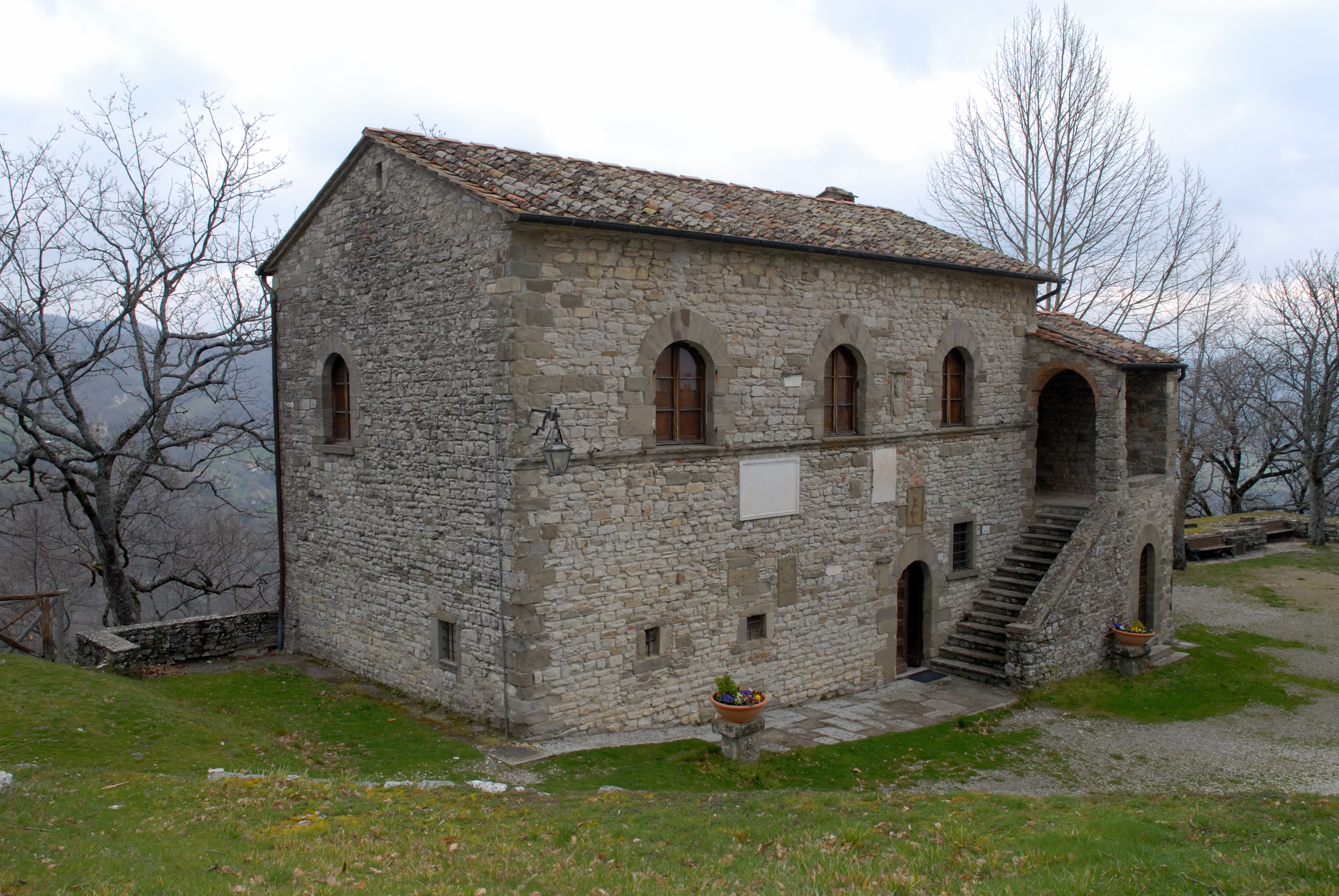
Maison natale de Michelangelo à Caprese (Toscane).

Michel-Ange nait le 6 mars 1475 au château de Caprese à Caprese (Toscane), dans la Valtiberina, près d'Arezzo, dans la république de Florence. Il est baptisé le 8 mars 1475 dans l'église San Giovanni de Caprese. Il est le deuxième fils de Ludovico di Leonardo Buonarroti Simoni et de Francesca di Neri del Miniato del Sera. Michel-Ange a quatre frères : Lionardo (1473-1510), Buonarroto (1477-1528), Giovansimone (1479-1548) et Sigismondo (1481-1555). La famille est florentine : le père est alors dans la ville pour occuper le poste politique de magistrat et podestat de Caprese et Chiusi.
Les Buonarrotis de Florence appartiennent au patriciat florentin. Jusque-là, personne dans la famille n'a entrepris une carrière artistique ou dans l'art « mécanique » (c'est-à-dire un métier qui demande un effort physique) peu adapté à son statut, occupant plutôt des postes dans des fonctions publiques : deux siècles plus tôt, un ancêtre, Simone di Buonarrota, siège au Conseil des Cent Sages et occupe les fonctions publiques les plus importantes. Depuis plusieurs générations, les Buonarroti de petits banquiers à Florence, mais la banque a fait faillite lorsque Michel-Ange nait. Ils possèdent un blason et patronnent une chapelle dans la basilique Santa Croce de Florence. Les Buonarroti prétendaient descendre de la comtesse Matilde di Canossa, une affirmation qui reste à prouver, mais à laquelle Michel-Ange croyait.
Cependant, au moment de la naissance de Michel-Ange, la famille connait des difficultés économiques : le père est tellement démuni qu'il est même sur le point de perdre ses privilèges de citoyen florentin. Il accepte le podestat de Caprese, une position politique dans l'une des possessions florentines les moins importantes, pour tenter d'assurer une survie décente à sa famille en arrondissant les maigres revenus de quelques fermes autour de Florence. Cette situation influence fortement les choix familiaux, ainsi que le sort du jeune Michel-Ange et sa personnalité : le souci de son bien-être économique et de celui de sa famille seront une constante tout au long de sa vie.

#### Enfance (1475-1487)
Dès fin mars 1475, une fois le mandat de six mois de Ludovico Buonarroti terminé, la famille revient dans sa maison de Settignano près de Florence, où le nouveau-né est confié à une nourrice locale. Settignano est une ville de tailleurs de pierre où la pietra serena utilisée depuis des siècles à Florence dans des constructions prestigieuses est extraite. Son père y possède une carrière de marbre et une petite ferme. La nourrice de Michel-Ange est la fille et la femme de tailleurs de pierre. l'enfant apprend à dégager des blocs de pierre de la carrière voisine, expérience qu'il jugera à l'origine de son art : devenu un artiste célèbre, Michel-Ange, expliquant pourquoi il préférait la sculpture aux autres arts, se souvient précisément de cette période, se disant venir d'un pays de « sculpteurs et tailleurs de pierre », où il avait bu « le lait mélangé à de la poussière de marbre » de sa nourrice. Il ne retournera chez son père qu'à l'âge de dix ans.
En 1481, l'épouse de Lodovico meurt, le laissant seul avec ses cinq enfants ; son père se remariera en 1485 avec Lucrezia Ubaldini (décédée en 1497). Allant contre les vœux de son père et de ses oncles, réfractaires à l'art, Michel-Ange, après avoir étudié auprès du grammairien Francesco da Urbino, choisit, poussé par son ami Francesco Granacci qui l'encourage dans le dessin, d’être apprenti auprès de Domenico Ghirlandaio pour trois ans à partir du 1er avril 1488,. Une carrière ecclésiastique ou militaire est généralement réservée aux fils cadets des familles patriciennes, mais Michel-Ange, selon la tradition, manifeste dès son plus jeune âge un fort penchant artistique qui est entravé par son père, mais qui ne prévaut cependant pas face à la résistance héroïque de son fils, comme rappelé dont la biographie d'Ascanio Condivi rédigée avec la collaboration de l'artiste lui-même : il n'a montré aucun intérêt pour ses études, préférant copier des peintures d'églises et rechercher la compagnie d'autres peintres.

#### Formation auprès de Ghirlandaio (1487-1488)

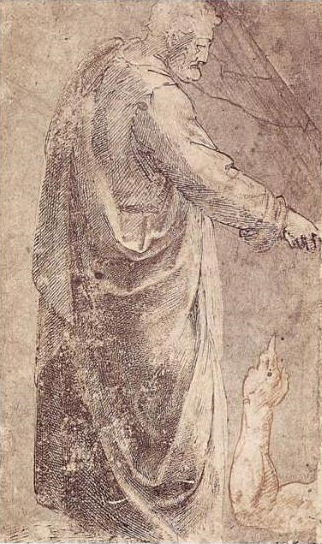
Saint Pierre de Masaccio, v.1488-1490, plume et sanguine sur papier, Staatliche Graphische Sammlung, Munich.

En 1487, Michel-Ange rejoint l'atelier de Domenico Ghirlandaio, l'un des artistes florentins les plus populaires de l'époque. Pendant l'enfance de Michel-Ange, une équipe de peintres avait été appelée de Florence au Vatican pour décorer les murs de la chapelle Sixtine. Domenico Ghirlandaio, un maître de la peinture à fresque, de la perspective, du dessin de figures et du portrait, qui possédait le plus grand atelier de Florence, en faisait partie.
La ville de Florence est à cette époque le plus grand centre d'art et d'apprentissage d'Italie. L'art était parrainé par la Signoria (le conseil municipal), les guildes de marchands et de riches mécènes tels que les Médicis et leurs associés. La Renaissance, renouveau de l'érudition classique et des arts, est apparue à Florence. Au début du XVe siècle, l'architecte Filippo Brunelleschi, après avoir étudié les vestiges d'édifices classiques à Rome, a construit deux églises, la basilique San Lorenzo de Florence et la basilique Santo Spirito, qui incarnent les préceptes classiques. Le sculpteur Lorenzo Ghiberti a travaillé pendant cinquante ans pour créer les portes de bronze nord et est du baptistère Saint-Jean de Florence, que Michel-Ange décrira comme « Les portes du paradis ». Les niches extérieures de l'église d'Orsanmichele abritent des œuvres des sculpteurs les plus appréciés de Florence : Donatello, Ghiberti, Andrea del Verrocchio et Nanni di Banco. Les intérieurs des églises les plus anciennes sont couverts de fresques (principalement de style médiéval tardif, mais aussi de style début de la Renaissance), commencées par Giotto et poursuivies par Masaccio dans la chapelle Brancacci, dont Michel-Ange étudie et copie les dessins.
Ascanio Condivi, dans la Vie de Michelagnolo Buonarroti, en insistant sur la résistance de son père, semble vouloir souligner le caractère originaire et autodidacte de l'artiste : le début de Michel-Ange dans une carrière considérée comme « artisanale » est pour l'époque le signe de la relégation sociale de la famille. C'est pourquoi, une fois devenu célèbre, il a essayé de cacher les débuts de son activité dans l'atelier, en en parlant non pas comme d'un apprentissage professionnel normal, mais comme s'il s'agissait d'un appel imparable de l'esprit, d'une vocation, contre laquelle son père aurait tenté en vain de résister.
Il semble aujourd'hui presque certain que Michel-Ange a été envoyé à l'atelier par son père en raison de la pauvreté familiale : la famille a besoin de l'argent que le garçon reçoit comme apprenti, il ne peut donc pas recevoir une éducation classique. L'information est fournie par Vasari, qui déjà dans la première édition des Vite (1550), décrit comment Ludovic lui-même a emmené son fils de douze ans à l'atelier de Ghirlandaio, une de ses connaissances, lui montrant des feuilles dessinées par le garçon, afin qu'il décide de le garder avec lui, soulageant les dépenses de la famille, et convenant avec le maître d'un « salaire juste et honnête, ce qui était la coutume à cette époque ». L'historien d'Arezzo en rappelle lui-même la base documentaire dans les mémoires de Ludovico et dans les reçus d'atelier conservés à l'époque par Ridolfo del Ghirlandaio, fils du célèbre peintre. Dans un « mémoire » de son père, daté du 1er avril 1488, Vasari lit les termes de l'accord avec les frères Ghirlandaio, prévoyant que son fils reste dans l'atelier pendant trois ans, moyennant une redevance de vingt-cinq florins d'or. De plus, Michel-Ange, douze ans, est également inscrit dans la liste des créanciers de l'atelier à partir de juin 1487.
À cette époque, l'atelier de Ghirlandaio réalise le cycle de fresques de la chapelle Tornabuoni dans la basilique Santa Maria Novella, où Michel-Ange peut certainement s'initier à cette technique picturale. Le jeune âge du garçon, qui a quinze ans à la fin des fresques, l'aurait relégué à des emplois d'apprenti (préparation des couleurs, remplissage de partitions simples et décoratives), mais on sait aussi qu'il est le meilleur des élèves et on ne peut exclure qu'il se soit vu confier des tâches plus importantes. Certains historiens ont émis l'hypothèse de son intervention directe dans certains nus du Baptême du Christ et de la Présentation au Temple ou dans le sculptural Saint Jean dans le désert, mais le manque de termes de comparaison et de preuves objectives en a toujours empêché la confirmation.
Il est certain que le jeune homme manifeste un vif intérêt pour les maîtres à l'origine de l'école florentine, surtout Giotto et Masaccio, copiant directement leurs fresques dans les chapelles de la basilique Santa Croce de Florence et dans la chapelle Brancacci de l'église Santa Maria del Carmine (Florence). Le massif San Pietro da Masaccio, une copie du Paiement du tribut en est un exemple. Condivi mentionne également une copie d'une estampe allemande d'un Saint Antoine tourmenté par des démons : l'œuvre a récemment été reconnue dans Le Tourment de saint Antoine, copie de Martin Schongauer, achetée par le Musée d'Art Kimbell à Fort Worth, Texas. Il étudie aussi les fresques de la basilique Santo Spirito.

#### Jardin néoplatonicien (1488-1490)

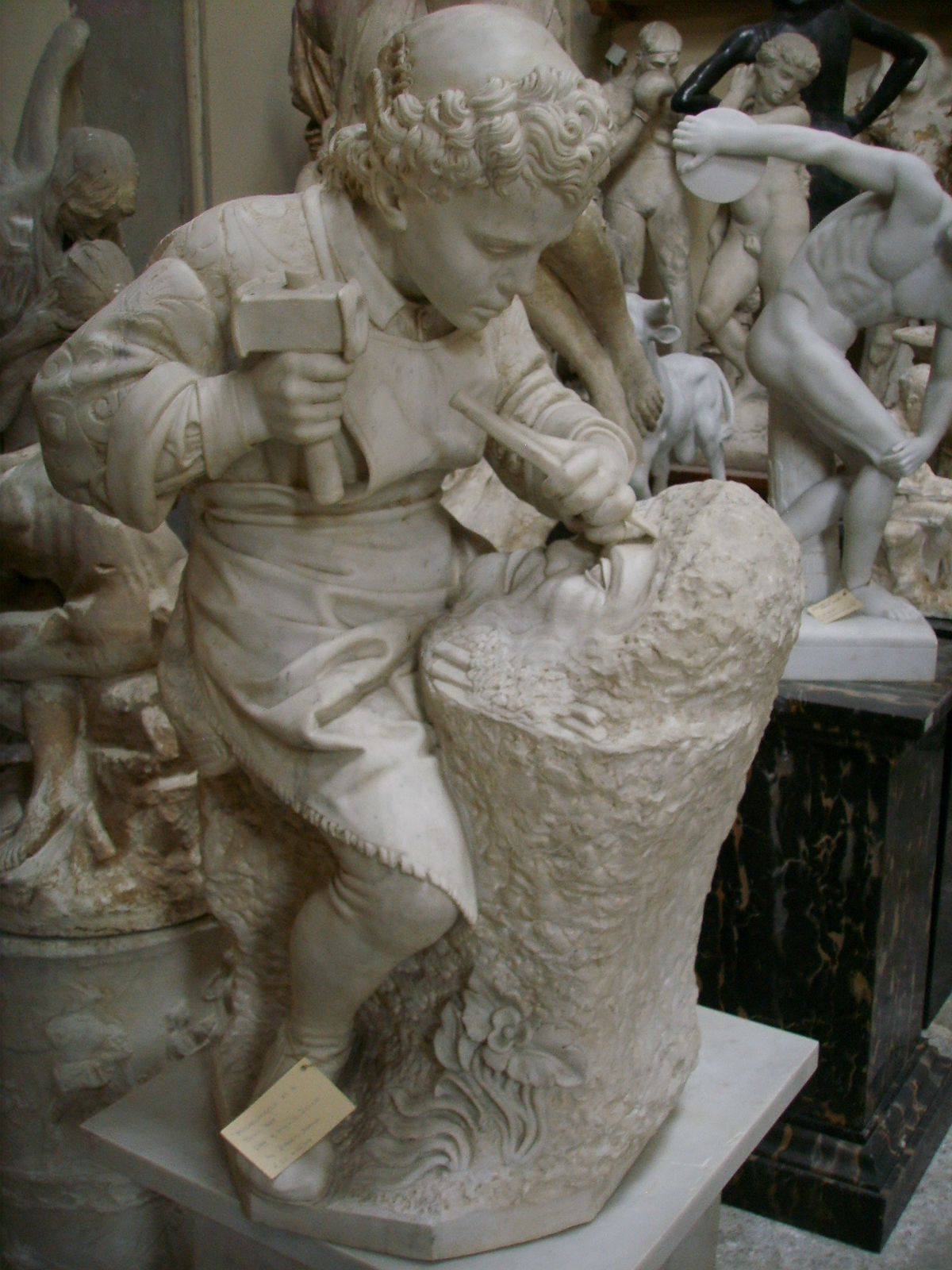
Le jeune Michel-Ange sculpte la tête d'un faune, copie d'après Cesare Zocchi, Monastero dell'Arcangelo Raffaello, Florence.

Michel-Ange ne termine probablement pas la période de formation de trois ans dans l'atelier à en juger par les vagues indications de la biographie de Condivi. Peut-être s'est-il moqué de son maître, substituant un portrait de la main de Domenico, qu'il a dû refaire en exercice, par sa propre copie, sans que Ghirlandaio s'en aperçoive, « avec un de ses compagnons […] qui s'en moquait ».
Lorsqu'en 1489, Laurent de Médicis, souverain de facto de Florence, demande à Ghirlandaio ses deux meilleurs élèves, celui-ci envoie Michel-Ange et Francesco Granacci,. Il semble que Michel-Ange commence à fréquenter le jardin de San Marco, une sorte d'académie artistique soutenue financièrement par celui-ci, sur la suggestion d'un autre apprenti, Francesco Granacci. Une partie des vastes collections de sculptures antiques des Médicis s'y trouve, que les jeunes talents, désireux de se perfectionner dans l'art de la sculpture, peuvent copier, supervisés et aidés par le vieux sculpteur Bertoldo di Giovanni, élève de Donatello. Les biographes de l'époque décrivent le jardin comme un véritable centre d'enseignement supérieur, mettant peut-être un peu l'accent sur la réalité quotidienne, mais l'expérience a sans doute eu un impact fondamental sur le jeune Michel-Ange.
Parmi les diverses anecdotes liées à son activité au jardin, celle de la Tête de faune, une copie en marbre perdue d'une œuvre ancienne, est célèbre dans la littérature concernant Michel-Ange. Aperçue par Laurent le Magnifique visitant le jardin, celui-ci la critique gentiment pour la perfection des dents que l'on pouvait entrevoir de la bouche ouverte, peu probable chez une figure âgée. Mais avant que celui-ci ne termine sa visite du jardin, Buonarroti s'arme d'un foret et d'un marteau pour gratter une dent et faire un autre trou, suscitant admiration et surprise de la part de Laurent de Médicis. Il semble qu'à la suite de l'épisode, il demande lui-même à Ludovico Buonarroti la permission d'héberger le garçon au palais Medici-Riccardi, la résidence de sa famille. Les sources parlent encore d'une résistance paternelle, mais les besoins économiques importants de la famille ont dû jouer un rôle décisif : Ludovico finit par céder en échange d’un emploi à la douane payé huit écus par mois.
Le jeune artiste est accueilli dans la plus importante famille de la ville ; de 1490 à 1492, Michel-Ange devient le protégé de Laurent, qui le traite comme son propre fils et l'encourage dans l'art et la philosophie et le loge dans son palais. Il a ainsi l'occasion de côtoyer les personnalités de son temps, telles que Ange Politien, Marsile Ficin et Jean Pic de la Mirandole, qui ont élaboré, dans une certaine mesure, la doctrine néoplatonicienne et l'amour pour la reconstitution de l'ancien. Il rencontre également les jeunes héritiers de la famille Médicis, plus ou moins de son âge, qui deviendront dans les années suivantes quelques-uns de ses principaux clients : Pierre II de Médicis, Giovanni, futur pape Léon X, et Julius, le futur Clément VII.
Sa querelle avec Pietro Torrigiano, futur sculpteur de renom, connu surtout pour son voyage en Espagne, d'où il exporte les styles de la Renaissance, date de cette période. Pietro est connu pour sa beauté et pour son ambition au moins égale à celle de Michel-Ange. Alors qu'il copie les fresques de Masaccio dans la chapelle Brancacci, Michel-Ange s'attire les jalousies autant par son habileté que par ses remarques ; ces dernières lui valent un coup de poing de Pietro Torrigiano qui lui cause une fracture du nez qui marque à vie son visage,. À la suite de la bagarre, Laurent de Médicis exile Pietro Torrigiano de Florence. Défiguré, Michel-Ange souffre de sa « laideur » tout au long de sa vie.

#### Premières œuvres (1490-1492)
Michel-Ange est influencé par un milieu libre qui fait évoluer ses idées sur l’art et ses sentiments sur la sexualité. Il admire les collections de statues de l'Antiquité grecque accumulées par les Médicis et il se promet de devenir sculpteur. Sur les conseils de Politien, il sculpte un bas-relief de la Bataille des Centaures et la Vierge à l'escalier (vers 1491). Les deux œuvres sont conservées au musée de la Casa Buonarroti à Florence. Elles sont très différentes par leur thème, l'un sacré et l'autre profane, et leur technique, l'une en bas-relief subtil, l'autre en haut-relief irrépressible, qui témoignent respectivement d'influences fondamentales chez le jeune sculpteur : Donatello et la statuaire classique. Il travaille un temps avec le sculpteur Bertoldo di Giovanni.
Dans la Vierge à l'escalier, l'artiste reprend la technique du « Stiacciato », créant une image d'une telle monumentalité qu'elle fait penser à des stèles classiques ; la figure de Marie, qui occupe toute la hauteur du relief, se détache vigoureusement, au milieu de notations d'un naturel vif, telles que l'Enfant endormi vu de dos et les putti sur l'escalier d'où le relief tire son nom, occupés à accrocher un rideau, une activité inhabituelle.
La Bataille des Centaures est un peu plus tardive, datable entre 1491 et 1492 : selon Condivi et Vasari, elle est réalisée pour Laurent le Magnifique sur un sujet proposé par Ange Politien, même si les deux biographes ne s'accordent pas sur le titre exact. Pour ce relief, Michel-Ange se réfère à la fois aux sarcophages romains et aux panneaux des chaires de Giovanni Pisano. Il se tourne également vers le relief en bronze contemporain de Bertoldo di Giovanni avec une bataille de chevaliers, lui-même tiré d'un sarcophage du Camposanto monumentale de Pise. Cependant, dans le relief de Michel-Ange, est surtout exalté l'enchevêtrement dynamique des corps nus en lutte et toute référence spatiale est annulée.

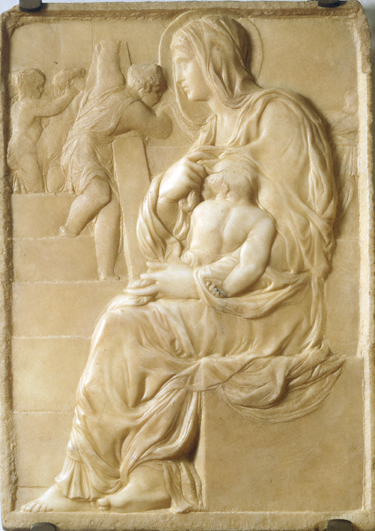
Vierge à l'escalier, marbre, vers 1491, Casa Buonarroti, Florence.
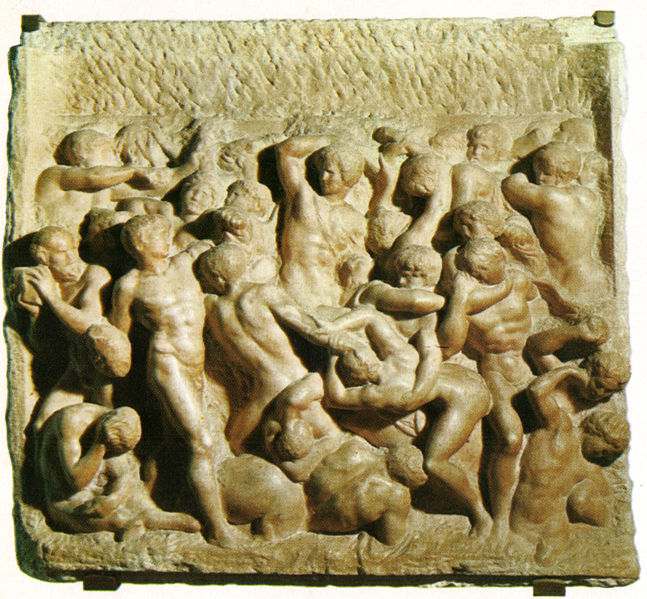
Bataille des Centaures, marbre, vers 1492, Casa Buonarroti, Florence.

#### Pierre II de Médicis (1492-1494)

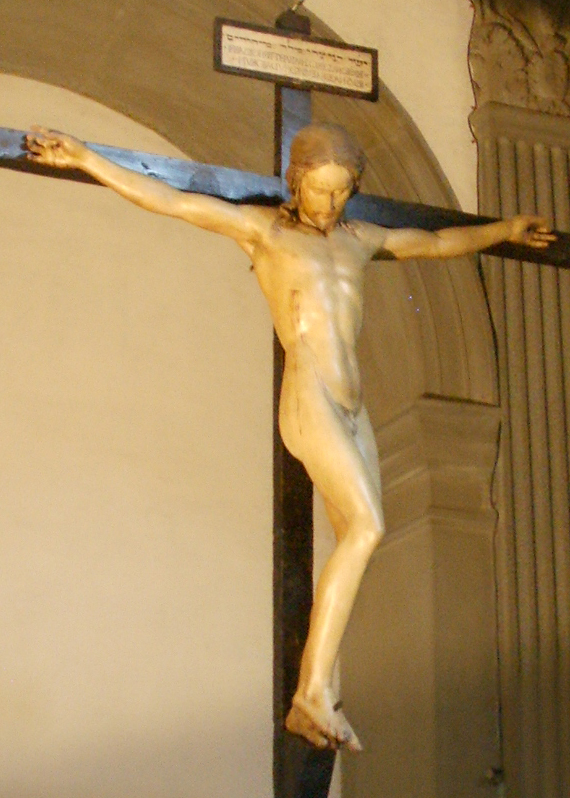
Crucifix de Santo Spirito (vers 1493).

Laurent le Magnifique meurt en 1492. On ne sait pas si ses héritiers, en particulier son fils aîné Pierre II de Médicis, maintiennent l'hospitalité au jeune Buonarroti : des indices semblent indiquer que Michel-Ange s'est soudainement retrouvé sans abri, avec un retour difficile dans la maison de son père. Pierre II, qui a également succédé à son père pour gouverner la ville, est dépeint par les biographes de Michel-Ange comme un tyran « insolent et oppressant », aux relations difficiles avec l'artiste, qui n'a que trois ans de moins que lui. Malgré cela, les faits documentés ne laissent aucun indice d'une rupture flagrante entre les deux, du moins jusqu'à la crise de l'automne 1494.
En 1493, Pierre, après avoir été nommé Operaio de la basilique Santo Spirito, intercède auprès des frères augustins en faveur du jeune artiste, afin qu'ils puissent l'héberger et lui permettre l'étude du corps humain et de l’anatomie à Arcispedale Santo Spirito in Saxia, en disséquant les cadavres de l'hôpital du complexe, une activité qui a grandement profité à son art. Il collaborera plus tard à l'illustration d'un traité d'anatomie avec Realdo Colombo, un médecin et ami. Les corps de Michel-Ange sont plus soumis à l’art qu'au respect strict de l'anatomie humaine (allongement du canon des figures et distorsions destinées à mettre en relief un trait moral).
Au cours de ces années, Michel-Ange sculpte le Crucifix de Santo Spirito, réalisé en remerciement au prieur. On attribue également à cette période le petit crucifix en bois de tilleul récemment acheté par l'État italien. De plus, probablement pour remercier ou gagner Pierre II, il sculpte un Hercule immédiatement après la mort de Laurent le Magnifique, qui fut envoyée en France et disparut par la suite au XVIIIe siècle,.
Le 20 janvier 1494, une neige importante tombe sur Florence, Pierre fait appeler Michel-Ange pour réaliser une statue de neige dans la cour du palais Médicis. L'artiste refait un Hercule, qui se maintient au moins huit jours, assez pour que toute la ville puisse apprécier l'œuvre, qui a peut-être inspiré Antonio Pollaiuolo pour un petit bronze maintenant dans The Frick Collection à New York.
Ằ Florence, les idées de Savonarole deviennent alors populaires. Son Bûcher des Vanités condamne les artistes qui embellissent les scènes religieuses. Alors que le mécontentement grandit face au déclin politique et économique progressif de la ville aux mains d'un garçon d'une vingtaine d'années, la situation explose à l'occasion de l'invasion de l'Italie par l'armée française en 1494, dirigée par Charles VIII, envers qui Pierre II adopte une politique impudente de complaisance, jugée excessive. Dès le départ du monarque, la situation s'aggrave rapidement, attisée par le prédicateur ferrarais, avec l'expulsion des Médicis et le pillage du palais et du jardin de San Marco.
Comprenant l'effondrement politique imminent de son mécène, Michel-Ange, comme de nombreux artistes de l'époque, embrasse les nouvelles valeurs spirituelles et sociales de Savonarole. Le moine, par ses sermons passionnés et sa rigueur formelle, allume en lui à la fois la conviction que l'Église doit être réformée et les premiers doutes sur la valeur éthique à donner à l'art, l'orientant vers des sujets sacrés.
Peu de temps avant que la situation ne dégénère, en octobre 1494, Michel-Ange, craignant d'être une cible possible car il est protégé par les Médicis, s'enfuit secrètement de la ville, jugeant opportun de quitter la Toscane et abandonnant Pierre II à son sort, qui le 9 novembre, est expulsé de Florence, où un gouvernement populaire est établi.

#### Premier voyage à Bologne (1494-1495)

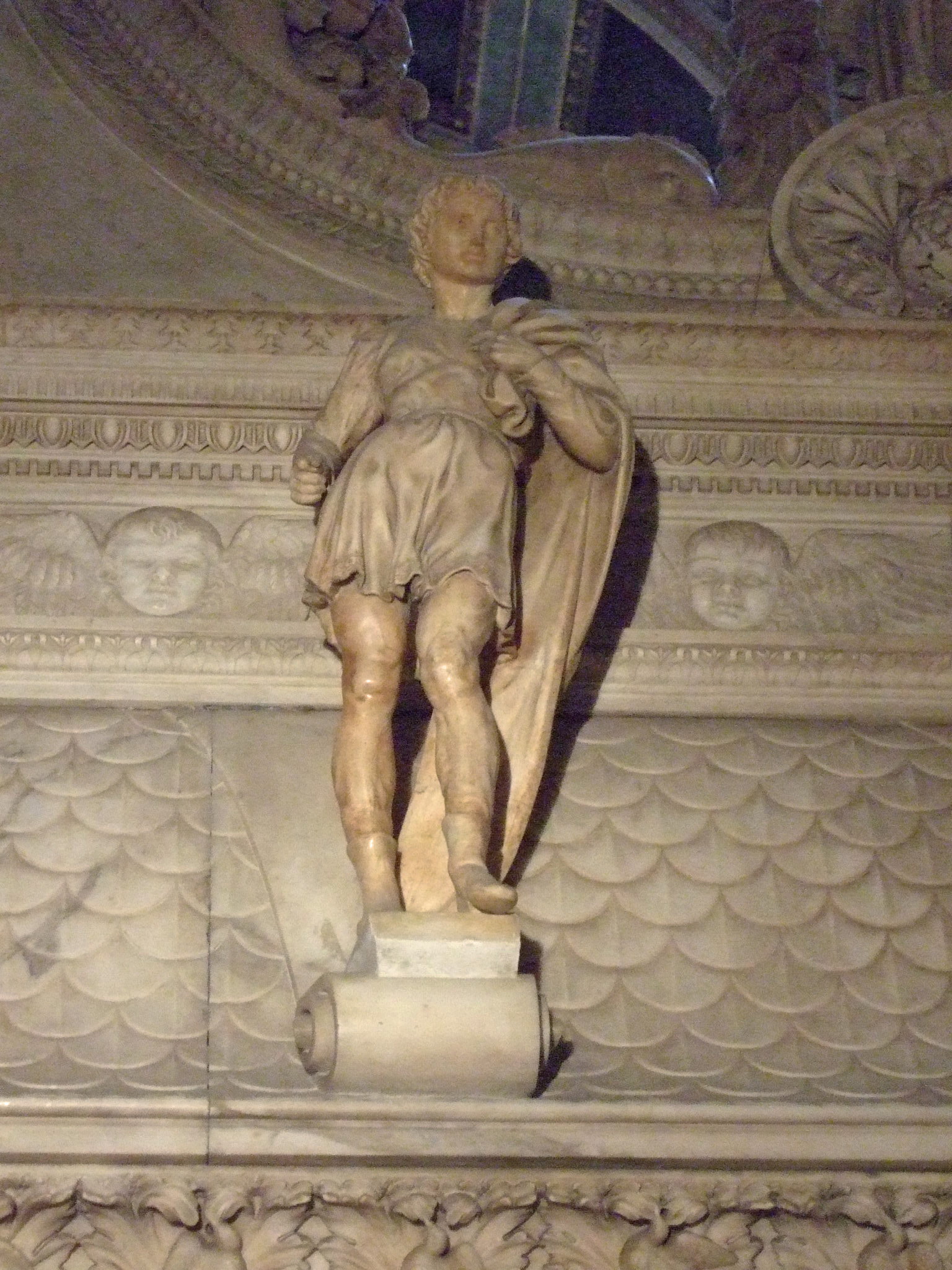
Saint Pétrone.

Lors de ce premier voyage en dehors de Florence, Michel-Ange effectue un premier arrêt à Venise, où il séjourne peu, mais probablement assez pour voir la statue du Colleone d'Andrea del Verrocchio, dont il s'est peut-être inspiré pour les visages héroïques et « terribles ».
Il se rend ensuite à Bologne, où il est accueilli par le noble Gianfrancesco Aldobrandini qui lui offre hospitalité et protection, un proche des Bentivoglio qui dominent alors la ville. Au cours de son séjour à Bologne, qui dure environ un an, grâce à l'intercession de son mécène, l'artiste achève le prestigieux sépulcre de saint Dominique, sur lequel Nicola Pisano et Niccolò dell'Arca, qui est mort depuis quelques mois en 1494, ont déjà travaillé. Il sculpte un Saint Procule, un Ange tenant un chandelier et achève le Saint Pétrone commencé par Niccolò. Ces ouvrages s'écartent de la tradition du début du XVe siècle des autres statues de Niccolò dell'Arca, avec une solidité et une compacité innovantes, et constituent le premier exemple de cette « terribilité » à la Michel-Ange dans l'expression fière et héroïque de Saint Procule, dans lequel semble s'esquisser une intuition embryonnaire du célèbre David.
À Bologne, le style de l'artiste mûrit rapidement grâce à la découverte de nouveaux exemples, différents de la tradition florentine, qui l'influencent profondément. Il admire les reliefs de la Porta Magna de la basilique San Petronio de Jacopo della Quercia. Il en tire les effets de « force retenue », donnés par les contrastes entre parties lisses et arrondies et parties aux contours rigides et fracturés, ainsi que le choix de sujets humains rustiques et massifs, qui agrémentent les scènes de gestes larges, de poses éloquentes et de compositions dynamiques. Les mêmes compositions de personnages qui ont tendance à ne pas respecter les bords carrés des panneaux et à déborder de leurs masses compactes et de leur énergie interne sont une source de suggestion pour les futures œuvres du Florentin, qui citera plusieurs fois ces scènes vues dans sa jeunesse dans le plafond de la chapelle Sixtine, tant dans leur ensemble que dans leurs détails. Les sculptures de Niccolò dell'Arca doivent également avoir fait l'objet d'analyses de sa part, comme le groupe en terre cuite de la Lamentation sur le Christ mort, où le visage et le bras de Jésus seront bientôt rappelés dans la Pietà vaticane.
Michel-Ange est aussi frappé par la rencontre avec la peinture ferraraise, en particulier avec les œuvres de Francesco del Cossa et d'Ercole de’ Roberti, comme le monumental polyptyque Griffoni, les fresques expressives de la chapelle Garganelli ou la Pietà de de' Roberti.

#### Imbroglio deCupidon(1495-1496)
De retour à Florence en décembre 1495, alors que la situation semble s'être calmée, Michel-Ange trouve une atmosphère très différente. Entre-temps, certains Médicis sont revenus dans la ville dominée par le gouvernement républicain inspiré par Savonarole. Ce sont quelques représentants de la branche cadette qui, pour l'occasion, ont pris le nom de « Popolani » pour gagner la sympathie du peuple, se présentant comme des protecteurs et des garants des libertés municipales. Lorenzo di Pierfrancesco de Médicis, grand-cousin de Laurent le Magnifique, qui a longtemps été une figure clé de la culture de la ville, mécène de Sandro Botticelli et d'autres artistes, prend Michel-Ange sous sa protection, lui commandant deux sculptures, toutes deux perdues, un San Giovannino et un Cupidon dormant.
Le Cupidon dormant est au centre d'une histoire qui peu de temps après amène Michel-Ange à Rome, dans ce que l'on peut dire être le dernier de ses voyages fondamentaux de formation. Peut-être sur une suggestion de Laurent lui-même et probablement à l'insu de Michel-Ange, le Cupidon est enterré et présenté comme une découverte archéologique afin de le revendre sur le marché florissant des œuvres d'art anciennes à Rome. La tromperie réussit : peu de temps après, par l'intermédiaire du marchand Baldassarre Del Milanese, le cardinal de San Giorgio, Raffaele Sansoni Riario, neveu de Sixte IV et l'un des plus riches collectionneurs de l'époque, l'achète pour la somme substantielle de deux cents ducats ; Michel-Ange n'en avait reçu qu'une trentaine pour le même travail.
Cependant, peu de temps après, les rumeurs de tromperie se répandent et parviennent aux oreilles du cardinal, qui, pour avoir confirmation et demander le remboursement, envoie l'un de ses intermédiaires, Jacopo Galli, à Florence, qui remonte à Michel-Ange et peut obtenir la confirmation de la fraude. Le cardinal s'emporte, mais il veut aussi connaître l'artisan capable d'imiter les anciens en le faisant venir à Rome en juillet de cette année-là, par l'intermédiaire de Galli. Plus tard, Michel-Ange nouera une relation solide et fructueuse avec ce dernier .

### Premier séjour à Rome (1496-1501)

#### Arrivée à Rome,Bacchus(1496-1497)

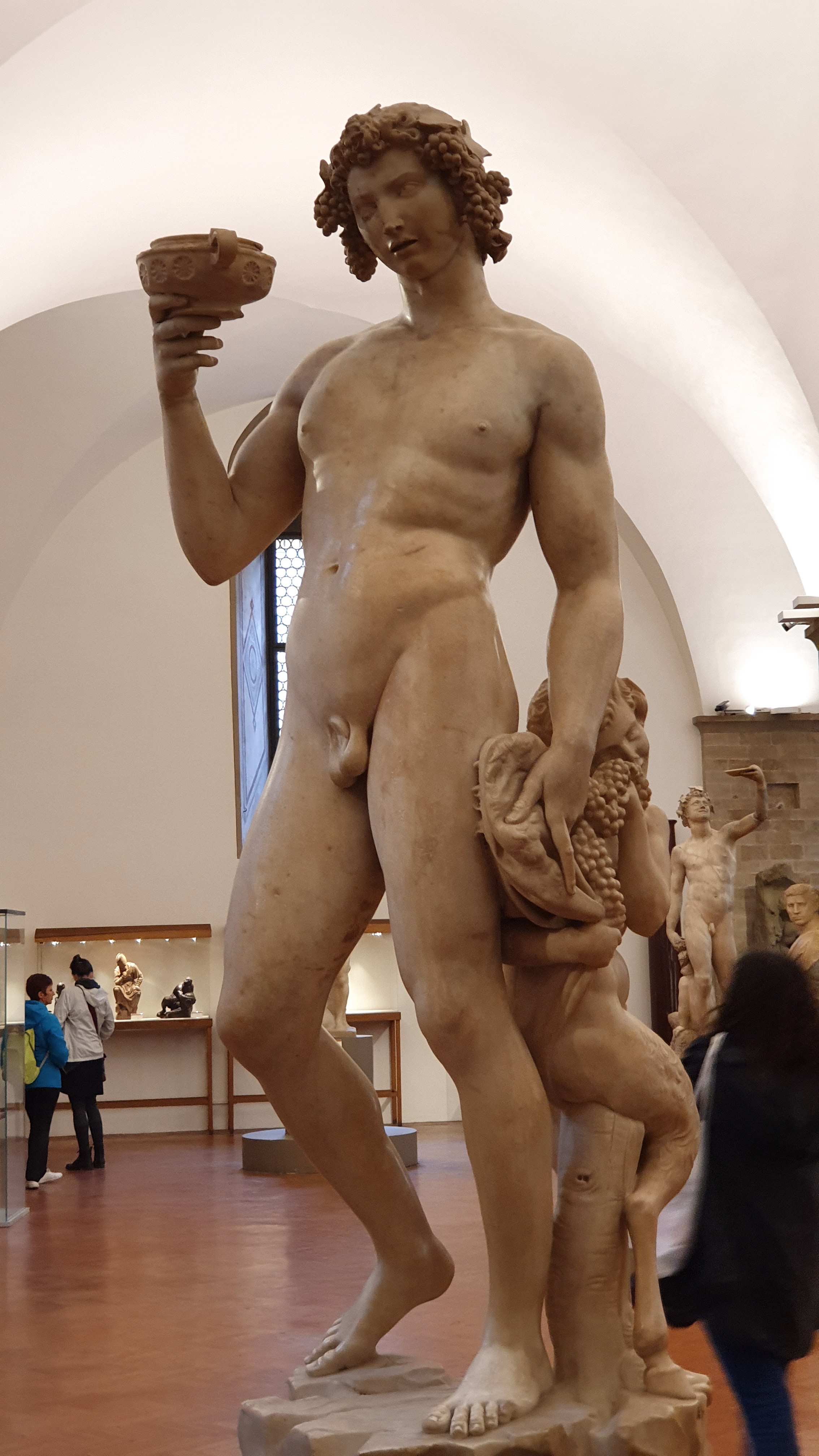
Bacchus, musée national du Bargello.

Michel-Ange accepte sans tarder l'invitation du cardinal à Rome, bien que ce dernier soit l'ennemi juré des Médicis : toujours par commodité, il tourne le dos à ses protecteurs.
Il arrive à Rome le 25 juin 1496. Le jour même jour, le cardinal lui montre ses sculptures anciennes, lui demandant s'il a envie de faire quelque chose de similaire. Dix jours plus tard, l'artiste commence à sculpter une statue en plein-relief d'un Bacchus (aujourd'hui au musée national du Bargello), représenté comme un adolescent ivre, dans lequel l'influence de la statuaire classique est déjà lisible : l'œuvre présente un rendu naturaliste du corps, avec des effets illusoires et tactiles proches de ceux de la sculpture hellénistique ; l'expressivité et l'élasticité des formes, combinées en même temps à une simplicité essentielle des détails est sans précédent pour l'époque. Il sculpte un jeune homme qui vole quelques raisins de la main du dieu aux pieds de Bacchus : ce geste suscite beaucoup d'admiration chez tous les sculpteurs de l'époque puisque le jeune homme semble vraiment manger le raisin, avec un grand réalisme. Bacchus est l'une des rares œuvres parfaitement finies de Michel-Ange et d'un point de vue technique, il marque son entrée dans la maturité artistique.
L'œuvre, peut-être rejetée par le cardinal Riario, reste dans la maison de Jacopo Galli où vit Michel-Ange. Le cardinal Riario met sa culture et sa collection à la disposition de l'artiste, contribuant ainsi de manière décisive à l'amélioration de son style, mais surtout il l'introduit dans le milieu cardinalice à l'origine de commandes très importantes. Pourtant, une fois de plus, Michel-Ange fait preuve d'ingratitude envers le mécène du moment : à propos du Riario, il fait écrire par son biographe Condivi qu'il est ignorant et ne lui a rien commandé.

#### La Pietà(1497-1499)

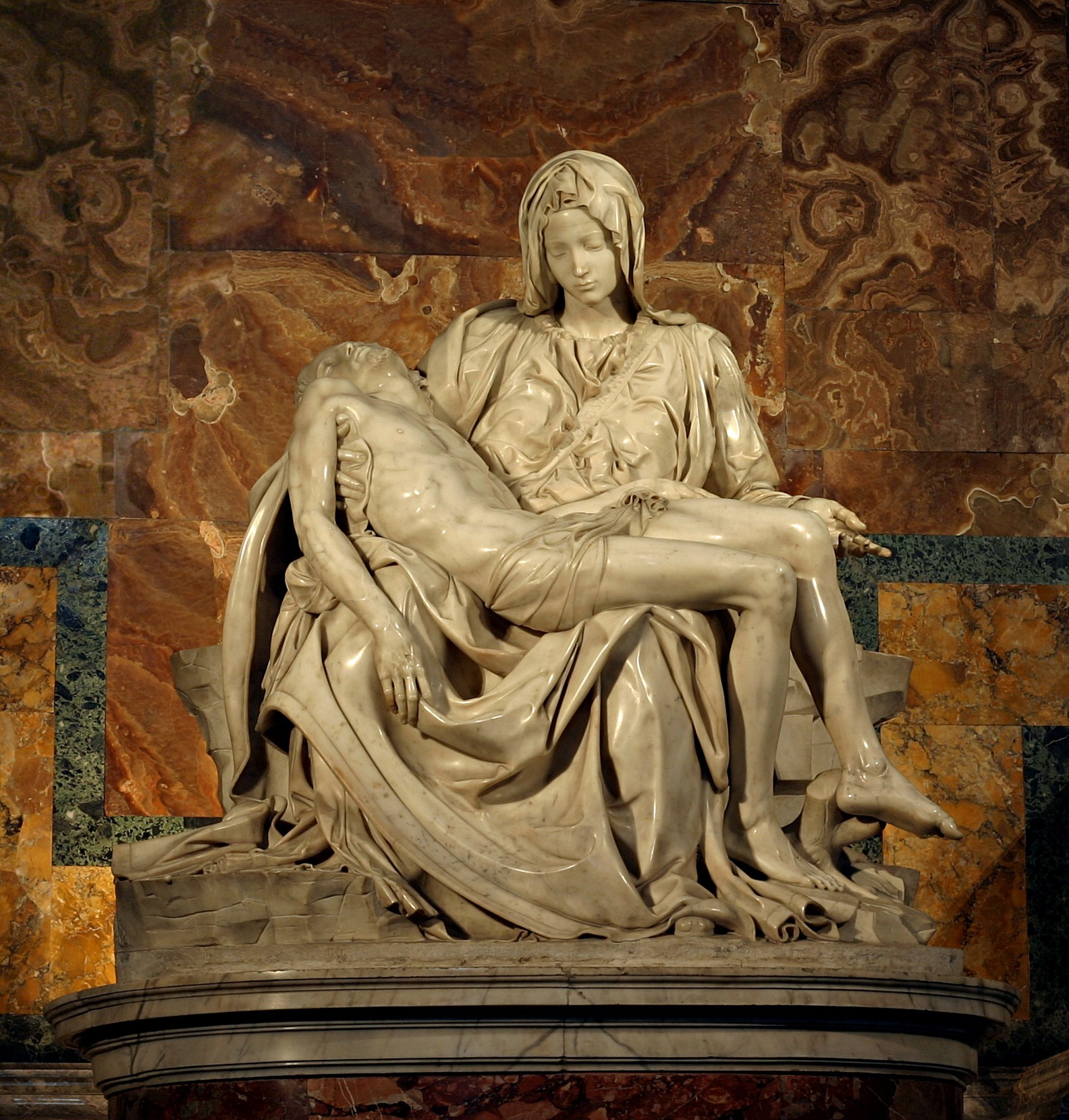
La Pietà (1498-1499),, Rome, basilique Saint-Pierre.

Toujours grâce à l'intermédiation de Jacopo Galli, Michel-Ange reçoit d'autres commandes importantes dans le domaine ecclésiastique, dont peut-être la Madone de Manchester, le panneau peint de la La Mise au tombeau pour la basilique Sant'Agostino in Campo Marzio, peut-être le tableau perdu avec les Stigmates de saint François pour l'église San Pietro in Montorio, et surtout une Pietà en marbre pour l'église de Santa Petronilla, aujourd'hui dans la basilique Saint-Pierre.
Dès la fin de 1496, et probablement jusqu'au printemps, le jeune sculpteur séjourne à Rome, et y réalise le chef-d’œuvre absolu de cette période : La Pietà du Vatican. Cette œuvre, qui scelle sa consécration définitive dans l'art de la sculpture à seulement vingt-deux ans, est commandée par le cardinal français Jean Bilhères de Lagraulas, ambassadeur de Charles VIII auprès du pape Alexandre VI, et est destinée au sanctuaire des rois de France (l'iconographie de Marie tenant dans ses bras le corps du Christ mort n'est pas d'origine italienne mais germanique. Le sujet, qui ne fait pas partie du récit biblique de la Crucifixion, est courant dans la sculpture religieuse de l'Europe du Nord médiévale et aurait été très familier au cardinal. Cette idée allemande s'est répandue en France au XIVe siècle). Le contact entre les deux doit avoir lieu en novembre 1497, après quoi l'artiste part pour Carrare pour choisir un bloc de marbre convenable ; la signature du contrat proprement dit n'a lieu qu'en août 1498. Le groupe, très innovant par rapport à la tradition sculpturale typiquement nordique des Pietàs, est développé avec une composition pyramidale, avec la Vierge comme axe vertical et le corps mort du Christ comme axe horizontal, liés par la draperie massive. La finition des détails est poussée à l'extrême, de manière à donner au marbre des effets de douceur translucide et cireux. La Pietà du Vatican incarne parfaitement l'idéal recherché par l'artiste, c'est la raison pour laquelle son analyse est primordiale, à savoir celle d'une union extrême, mais délicate des deux êtres. La ligne du corps du christ (trois fois brisée) épouse à merveille celle du corps de sa mère, se coule dans les plis de la draperie. La Vierge est d'un âge très proche de celui de son fils inerte, les deux protagonistes montrant un jeune âge, à tel point qu'il semble que le sculpteur se soit inspiré du passage de Dante « Vergine Madre, figlia del tuo Figlio… »(« Vierge mère, fille de ton fils… »). Ce paradoxe est expliqué par Ascanio Condivi qui raconte que Michel-Ange disait à ce sujet : « Ne sais-tu pas que les femmes chastes sont, toute leur vie, plus jeunes que celles qui ne le sont pas ? D'autant plus une Vierge qui n'eut jamais le moindre désir lascif qui aurait pu altérer son corps ». Cette sorte de « retour » des deux protagonistes à une jeunesse idéale traduit pleinement le concept de « divin » qui habite l'intégralité de l’œuvre, la plus « finie » de Michel Ange qui traitera avec obstination le thème de la Pietà durant toute sa vie.
La Pietà est très importante dans l'expérience artistique de Michel-Ange non seulement parce que c'est son premier chef-d'œuvre, mais aussi parce que c'est la première œuvre qu'il réalise en marbre de Carrare, qui devient à partir de ce moment le matériau principal de sa créativité. À Carrare, l'artiste manifeste un autre aspect de sa personnalité : la conscience de son propre talent : il y achète en effet, non seulement le bloc de marbre pour la Pietà, mais aussi plusieurs autres blocs, convaincu que - compte tenu de son talent - les occasions de les utiliser ne manqueront pas. Il est convaincu qu'il peut sculpter des œuvres de sa propre initiative pour les revendre une fois terminées, ce qui est encore plus inhabituel pour un artiste de l'époque. En pratique, Michel-Ange devient son propre entrepreneur et investit dans son talent sans attendre que d'autres le fassent pour lui.
Terminée en 1499, l'œuvre suscite l'enthousiasme et Michel Ange se trouve hissé au sommet de la gloire artistique. Il obtient grâce à elle une grande renommée et une considération, à telle enseigne que l'on pense que non seulement il est, de loin, supérieur à ses contemporains (Léonard de Vinci et Raphaël en particulier avec lequel il est en constante concurrence) mais aussi, à ceux qui l'ont précédé. Cette œuvre marque un véritable tournant pour l'artiste, car durant ce séjour à Rome, Michel-Ange change d'orientation et modifie son approche esthétique. Il puise désormais l'inspiration dans la sculpture antique, tout en demeurant attiré par la précision et la finesse d'exécution florentine du Quattrocento.

### Retour à Florence (1501-1504)

#### Passage par Sienne (1501)
En 1501, Michel-Ange décide de retourner à Florence. Girolamo Savonarole a été exécuté en 1498, et le gonfalonier Piero Soderini gouverne la ville. Avant de partir, Jacopo Galli obtient pour lui une nouvelle commande, cette fois pour le cardinal Francesco Todeschini Piccolomini, futur pape Pie III. Il s'agit de réaliser quinze statues de saints légèrement plus petites que nature pour l'autel Piccolomini de la cathédrale Santa Maria Assunta de Sienne, dont l'architecture a été réalisée une vingtaine d'années plus tôt par Andrea Bregno. Finalement, l'artiste ne crée que quatre statues, Saint Paul, Saint Pierre, Saint Pie et San Gregorio, les expédiant de Florence jusqu'en 1504, de surcroît en ayant un recours massif à des aides. La commande des statues siennoises, destinées à des niches étroites, commence en effet à être trop insignifiante pour sa renommée, surtout à la lumière des opportunités prestigieuses qui se dessinent à Florence.

#### Retour à Florence:David(1501)

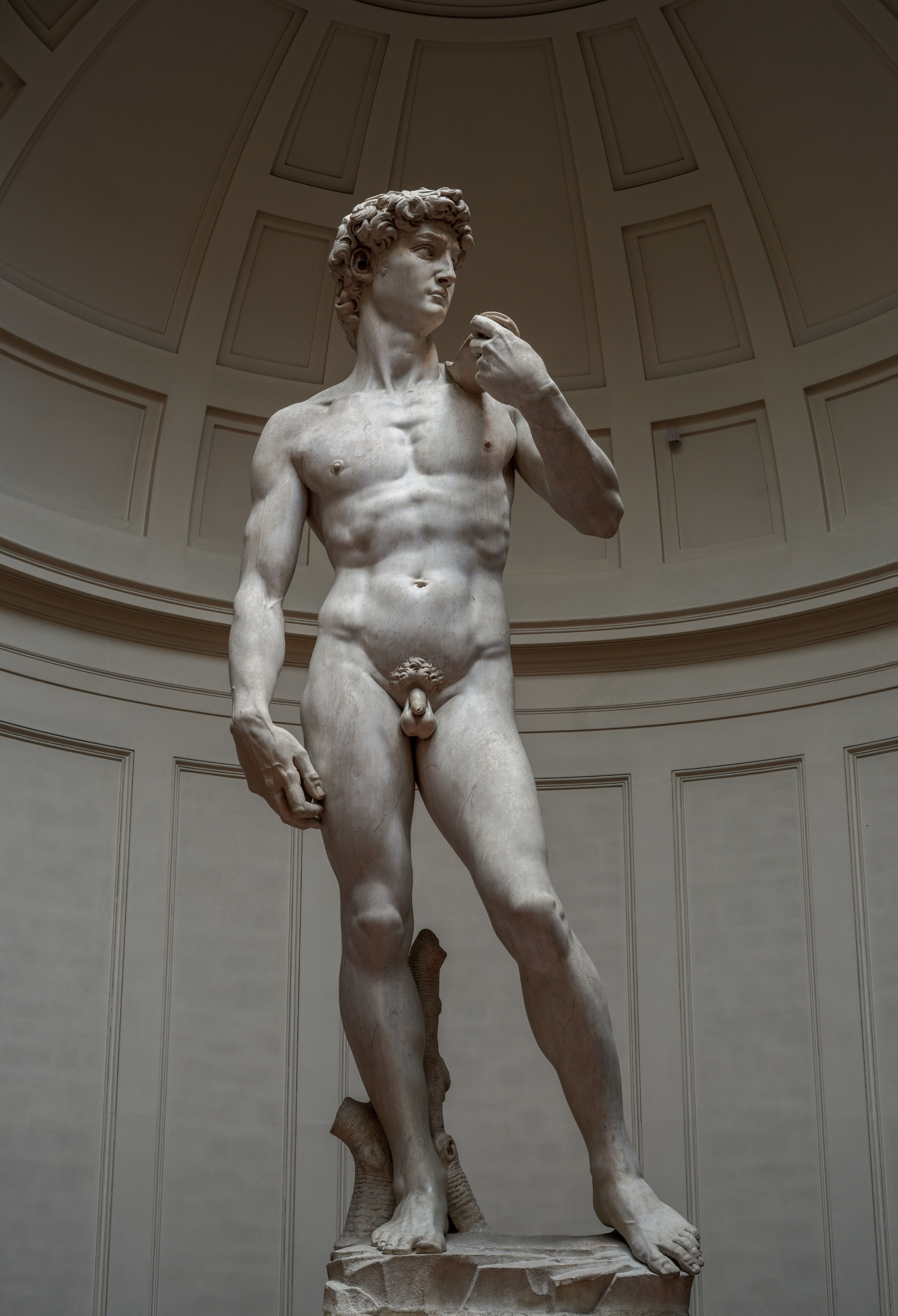
David.

En 1501, Michel-Ange est déjà de retour à Florence, poussé par des besoins liés à des « contingences domestiques ». Son retour coïncide avec le début d'une période de commandes prestigieuses, qui témoignent de la grande réputation que l'artiste a acquise au cours de ses années à Rome.
Le 16 août 1501, l'Opera del Duomo de Florence lui confie la réalisation d'une statue colossale de David à placer dans l'un des contreforts extérieurs situés dans l'abside de la cathédrale Santa Maria del Fiore. Il s'agit d'une entreprise rendue compliquée par le fait que le bloc de marbre attribué a été préalablement dégrossi par Agostino di Duccio en 1464 et par Antonio Rossellino en 1476, avec le risque que des portions de marbre indispensables à la bonne finalisation des travaux aient été supprimés.
Malgré la difficulté, Michel-Ange commence à travailler sur ce qu'on appelle « il Gigante » (« le Géant ») en septembre 1501 et achève les travaux en trois ans. L'artiste traite le thème du héros d'une manière inhabituelle par rapport à l'iconographie donnée par la tradition, le représentant comme un homme jeune et nu, dans une attitude calme mais prêt à réagir, comme pour symboliser, selon beaucoup, l'idéal politique républicain naissant, qui voit dans le citoyen-soldat - et non dans le mercenaire - le seul capable de défendre les libertés républicaines. Les Florentins reconnaissent immédiatement la statue comme un chef-d'œuvre. Ainsi, même si le David a été créé pour l'Opera del Duomo et donc à observer d'un point de vue abaissé et certainement pas frontal, la Signoria décide d'en faire le symbole de la ville et à ce titre, le fait installer sur la place ayant la plus grande valeur symbolique : la piazza della Signoria. L'emplacement de la statue est décidé par une commission spécialement désignée composée des meilleurs artistes de la ville, dont Davide Ghirlandaio, Simone del Pollaiolo, Filippino Lippi, Sandro Botticelli, Antonio et Giuliano da Sangallo, Andrea Sansovino, Léonard de Vinci, Le Pérugin.
Léonard de Vinci vote pour une position isolée du David, sous une niche de la Loggia della Signoria, confirmant les rumeurs de rivalité et de mauvaises relations entre les deux génies.

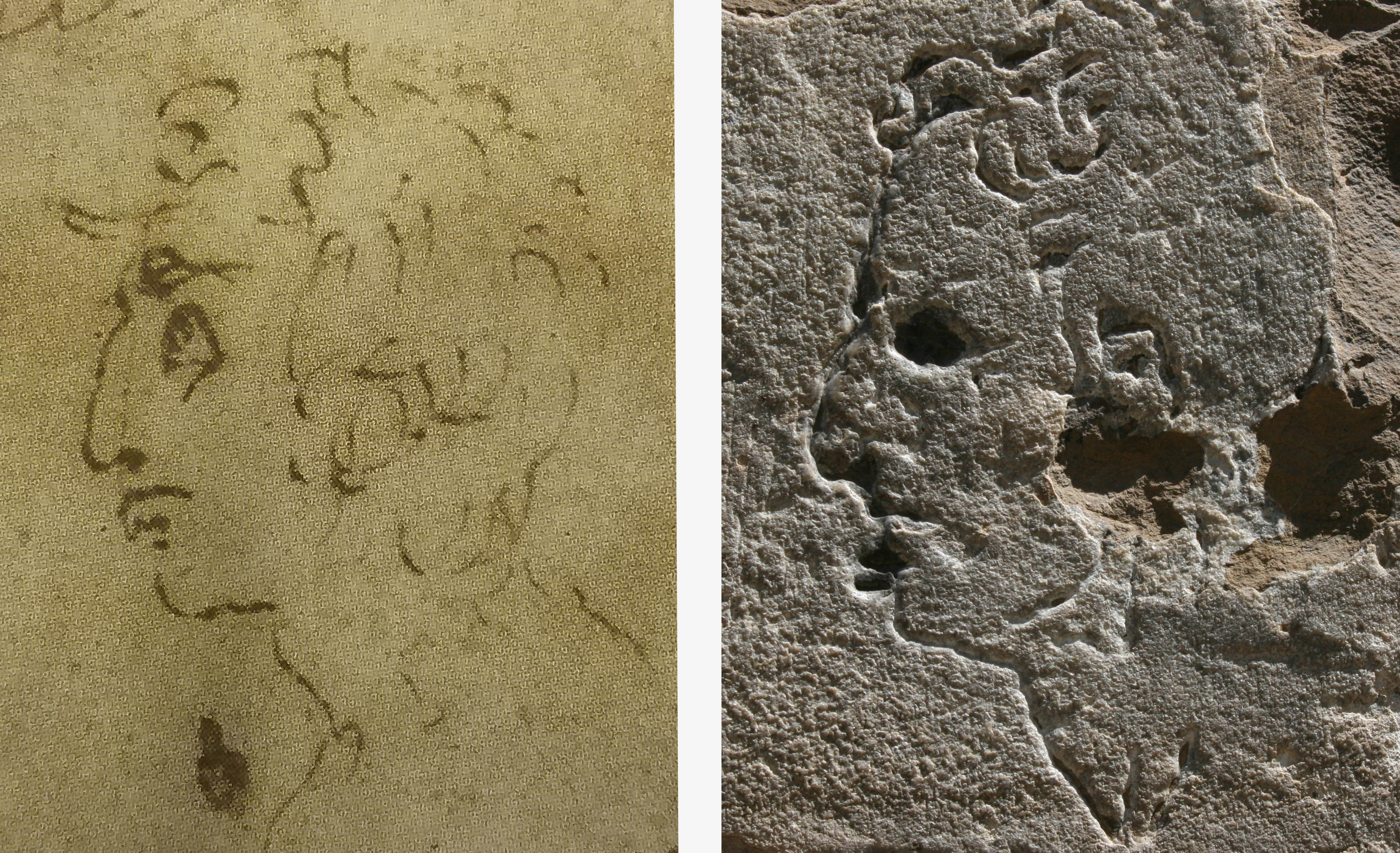
Comparaison entre le profil du Louvre et le profil sculptural du Palazzo Vecchio connu sous le nom de L'Importuno de Michel-Ange.

En même temps que l'installation du David, Michel-Ange est peut-être impliqué dans la création du profil sculptural gravé sur la façade du Palazzo Vecchio connu sous le nom de L'Importuno di Michelangelo. L'hypothèse sur une possible implication de Michel-Ange dans la création du profil repose sur la forte ressemblance de ce dernier avec un profil dessiné par l'artiste, datable du début du XVIe siècle, aujourd'hui conservé au musée du Louvre. De plus, le profil a probablement été sculpté avec l'autorisation des autorités de la ville : la façade du Palazzo Vecchio était constamment protégée par des gardes. Son auteur jouissait donc d'une certaine considération et d'une liberté d'action. Le style fortement caractérisé du profil sculpté est proche de celui des profils de têtes masculines dessinés par Michel-Ange au début du XVIe siècle. Par conséquent, le portrait sculptural du Palazzo Vecchio devrait également être daté du début du XVIe siècle, son exécution coïnciderait avec l'installation du David et pourrait peut-être représenter l'un des membres de la commission susmentionnée.
Ainsi, avant même ses 30 ans, Michelangelo Buonarroti est déjà l'auteur du David et de la Pietà, deux des plus célèbres sculptures de toute l'histoire de l'art.

#### Léonard et Michel-Ange
Léonard de Vinci manifeste son intérêt pour David, le copiant dans son propre dessin (bien qu'il ne puisse pas partager la forte musculature de l'œuvre), mais Michel-Ange est également influencé par l'art de Léonard. En 1501, le maître de Vinci expose dans la basilique de la Santissima Annunziata un carton avec Sainte Anne avec la Vierge, l'Enfant et l'agneau (perdu), qui « ne fit pas seulement l'admiration des artistes. Dans la salle où il l'avait achevé, il y eut deux jours durant un défilé d'hommes et de femmes, jeunes et vieux, pour le voir. » Michel-Ange lui-même a vu le carton, et est peut-être impressionné par les nouvelles idées picturales d'enveloppement atmosphérique et d'indétermination spatiale et psychologique ; il est presque certain qu'il l'a étudié, comme le montrent les dessins de ces années, avec des traits plus dynamiques, une plus grande animation des contours et une plus grande attention au problème du lien entre les figures, souvent résolu par des groupes articulés dynamiquement. La question de l'influence de Léonard est un sujet controversé parmi les savants, mais certains d'entre eux en ont lu les traces dans les deux séries de sculptures qu'il exécute dans les années qui suivent immédiatement. Deux des innovations stylistiques de Léonard assumées et faites siennes dans le style de Michel-Ange sont largement reconnues : la construction pyramidale des figures humaines, importante par rapport aux fonds naturels, et le « contrapposto », porté au degré maximum par Michel-Ange, qui rend les personnages dynamiques et dont on voit les membres partir dans des directions spatiales opposées.

#### Nouvelles commandes (1502-1504)
David occupe Michel-Ange jusqu'en 1504, sans toutefois l'empêcher de se lancer dans d'autres projets, souvent à caractère public, comme le David « De Rohan » en bronze, perdu, pour un maréchal du roi de France (1502), la Madone de Bruges acquise par le riche marchand de tissus Alexandre Mouscron pour sa chapelle familiale à Bruges (1503) et une série de tondi. Vers 1503-1505, il sculpte le Tondo Pitti, réalisé en marbre sur commande de Bartolomeo Pitti et aujourd'hui au musée national du Bargello. Dans cette sculpture, le relief différent donné aux sujets se détache de la figure à peine esquissée de Jean le Baptiste (premier exemple de « non-finito »), ainsi que de la finitude de la Vierge, dont la tête en haut relief sort de la bordure du cadre.
Entre 1503 et 1504, il peint également La Sainte Famille à la tribune dite Tondo Doni pour Agnolo Doni. Les protagonistes y sont représentés de façon dynamique, avec des proportions imposantes, sur fond d'un groupe de nus. Les couleurs sont audacieusement vives et sonores ; les corps traités de façon sculpturale éblouissent les artistes contemporains. Le détachement net et total de la peinture de Léonard est ici évident : pour Michel-Ange, la meilleure peinture est celle qui se rapproche le plus de la sculpture, c'est-à-dire celle qui possède le degré de plasticité le plus élevé possible. D'après les épreuves à l'huile inachevées conservées à Londres, Michel-Ange crée ici un exemple de peinture innovante, mais utilise la technique traditionnelle de la détrempe appliquée avec des hachures denses. L'histoire liée au paiement de l'œuvre est curieuse : après livraison, Doni, un marchand très soucieux d'économies, estime l'œuvre comme « décotée » par rapport au montant convenu, exaspérant l'artiste qui reprend le panneau, exigeant, le cas échéant, le double du prix convenu. Le marchand n'a pas d'autre choix que de payer pour obtenir le tableau. Au-delà de la valeur anecdotique de l'épisode, il peut être compté parmi les tout premiers exemples (sinon le premier) de rébellion de l'artiste contre le client, selon le concept alors absolument nouveau de la supériorité de l'artiste-créateur sur le public (et donc sur le client). Le Tondo Doni est accroché à la Galerie des Offices dans son cadre d'origine, que Michel-Ange a peut-être conçu,. Il peint peut-être également la Vierge à l'enfant avec Jean le Baptiste, connue sous le nom de Madone de Manchester, maintenant à la National Gallery de Londres.
Le Tondo Taddei, marbre commandé par Taddeo Taddei et aujourd'hui à la Royal Academy of Arts de Londres, date d'environ 1504-1506. C'est une œuvre à l'attribution plus incertaine, où l'effet inachevé, présent dans le traitement irrégulier des l'arrière-plan d'où les figures semblent émerger, peut-être un hommage à l'imprécision spatiale et à l'enroulement atmosphérique de Léonard.

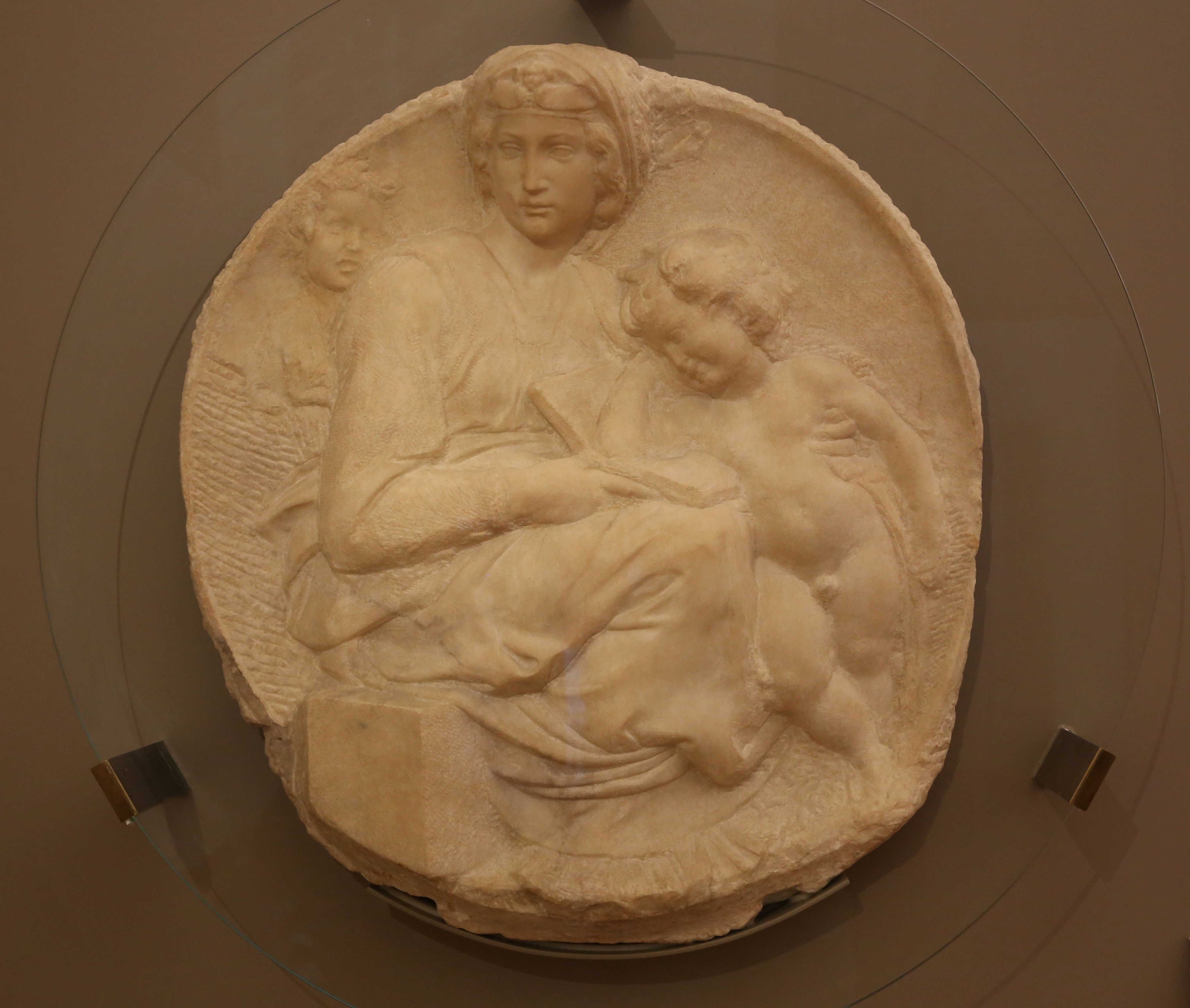
Tondo Pitti.
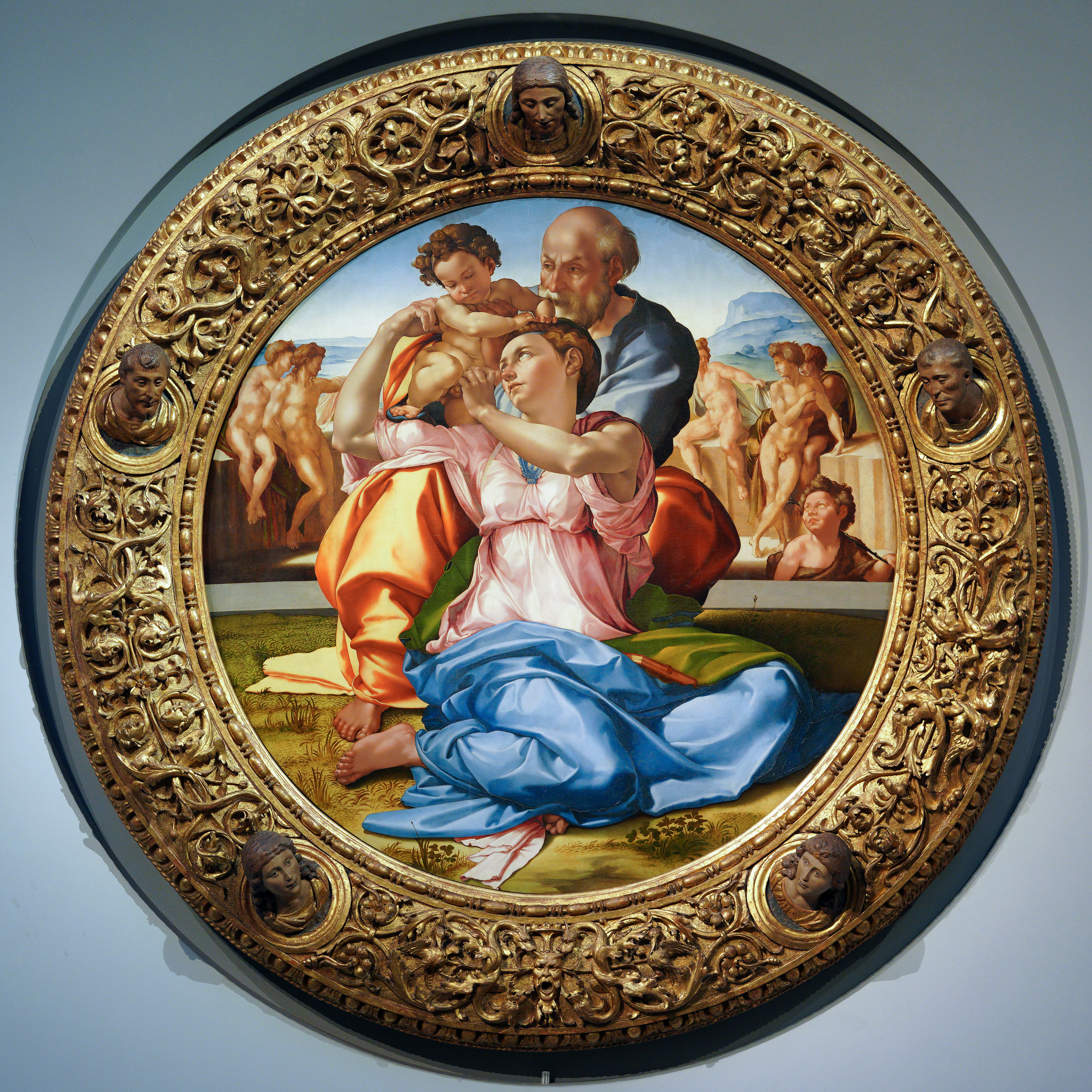
Tondo Doni dans son cadre.
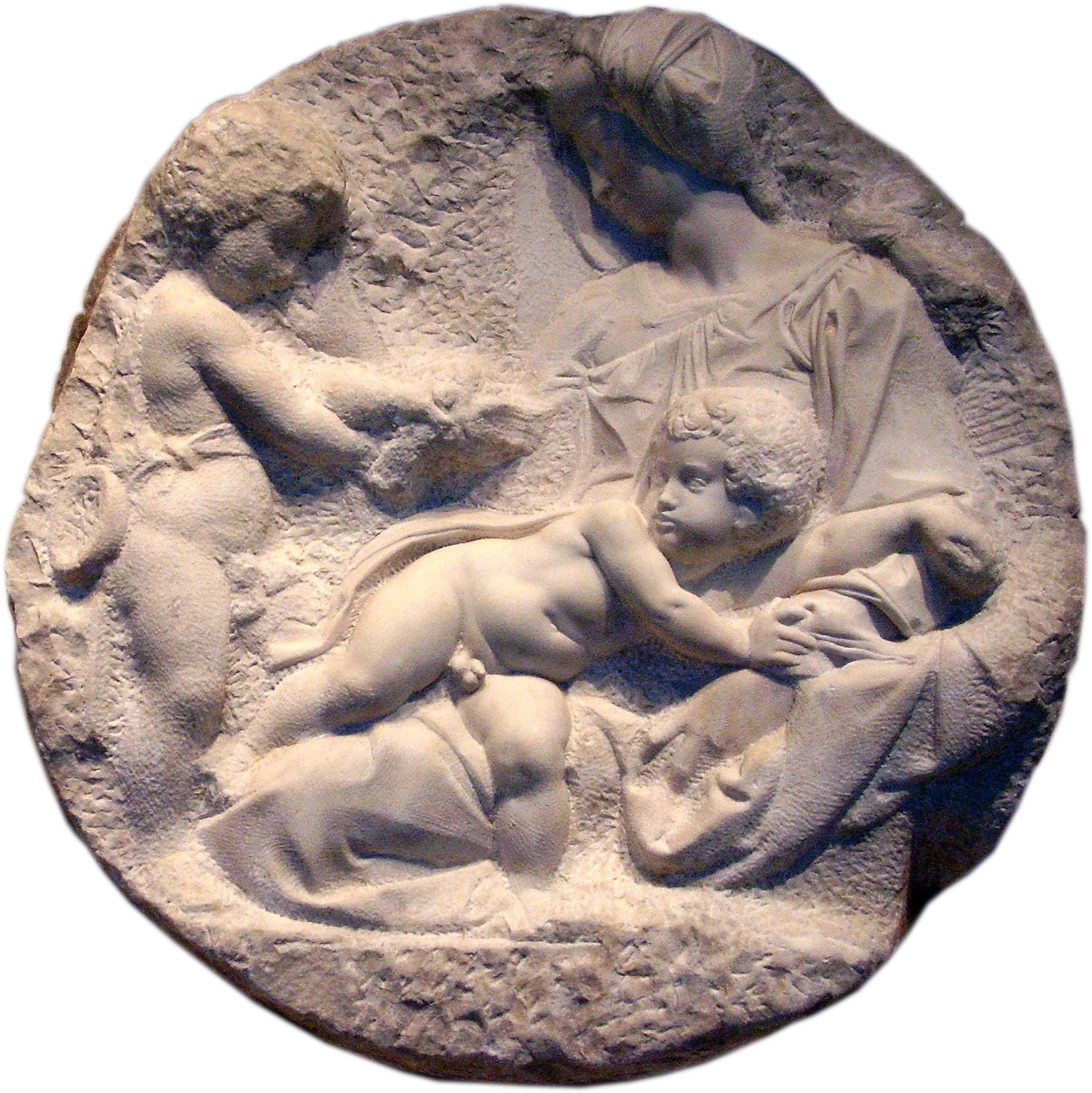
Tondo Taddei.

#### Les Apôtrespour la cathédrale (1503)
Le 24 avril 1503, Michel-Ange reçoit également une commande des consuls de l'Arte della Lana pour la création de douze statues en marbre grandeur nature des Apôtres, destinées à décorer les niches des piliers qui soutiennent la coupole de Santa Maria del Fiore, à livrer au rythme d'un par an.
Le contrat ne peut être honoré en raison de diverses vicissitudes ; l'artiste n'a que le temps d'ébaucher un Saint Matthieu, l'un des premiers exemples visible d'inachevé.

#### La Bataille de Cascina(1504)

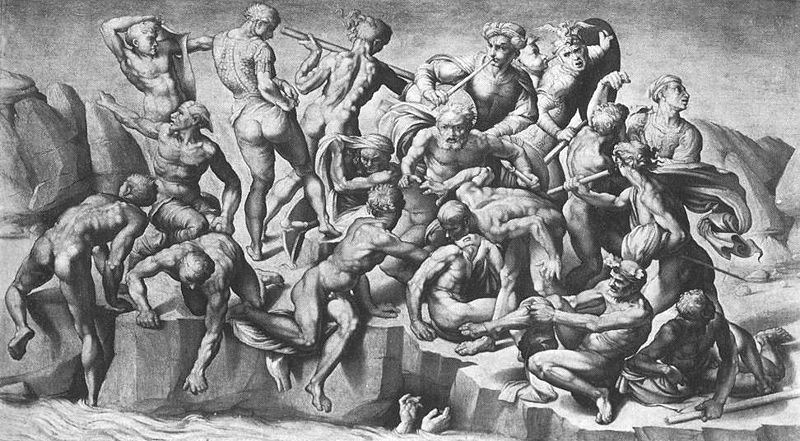
Copie du carton de La Bataille de Cascina de Michel-Ange, réalisée par Bastiano da Sangallo en 1542 et conservée au Holkham Hall dans le Norfolk (comté).

Entre août et septembre 1504, La Seigneurie lui confie la réalisation d'une fresque monumentale pour la salle des Cinq-Cents du Palazzo Vecchio, qui doit décorer l'un des murs haut de plus de sept mètres. L'œuvre est censée célébrer les victoires florentines, en particulier l'épisode de la bataille de Cascina, remportée contre les Pisans en 1364, et doit compléter La Bataille d'Anghiari peinte par Léonard de Vinci sur le mur voisin. Les deux tableaux sont très différents : Léonard représente des soldats combattant à cheval, tandis que Michel-Ange représente des soldats pris en embuscade alors qu'ils se baignent dans la rivière. Aucun des deux ouvrages n'est achevé et les deux sont perdus à jamais lorsque la pièce est rénovée. Les deux œuvres sont très admirées et il en reste des copies, l'œuvre de Léonard ayant été copiée par Rubens et celle de Michel-Ange par Bastiano da Sangallo.
Michel-Ange a seulement le temps de réaliser le carton, suspendant son travail en 1505, lorsqu'il part pour Rome, le reprenant l'année suivante en 1506, avant qu'il soit perdu ; il devient immédiatement un outil d'étude obligatoire pour les contemporains ; sa mémoire est transmise à la fois par des études autographes et par des copies d'autres artistes. Plus que sur la bataille elle-même, la peinture se concentre sur l'étude anatomique des nombreuses figures « nues », prises dans des poses nécessitant un effort physique considérable.

#### Pont de la Corne d'Or (vers 1504)
Comme le rapporte Ascanio Condivi, entre 1504 et 1506, le sultan ottoman aurait proposé à l'artiste, dont la renommée commence déjà à dépasser les frontières nationales, de réaliser la conception d'un pont sur la Corne d'Or, entre la partie la plus ancienne de Constantinople et Péra. Il semble que Michel-Ange ait même préparé un modèle pour l'entreprise colossale et certaines lettres confirment l'hypothèse d'un voyage dans la capitale ottomane.
Ce serait le premier indice de la volonté de Michel-Ange de se lancer dans un grand projet architectural, bien des années avant ses débuts officiels dans cet art avec la façade de la basilique San Lorenzo de Florence.

#### Projet du tambour pour Santa Maria del Fiore (1507)
À l'été 1507, Michel-Ange est chargé par l'Opera de Santa Maria del Fiore de présenter, à la fin du mois d'août, un dessin ou modèle pour le concours relatif à l'achèvement du tambour du dôme de Brunelleschi. Selon Giuseppe Marchini, Michel-Ange aurait envoyé des dessins à un charpentier pour la construction du modèle, que lui-même a reconnu dans celui identifié au numéro 143 dans la série conservée au Museo dell'Opera del Duomo (Florence). Celui-ci présente une disposition essentiellement philologique, visant à maintenir une certaine continuité avec la structure préexistante, grâce à l'insertion d'une série de miroirs rectangulaires en marbre vert de Prato alignés avec les chapiteaux des pilastres d'angle ; un haut entablement est prévu, fermé par une corniche aux formes similaires à celle du palais Strozzi. Cependant, ce modèle n'est pas été retenu par le jury qui choisit le dessin de Baccio d'Agnolo ; le projet prévoit l'insertion d'un balcon massif au sommet, mais les travaux sont interrompus en 1515, à la fois en raison du manque de faveur obtenu et en raison de l'opposition de Michel-Ange, qui, selon Vasari, définit l'œuvre de Baccio d'Agnolo de gabbia per grilli (cage à grillons).
Vers 1516, Michel-Ange réalise quelques dessins (conservés à la Casa Buonarroti) et fait probablement construire une nouvelle maquette en bois, identifiée, quoiqu'avec de nombreuses réserves, par le numéro 144 dans l'inventaire du Museo dell'Opera del Duomo. La galerie est supprimée au profit d'une plus grande proéminence des éléments porteurs ; un dessin montre notamment l'insertion de hautes colonnes jumelées libres aux angles de l'octogone, surmontées d'une série de corniches fortement saillantes, une idée qui sera développée plus tard également pour le dôme de la basilique Saint-Pierre au Vatican. Les idées de Michel-Ange ne se sont cependant pas concrétisées.

### À Rome sous Jules II (1505-1513)

#### Tombeau de Jules II, premier projet (1505)
C'est probablement Giuliano da Sangallo qui rapporte au pape Jules II Della Rovere, élu en 1503, les étonnants succès florentins de Michel-Ange. En effet, le pape Jules se consacre à un programme gouvernemental ambitieux qui mêle politique et art, s'entourant des plus grands artistes vivants (dont Bramante et, plus tard, Raphaël) dans le but de restituer à Rome et à son autorité, la grandeur de la passé impérial.
Appelé à Rome en mars 1505, Michel-Ange est chargé de réaliser un tombeau pour le nouveau pape, un mausolée grandiose, qui sera placé dans la tribune (en cours d'achèvement) de la basilique Saint-Pierre. L'artiste et le client se mettent d'accord dans un délai relativement court (deux mois seulement) sur le projet et les honoraires, permettant à Michel-Ange, qui a reçu un acompte substantiel, de se rendre immédiatement à Carrare pour choisir personnellement les blocs de marbre à sculpter.
Le premier projet, documenté, prévoit une structure architecturale colossale isolée dans l'espace, avec une quarantaine de statues, de taille plus grande que nature, sur les quatre façades de l'architecture. Le travail de choix et d'extraction des blocs dure huit mois, de mai à décembre 1505, constituant à rechercher des blocs du marbre le plus parfait.
Selon le fidèle Ascanio Condivi, Michel-Ange envisage à cette époque un projet grandiose, celui de sculpter un colosse dans la montagne elle-même, qui pourrait guider les marins : les rêves d'une telle grandeur inaccessible font partie de la personnalité de l'artiste et ne sont pas considérés comme le fruit de l'imagination du biographe en raison de l'existence d'une édition du manuscrit avec des notes épinglées sur la dictée de Michel-Ange, dans laquelle l'œuvre est définie comme une « folie », mais que l'artiste aurait créée s'il avait pu vivre plus longtemps. Dans son imagination, Michel-Ange rêve d'imiter les anciens avec des projets qui auraient rappelé des merveilles comme le Colosse de Rhodes ou la gigantesque statue d'Alexandre le Grand que Dinocrate, mentionné par Vitruve, aurait aimé modeler sur le mont Athos.

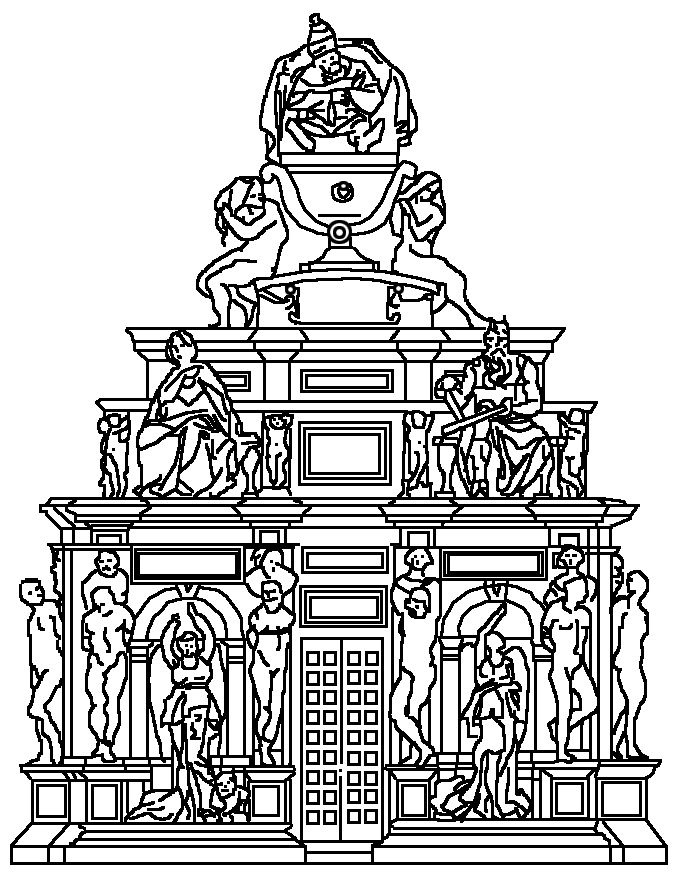
Reconstitution du premier projet supposé du tombeau de Jules II (1505).
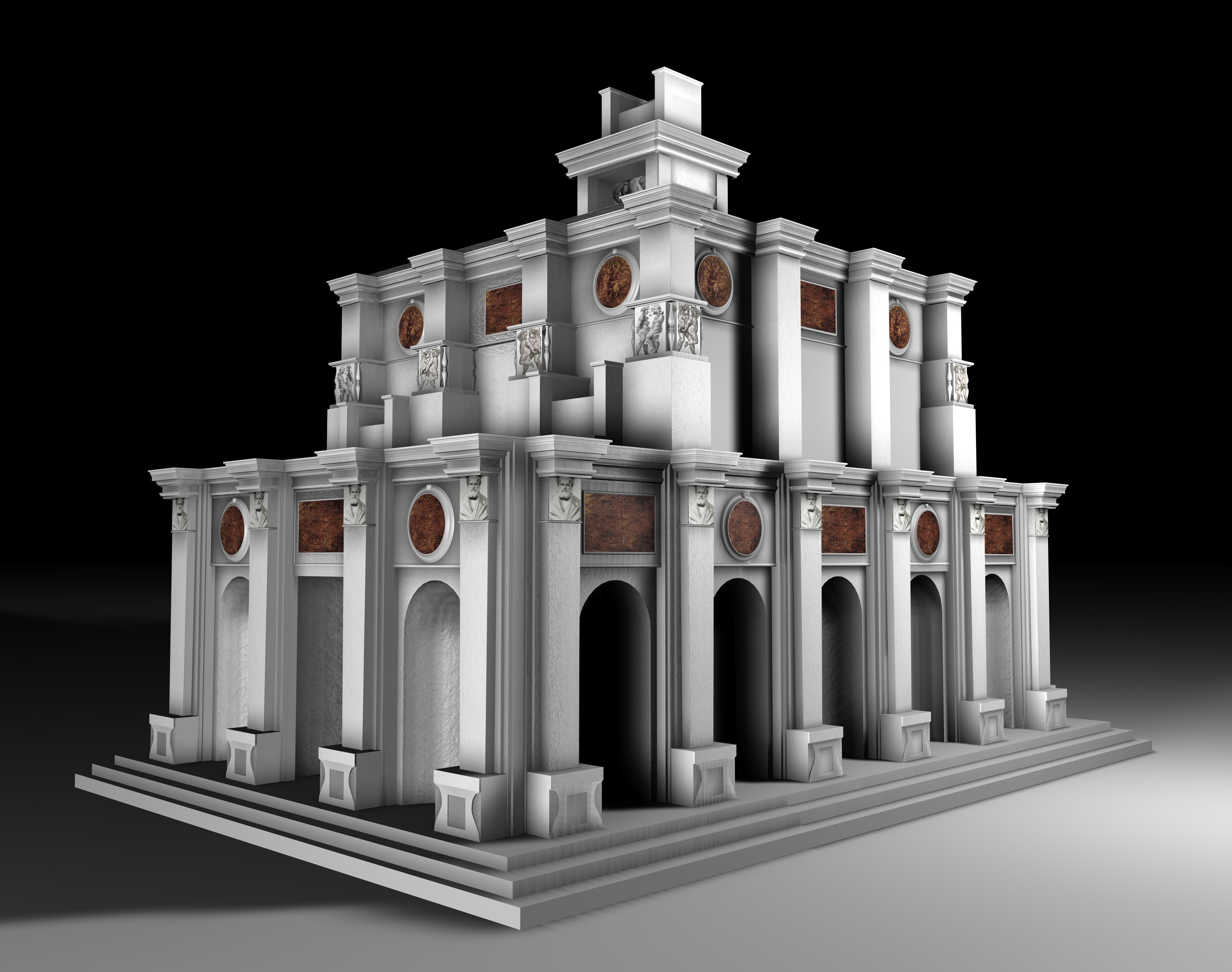
Reconstitution du premier projet supposé du tombeau de Jules II[84].
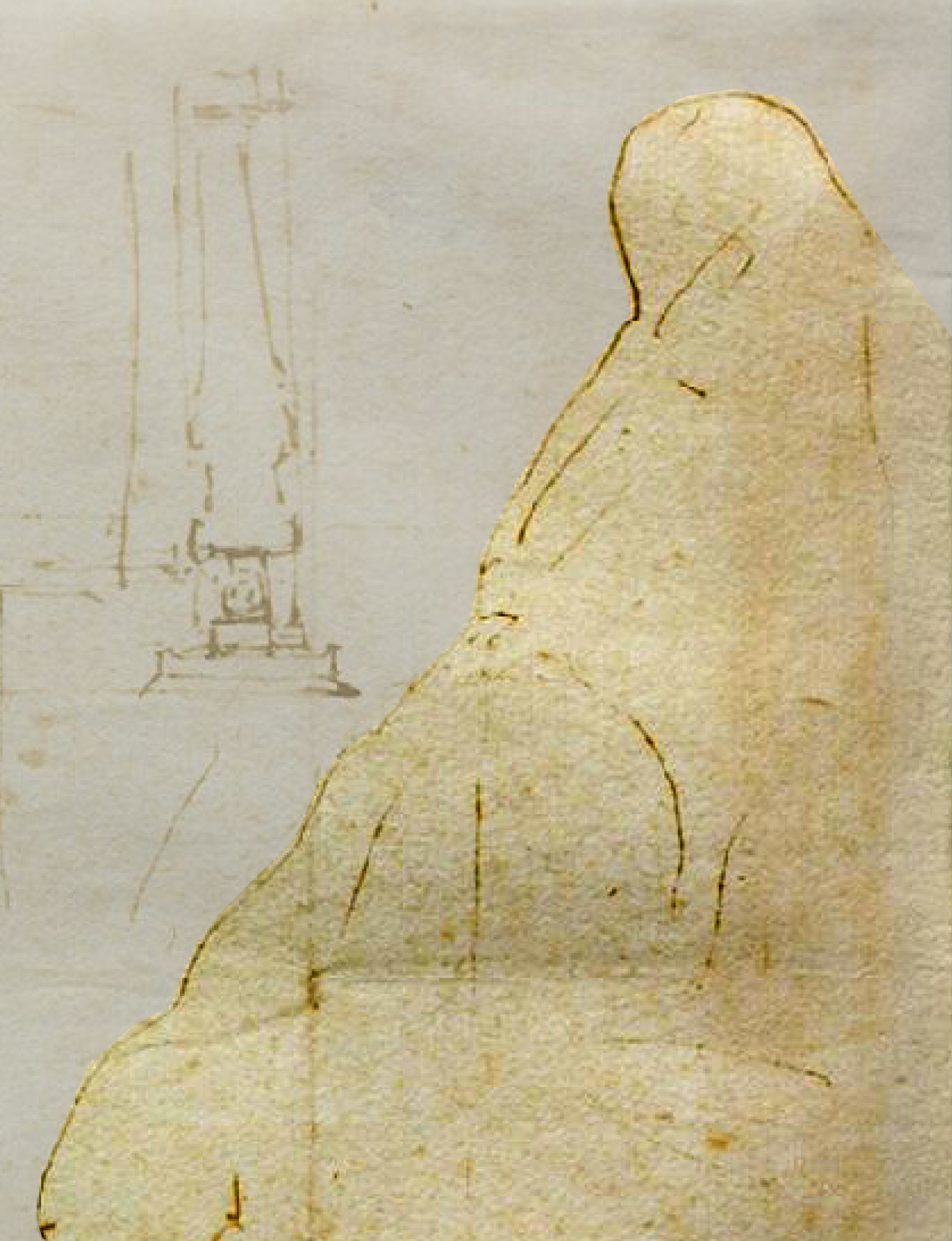
Détail du profil hypothétique de la montagne à sculpter en colosse, Casa Buonarroti, 44 A[86].

#### Rupture et réconciliation avec le pape (1505-1508)

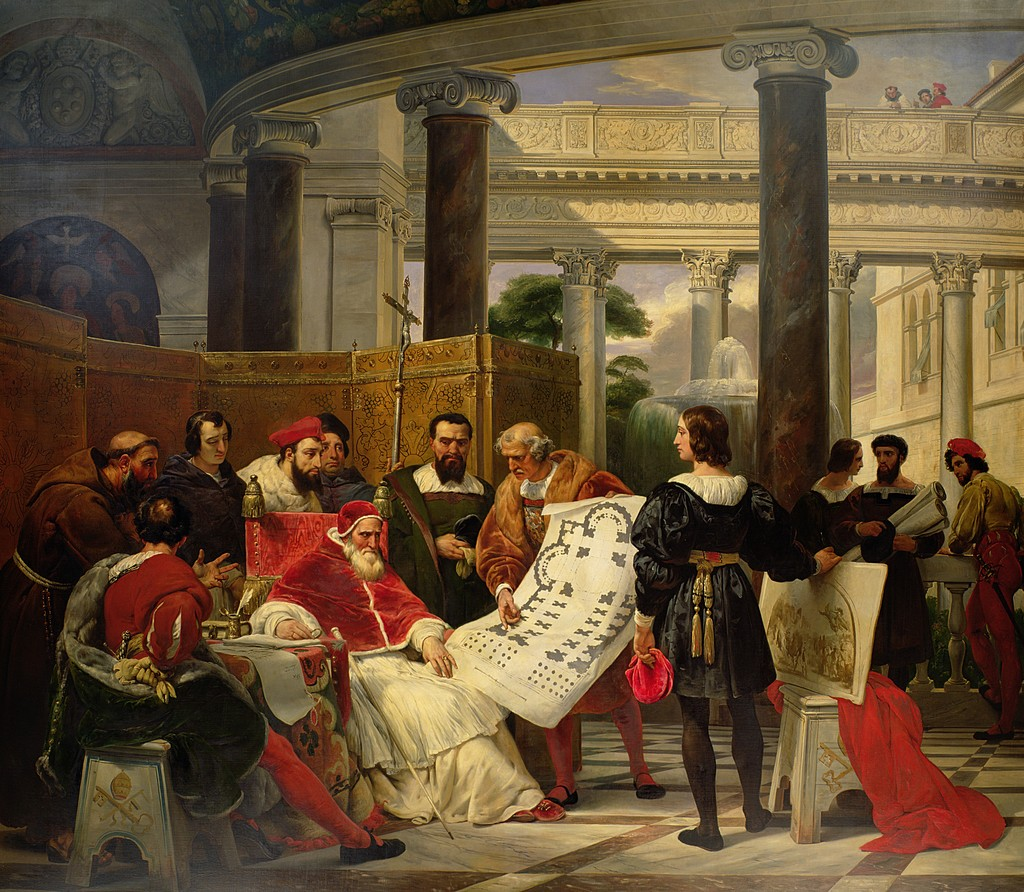
Horace Vernet, Jules II ordonnant les travaux du Vatican et de saint Pierre à Bramante, Michel-Ange et Raphaël, 1827, Paris, musée du Louvre.

Pendant son absence, une forme de conspiration contre Michel-Ange s'ourdit à Rome, motivée par la jalousie des artistes du cercle papal. La popularité qui a précédé l'arrivée du sculpteur florentin à Rome le rend en effet immédiatement impopulaire parmi les artistes au service de Jules II, car elle menace la faveur du pontife à leur profit et la relative disposition des fonds qui, pour immenses qu'ils soient, ne sont pas infinis. Il semble que notamment Bramante, l'architecte de la cour chargé de lancer - quelques mois après la signature du contrat du tombeau - le grandiose chantier de rénovation de la basilique constantinienne, détourne l'attention du pape du projet de sépulture, jugé être de mauvais augure pour une personne encore vivante ayant des projets ambitieux. Le pape décide en 1506 d'allouer ses fonds en priorité pour la reconstruction de la basilique confiée à Bramante.
Au printemps 1506, Michel-Ange, rentrant à Rome chargé de marbres et impatient après des mois épuisants de travail dans les carrières, fait l'amère découverte que son projet n'est plus au centre des intérêts du pape, mis de côté en faveur de l'entreprise de la basilique et de nouveaux plans de guerre contre Pérouse et Bologne.
Il demande en vain une audience de clarification pour confirmer la commission et obtenir le remboursement de ses frais mais, à défaut d'être reçu et, se sentant menacé (il écrit « si j'étais à Rome je pense que mon enterrement a été fait plus tôt que celui du pape »), il s'enfuit de Rome, indigné et pressé, le 18 avril 1506, la veille de la pose de la première pierre de la basilique. Les cinq courriers papaux envoyés pour l'en dissuader et lui demandant de revenir ne servent à rien, l'atteignant à Poggibonsi. Retranché dans sa Florence bien-aimée et protectrice, il reprend des œuvres interrompues, comme le Saint Matthieu et la La Bataille de Cascina. Il faut pas moins de trois brefs apostoliques du pape envoyés à la Signoria de Florence et l'insistance constante du gonfalonnier Pier Soderini (« Nous ne voulons pas faire la guerre au pape à votre place et mettre notre état en danger »), auprès de l'artiste pour que Michel-Ange envisage l'hypothèse d'une réconciliation. L'occasion est fournie par la présence du pape à Bologne, où il a vaincu les Bentivoglio : l'artiste le rejoint le 21 novembre 1506 et, lors d'une réunion à l'intérieur du Palazzo d'Accursio, racontée dans des tons colorés par Condivi, il obtient la tâche de couler une sculpture en bronze représentant le pontife en pleine figure, assis et de grandes dimensions, à placer au-dessus de la Porta Magna par Jacopo della Quercia, dans la façade de la basilique San Petronio de Bologne.
Michel-Ange réside à Bologne le temps nécessaire à l'entreprise, soit environ deux ans. En juillet 1507, la fusion a lieu et le 21 février 1508, l'œuvre est découverte et installée, mais elle ne dure pas longtemps. Peu appréciée pour l'expression du pape conquérant, plus menaçante que bienveillante, elle est abattue une nuit de 1511, lors du renversement de la ville et du retour provisoire des Bentivoglio. Les chutes, près de cinq tonnes de métal, sont envoyées au duc de Ferrare Alphonse Ier d'Este, un rival du pape, qui les fond en une bombarde, baptisée Giulia par moquerie, tandis que la tête de bronze est conservée dans un placard . La sculpture de Grégoire XIII, encore conservée aujourd'hui sur le portail du Palazzo d'Accursio voisin, forgé par Alessandro Menganti en 1580, permet d'avoir une idée de ce à quoi devait ressembler ce bronze de Michel-Ange.

#### Plafond de la chapelle Sixtine (1508-1512)

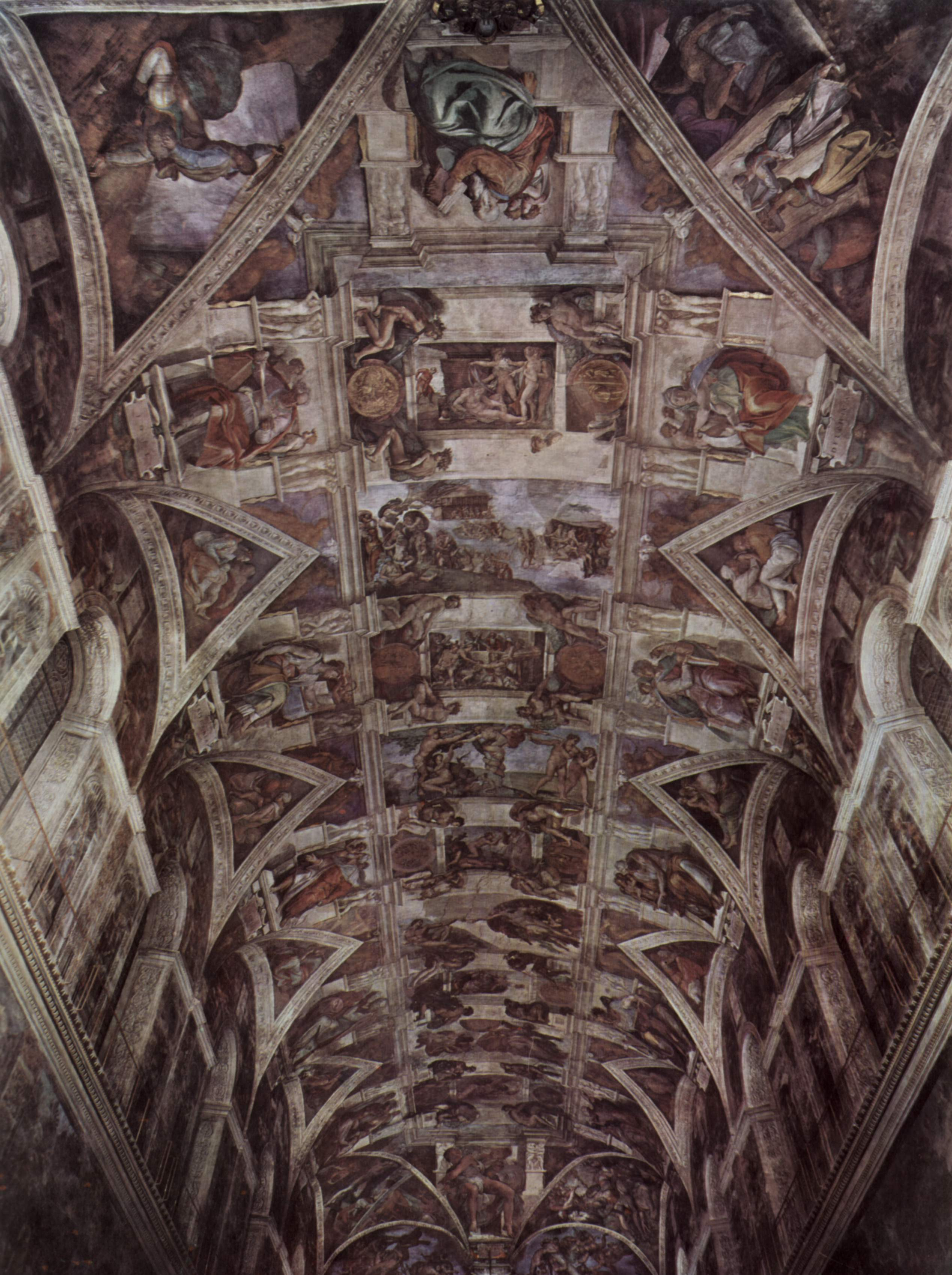
Plafond de la chapelle Sixtine.

Michel-Ange reprend le projet du tombeau. Cependant, à la demande de Jules II, il doit sans cesse interrompre son travail afin d’effectuer de nombreuses autres tâches. Les relations avec le pape demeurent houleuses en raison de leur fort tempérament, irascible et fier, mais aussi de leur ambition. En mars 1508, l'artiste se sent libéré de ses obligations vis-à-vis du pape, loue une maison à Florence et se consacre à des projets suspendus, notamment celui des Apôtres pour la cathédrale. En avril , Pier Soderini exprime sa volonté de lui confier une sculpture d'Hercule et Cacus. Le 10 mai, un bref pontifical lui parvient lui ordonnant de se présenter à la cour pontificale.
Immédiatement Jules II décide d'occuper l'artiste avec une nouvelle et prestigieuse entreprise, la décoration du voûte de la chapelle Sixtine, qui lui prendra quatre années de sa vie (1508-1512). Bramante, inquiet du retour en grâce de Michel-Ange, a suggéré à Jules II ce projet qui, il en est sûr, se soldera par un échec. En mai 1504, en raison du tassement des murs, une fissure est apparue dans le plafond de la chapelle, la rendant inutilisable pendant de nombreux mois ; renforcée par des chaînes placées dans la salle du dessus par Bramante, la voûte doit être repeinte. L'entreprise s'avère colossale et extrêmement complexe, mais elle offre à Michel-Ange l'occasion de démontrer sa capacité à dépasser les limites d'un art comme la peinture, qu'il ne ressent pas comme le sien et ne lui est pas familier. Le 8 mai de la même année, la mission est acceptée et formalisée.
Comme pour le projet du tombeau, l'entreprise de la chapelle Sixtine se caractérise également par des intrigues et des jalousies envers Michel-Ange, qui sont documentées par une lettre du charpentier et maître d'œuvre florentin Piero Rosselli envoyée à Michel-Ange le 10 mai 1506. Dans ce document, Rosselli raconte un dîner servi dans les salles du Vatican quelques jours plus tôt, dont il a été témoin. À cette occasion, le pape confie à Bramante son intention de confier à Michel-Ange le soin de repeindre la voûte, mais celui-ci répond en soulevant des doutes sur les réelles capacités du Florentin, peu rompu à la fresque.
Dans le contrat du premier projet douze apôtres sont prévus dans les corbeaux de la voûte (où se trouvent aujourd'hui les trônes des Voyants), avec des décorations géométriques dans le champ central cloisonné. Deux dessins de Michel-Ange subsistent de ce projet, l'un au British Museum et l'autre à Détroit (Michigan).

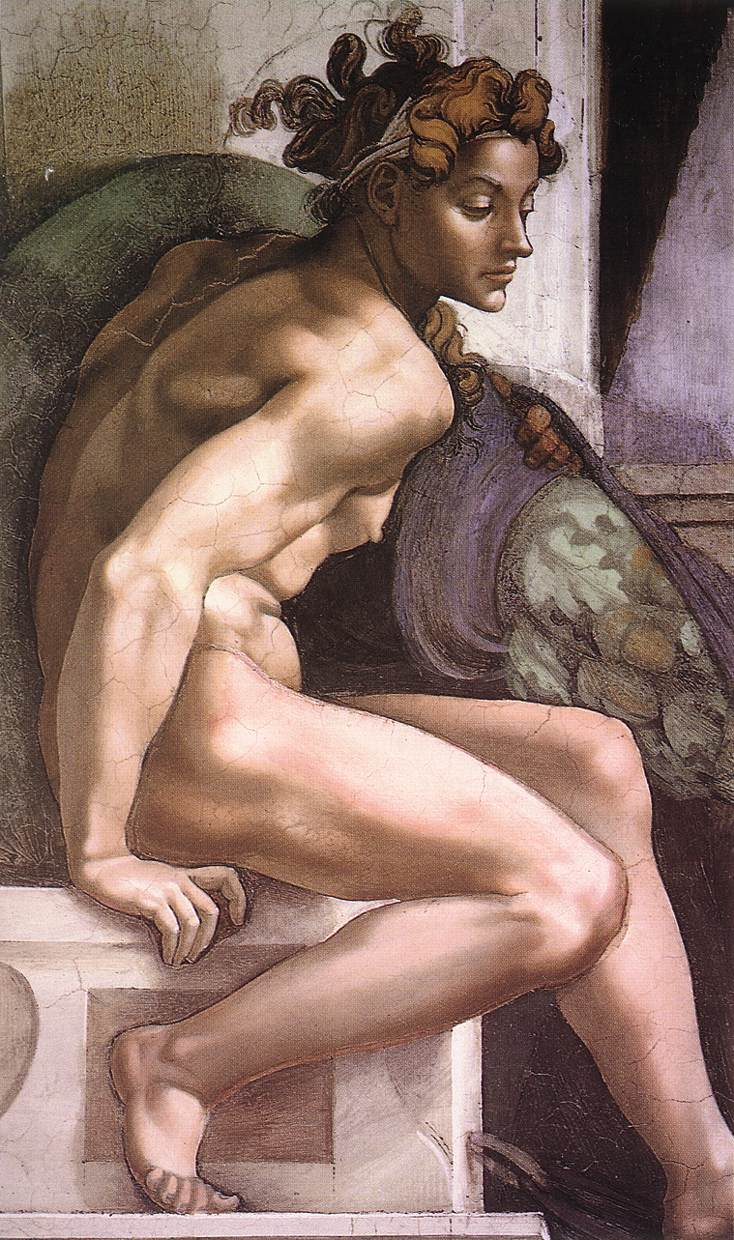
Ignudo.

Insatisfait, Michel-Ange étoffe le programme iconographique, aidé par les théologiens de la cour papale, racontant l'histoire de l'humanité ante legem, c'est-à-dire avant que Dieu n'envoie les Tables de la Loi : à la place des Apôtres, il imagine sept prophètes et cinq sibylles, assis sur des trônes flanqués par des piliers qui soutiennent la charpente ; cette dernière délimite l'espace central, divisé en neuf compartiments par le prolongement des éléments architecturaux sur les flancs des trônes ; ces compartiments représentent des épisodes du Livre de la Genèse, classés par ordre chronologique à partir du mur de l'autel : La Séparation de la lumière et des ténèbres, La Création des étoiles et des plantes, La Séparation des terres et des eaux, La Création d'Adam, la Création d'Ève, Le Péché originel et l'expulsion du Paradis terrestre, le Sacrifice de Noé, Le Déluge, l'Ivresse de Noé ; dans les cinq compartiments qui surmontent les trônes, l'espace se rétrécit, laissant place aux Ignudi tenant des guirlandes de feuilles de chêne, une allusion à la lignée du pape, les Della Rovere, et des pendentifs avec des scènes de l'Ancien Testament ; dans les lunettes et dans les voiles, il représente les quarante générations des Ancêtres du Christ, tirées de l'Évangile selon Matthieu ; enfin, dans les pendentifs d'angle figurent quatre scènes bibliques, qui font référence à autant d'événements miraculeux en faveur du peuple élu : Judith et Holopherne, David et Goliath, Le Châtiment d'Haman et Le Serpent d'airain. L'ensemble est organisé en une partie décorative complexe, qui révèle ses capacités incontestables également dans le domaine architectural,, destinées à se révéler pleinement dans les dernières décennies de son activité. Il fait partie d'un plus grand schéma de décoration à l'intérieur de la chapelle qui représente une grande partie de la doctrine de l'Église catholique.
Le thème général des fresques de la voûte est le mystère de la Création de Dieu, qui atteint son apogée dans la création de l'homme à son image. Avec l'incarnation du Christ, en plus de racheter l'humanité du péché originel, s'accomplit l'accomplissement parfait et ultime de la création divine, élevant encore plus l'homme vers Dieu. En ce sens, la célébration par Michel-Ange de la beauté du corps humain nu apparaît plus claire. La voûte célèbre aussi la concordance entre l'Ancien et le Nouveau Testament, où le premier préfigure le second, et la prédiction de la venue du Christ dans les sphères juive (avec les prophètes) et païenne (avec les sibylles).
Une fois l'échafaudage assemblé, Michel-Ange commence à peindre les trois histoires de Noé pleines de personnages. Le travail, en soi épuisant, est aggravé par l'insatisfaction caractéristique de l'artiste envers lui-même, par les retards dans le paiement des rétributions et par les demandes constantes d'aide des membres de sa famille. Dans ses Poèmes, il décrit ces quatre ans comme extrêmement éprouvants.
Dans les scènes suivantes, la représentation devient progressivement plus essentielle et monumentale : Le Péché originel et l'expulsion du Paradis terrestre et La Création d'Ève montrent des corps plus massifs et des gestes simples mais rhétoriques ; après une interruption des travaux et avoir vu la voûte du dessous dans son ensemble et sans l'échafaudage, le style de Michel-Ange change : il accentue encore la grandeur et l'essentialité des images, jusqu'à ce que la scène soit occupée par une seule figure grandiose annulant toute référence au paysage environnant, comme dans La Séparation de la lumière et des ténèbres. Ces variations stylistiques ne sont pas perceptibles sur l'ensemble de la voûte : vues d'en bas, les fresques ont un aspect parfaitement unifié, grâce également à l'utilisation d'une seule couleur violente, mise en lumière par la restauration achevée en 1994.
En fin de compte, le défi d'une entreprise de dimensions colossales avec une technique qui ne lui plait pas et permettant une comparaison directe avec les grands maîtres florentins avec lesquels il a été formé (à commencer par Ghirlandaio), peut être considéré comme pleinement relevé au-delà de toute attente. La fresque est inaugurée la veille de la Toussaint de 1512, suscitant un enthousiasme général. Jules II meurt quelques mois plus tard.

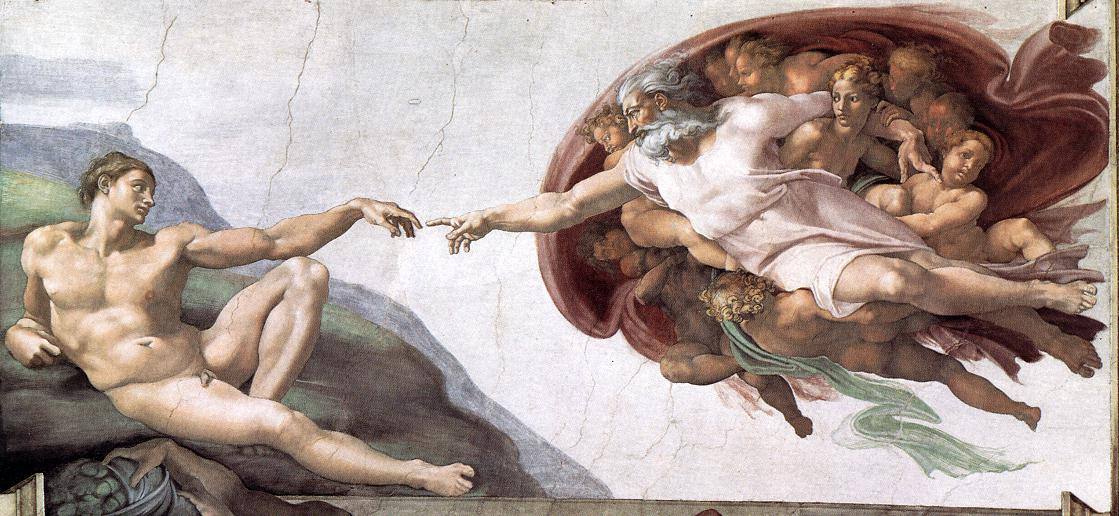
La Création d'Adam.

#### Deuxième et troisième projets pour le tombeau de Jules II (1513-1516)

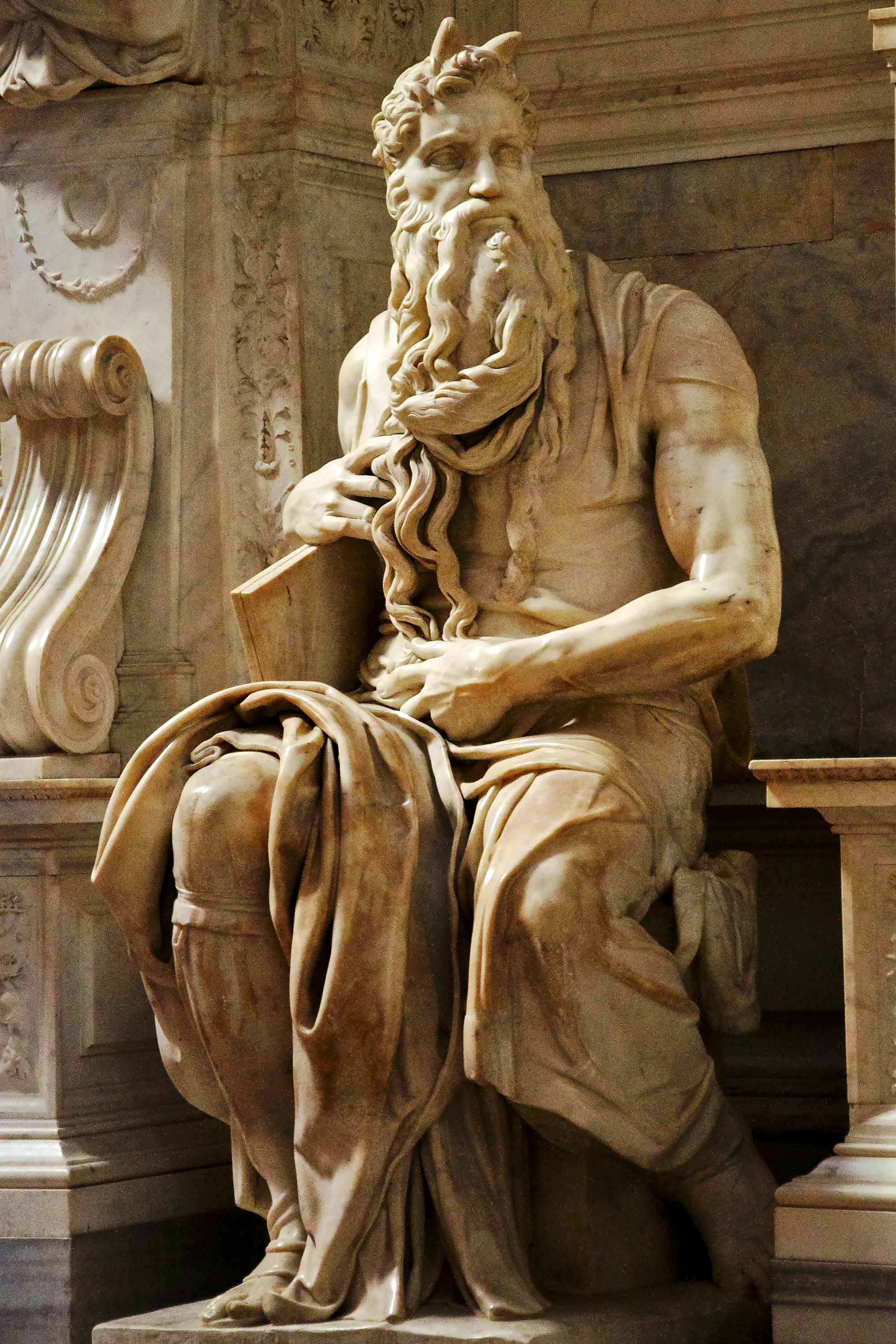
Moïse.

En février 1513, à la mort du pape, les héritiers décident de reprendre le projet du tombeau monumental, avec une nouvelle composition et un nouveau contrat en mai de la même année. On imagine Michel-Ange désireux de reprendre le ciseau, après quatre ans de travail épuisant dans un art qui n'était pas son préféré. La modification la plus substantielle est l'adossement du monument à un mur et l'élimination de la chambre mortuaire, caractéristiques qui ont été maintenues jusqu'au projet final. L'abandon du monument isolé, trop grandiose et coûteux pour les héritiers, conduit à un plus grand entassement des statues sur les faces visibles. Par exemple, les quatre personnages assis, au lieu d'être disposés sur les deux façades, sont désormais prévus près des deux angles saillants du devant. La zone inférieure a une disposition similaire, mais sans le portail central, remplacé par une bande lisse qui souligne un mouvement vers le haut. Le développement latéral est encore important, puisque le catafalque est toujours envisagé dans une position perpendiculaire au mur, sur lequel la statue du pape couché est soutenue par deux figures ailées. En revanche, au registre inférieur, de chaque côté, il reste de la place pour deux niches qui reprennent le plan de la façade. Plus haut, sous une courte voûte ronde soutenue par des piliers, se trouvent une Vierge à l'Enfant dans un vesica piscis et cinq autres personnages.
Une des clauses contractuelles oblige Michel-Ange, au moins sur le papier, à travailler exclusivement sur la sépulture papale, avec un délai maximum de sept ans pour l'achèvement.
Le sculpteur se met au travail, et bien qu'il ne respecte pas la clause d'exclusivité de ne pas se priver de revenus supplémentaires (comme la sculpture du premier Christ de la Minerve en 1514), il crée les deux Esclaves aujourd'hui au musée du Louvre, L'Esclave mourant et L'Esclave rebelle, ainsi que le Moïse, qui a ensuite été réutilisé dans la version définitive du tombeau. Les travaux sont souvent interrompus en raison de déplacements dans les carrières de Carrare.
En juillet 1516, un nouveau contrat est conclu pour un troisième projet, qui réduit le nombre de statues. Les côtés sont raccourcis et le monument prend ainsi l'aspect d'une façade monumentale, embelli par des décorations sculpturales. À la place de la partition lisse au centre de la façade (où se trouve la porte) un relief en bronze est peut-être prévu et, dans le registre supérieur, le catafalque est remplacé par une figure du pape soutenue comme dans une Pietà par deux personnages assis, couronnée d'une Vierge à l'Enfant sous une niche. Les travaux sont brusquement interrompus par la commande par Léon X des travaux de la basilique San Lorenzo de Florence.

#### Michel-Ange et Sebastiano del Piombo
Dans ces mêmes années, une compétition de plus en plus acharnée avec l'artiste dominant de la cour pontificale, Raphaël, conduit Michel-Ange à s'associer avec un autre peintre de talent, le Vénitien Sebastiano del Piombo. Occupé par d'autres tâches, Michel-Ange fournit souvent des dessins et des cartons à son collègue, qui les transforme en peinture, par exemple la Pietà de Viterbe.
En 1516, une compétition voit le jour entre Sebastiano et Raphaël, déclenché par une double commande du cardinal Giulio de 'Medici pour deux retables destinés à son siège à Narbonne, en France. Michel-Ange offre une aide considérable à Sebastiano, dessinant la figure du Sauveur et du miraculeux dans la toile de la Résurrection de Lazare (aujourd'hui à la National Gallery). L'œuvre de Raphaël, La Transfiguration, n'est achevée qu'après la mort de l'artiste en 1520.

### À Florence pour les papes Médicis (1516-1534)

#### Façade de la basilique San Lorenzo (1516-1519)

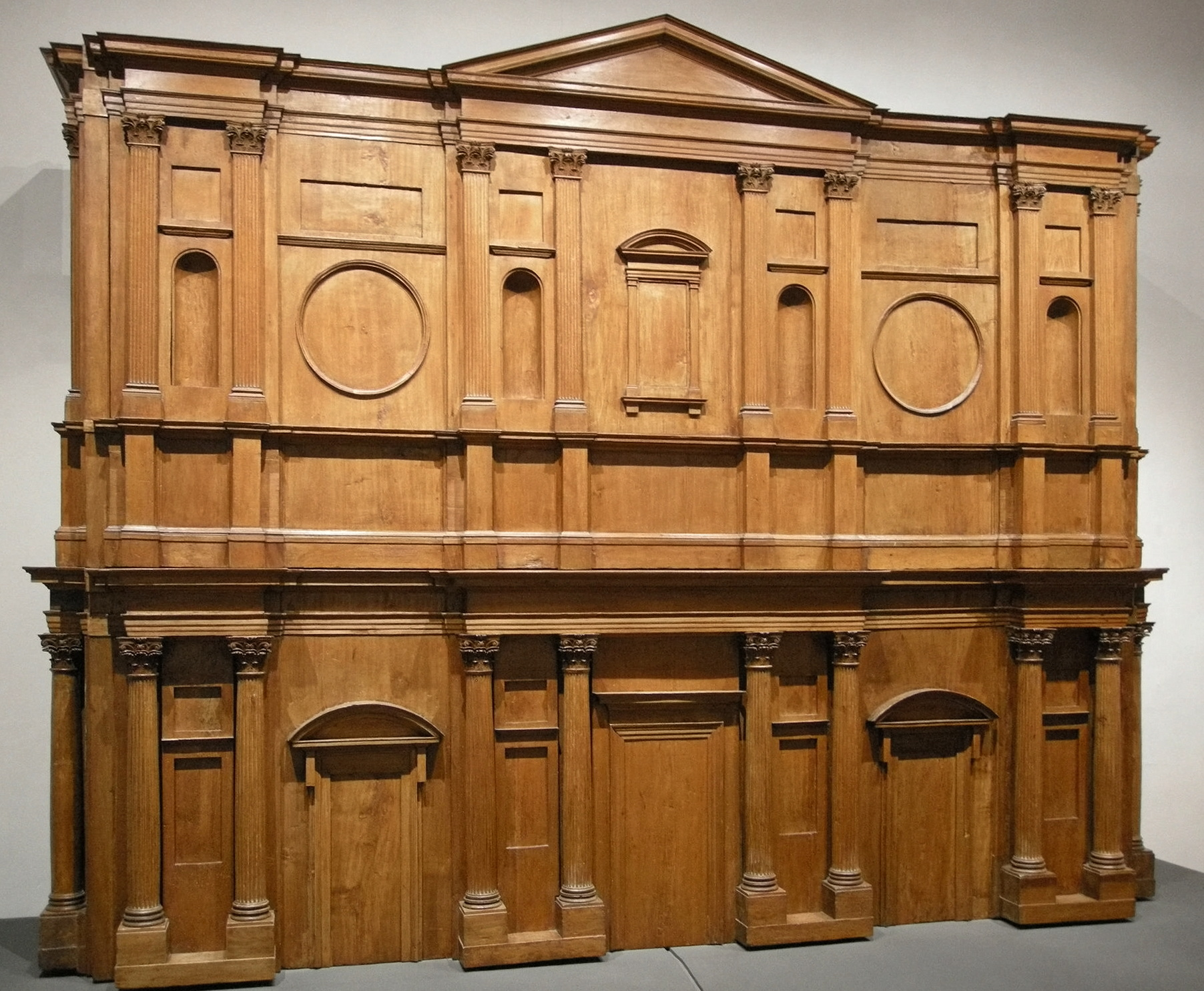
Maquette en bois du projet de façade pour San Lorenzo.

Le fils de Laurent le Magnifique, Jean, monte sur le trône pontifical sous le nom de Léon X et les Médicis reprennent le pouvoir à Florence en 1511, entraînant la fin du gouvernement républicain, engendrant quelques appréhensions, notamment pour les proches de Michel-Ange, qui perdent des postes politiques et les salaires afférents. Michel-Ange travaille pour le nouveau pape dès 1514, lorsqu'il refait la façade de sa chapelle au château Saint-Ange (à partir de novembre, œuvre perdue) ; en 1515 la famille Buonarroti obtient du pape le titre de comte palatin.
De 1513 à 1516, Léon X est en bons termes avec les parents survivants de Jules II et encourage donc Michel-Ange à poursuivre les travaux sur le tombeau de ce dernier, mais les familles redeviennent ennemies en 1516 lorsque Léon X tente de s'emparer du duché d'Urbin du neveu de Jules, François Marie Ier della Rovere. Léon X fait alors de sorte que Michel-Ange cesse de travailler sur le tombeau.
A l'occasion d'un voyage du pape à Florence en 1516, la façade de l'église « familiale » des Médicis, la basilique San Lorenzo de Florence, est recouverte de décorations éphémères réalisées par Jacopo Sansovino et Andrea del Sarto. Le pape décide alors d'organiser un concours pour construire une véritable façade, auquel, à l'invitation du pape, Giuliano da Sangallo, Raphaël, Andrea et Jacopo Sansovino, ainsi que Michel-Ange, participent. La victoire revient à ce dernier, alors occupé à Carrare et Pietrasanta à choisir les marbres du tombeau de Jules II. Le contrat est daté du 19 janvier 1518.
Le projet de Michel-Ange, pour lequel de nombreux dessins et deux modèles en bois sont réalisés (dont l'un se trouve actuellement à la Casa Buonarroti) prévoit un narthex à élévation rectangulaire, peut-être inspiré de modèles d'architecture classique, ponctué d'éléments de structure puissants ornés de statues en marbre, bronze et reliefs. Cela constitue une étape fondamentale de l'architecture vers un nouveau concept de façade, non plus basé sur la simple agrégation d'éléments individuels, mais articulé de manière unitaire, dynamique et fortement plastique.
Les travaux progressent lentement en raison de la décision du pape d'utiliser les marbres moins chers de Seravezza, dont la carrière est mal reliée à la mer, ce qui rend difficile leur transport par voie fluviale jusqu'à Florence. En septembre 1518, Michel-Ange frôle même la mort lorsqu'une colonne de marbre qui, alors qu'elle est transportée sur une charrette, se détache en frappant mortellement un ouvrier à côté de lui, un événement qui le bouleverse, comme il le raconte dans une lettre à Berto da Filicaia datée du 14 Septembre 1518. Michel-Ange crée la route pour le transport des marbres dans la Versilia, qui existe encore aujourd'hui (agrandie en 1567 par Cosme Ier de Toscane) : les blocs sont descendus de la carrière de Trambiserra à Azzano, devant le Monte Altissimo, jusqu'à Forte dei Marmi (une commune née à cette occasion) et de là embarqués en mer et envoyés à Florence via l'Arno.
Pendant trois ans, Michel-Ange crée des dessins et des modèles pour la façade, et tente aussi d'ouvrir une nouvelle carrière de marbre à Pietrasanta spécifiquement pour le projet. En mars 1520, le contrat est résilié et les travaux sont brusquement annulés en raison de la difficulté de l'entreprise et des coûts élevés, par ses mécènes à court d'argent, avant que de réels progrès n'aient été réalisés. La basilique n'a toujours pas de façade à ce jour.
Pendant cette période, Michel-Ange travaille sur les Esclaves pour le tombeau de Jules II, en particulier sur les quatre inachevés qui se trouvent actuellement à la Galleria dell'Accademia de Florence. Il sculpte probablement aussi la statue du Génie de la Victoire au Palazzo Vecchio et la nouvelle version du Christ de la Minerve pour Metello Vari, une œuvre apportée à Rome en 1521, achevée par ses assistants et placée dans la basilique de la Minerve. Un ouvrage pour Pier Soderini destiné à une chapelle de la basilique San Silvestro in Capite (1518) figure parmi les commandes reçues et non achevées.
Après la mort de Léon X, l'austère pape Adrien VI n'a aucune commande pour lui.

#### Sagrestia Nuova(1520-1534)

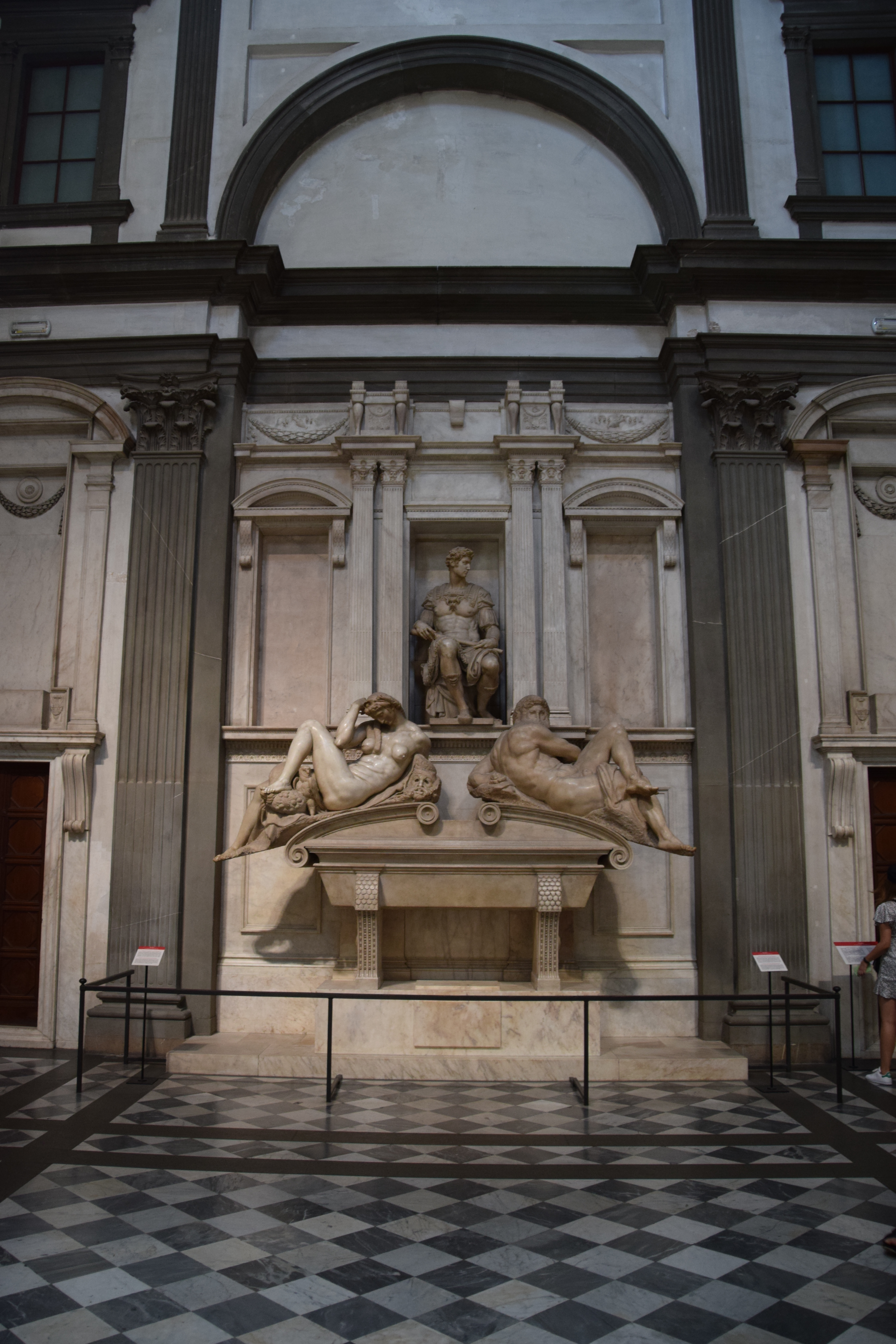
Sagrestia Nuova.

Le changement dans les projets papaux est provoqué par les événements familiaux tragiques liés à la mort des derniers héritiers directs de la dynastie des Médicis : Julien de Médicis (1479-1516), duc de Nemours, en 1516 et, surtout, Laurent II de Médicis en 1519. Pour abriter dignement les dépouilles des deux cousins, ainsi que ceux des frères Magnifici Laurent de Médicis et Julien de Médicis (1453-1478), respectivement père et oncle de Léon X, le pape conçoit l'idée de créer une chapelle funéraire monumentale, la Sagrestia Nuova, située dans le complexe de San Lorenzo. Les travaux sont confiés à Michel-Ange avant même l'annulation définitive de la commande de la façade : l'artiste peu de temps auparavant, le 20 octobre 1519, a proposé au pape de créer une sépulture monumentale pour Dante dans la basilique Santa Croce de Florence, montrant ainsi sa disponibilité pour de nouvelles missions. La mort de Léon X ne suspend le projet que pour une courte période : son cousin Jules, élu en 1523, qui prend le nom de Clément VII, lui confirme toutes ses attributions.
Le premier projet de Michel-Ange est celui d'un monument isolé au centre de la salle mais, à la suite de discussions avec les commanditaires, il le modifie et envisage de placer les tombeaux des « Capitaines » au centre des murs latéraux, tandis que ceux des « Magnifiques » seraient installés contre le mur de fond devant l'autel.
Les travaux commencent vers 1525. La structure en plan est basée sur la Sagrestia Vecchia de Filippo Brunelleschi, également dans la basilique San Lorenzo, avec un plan carré et avec un petit sacellum également carré. Grâce à la structure, en pietra serena et d'ordre colossal, l'environnement acquiert un rythme plus serré et plus unitaire ; en insérant une mezzanine entre les murs et les lunettes et en ouvrant des fenêtres en architrave entre ces dernières, il donne à la pièce un puissant sens ascendant qui s'achève par le plafond à caissons d'inspiration antique.
Les tombes, qui semblent faire partie du mur, reprennent les édicules en partie haute, qui s'insèrent au-dessus des huit portes de la salle, quatre vraies et quatre fausses. Les tombes des deux « capitaines » sont constituées d'un sarcophage curviligne surmonté de deux statues couchées avec les Allégories du Temps, pour Laurent Le Crépuscule et L'Aurore, et pour Julien La Nuit et Le Jour, des figures massives aux membres puissants qui semblent peser sur les sarcophages comme pour les briser et libérer les âmes des défunts, représentées dans les statues insérées au-dessus d'eux. Insérées dans une niche du mur, les statues ne sont pas prises sur le vif mais idéalisées, Laurent dans une pose pensive et Julien avec un brusque hochement de tête. La statue placée sur l'autel avec La Madone Médicis est un symbole de la vie éternelle ; elle est flanquée des statues de Saint Cosme et Saint Damien, protecteurs des Médicis, réalisées sur un dessin de Michel-ange, respectivement par Giovanni Angelo Montorsoli et Raffaello da Montelupo.
Michel-Ange travaille sur cet ouvrage, même si ce n'est pas de manière continue, jusqu'en 1534, le laissant inachevé, sans les monuments funéraires du Magnifique, les sculptures des Fleuves à la base des tombes des « Capitaines » et, peut-être, les fresques des lunettes. Cependant, il demeure un exemple de symbiose parfaite entre la sculpture et l'architecture.
En 1976, un couloir caché a été découvert avec des dessins sur les murs liés à la chapelle elle-même.
Entre-temps, Michel-Ange continue à recevoir d'autres commandes qu'il n'exécute que dans une faible mesure : en août 1521, il envoie le Christ de Minerve à Rome ; en 1522, un certain Frizzi lui commande un tombeau à Bologne et le cardinal Fieschi lui demande une statue de Madonne, les deux projets n'ont jamais été exécutés ; en 1523, il est de nouveau sollicité par les héritiers de Jules II, en particulier de François Marie Ier della Rovere, et la même année, le Sénat génois lui commande, sans succès, une statue d'Andrea Doria, tandis que le cardinal Grimani, patriarche d'Aquilée, lui demande une peinture ou une sculpture jamais exécutée.
En 1524, le pape Clément lui commande un ciborium (1525) pour le maître-autel de la basilique San Lorenzo, remplacé plus tard par la Tribune des reliques, ainsi que la Bibliothèque Laurentienne, destinée à accueillir les livres de Laurent le Magnifique, dont les travaux commencent lentement: débutée en 1524, elle reste inachevée lors du départ de l’artiste et n'est terminée qu’entre 1551 et 1571 par Bartolomeo Ammannati. En 1526, il rompt dramatiquement avec les Della Rovere à la suite d'un nouveau projet plus simple pour le tombeau de Jules II, qui est rejeté. D'autres demandes non satisfaites de projets de tombes lui parviennent du duc de Suessa et de Barbazzi, chanoine de la basilique San Petronio de Bologne.

#### Insurrection et siège de Florence (1527-1530)

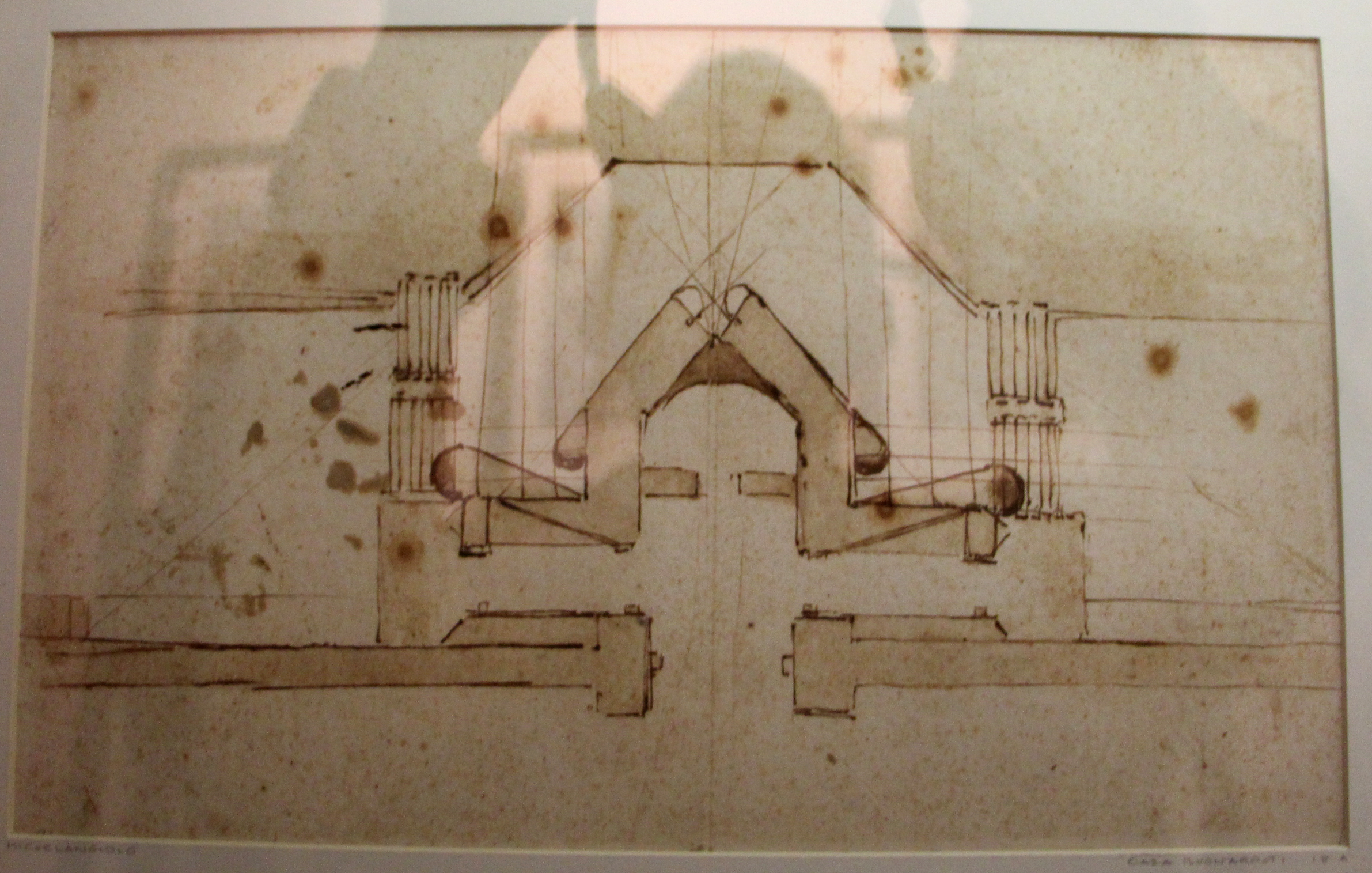
Ḗtude pour les fortifications de Florence, 1528-29.

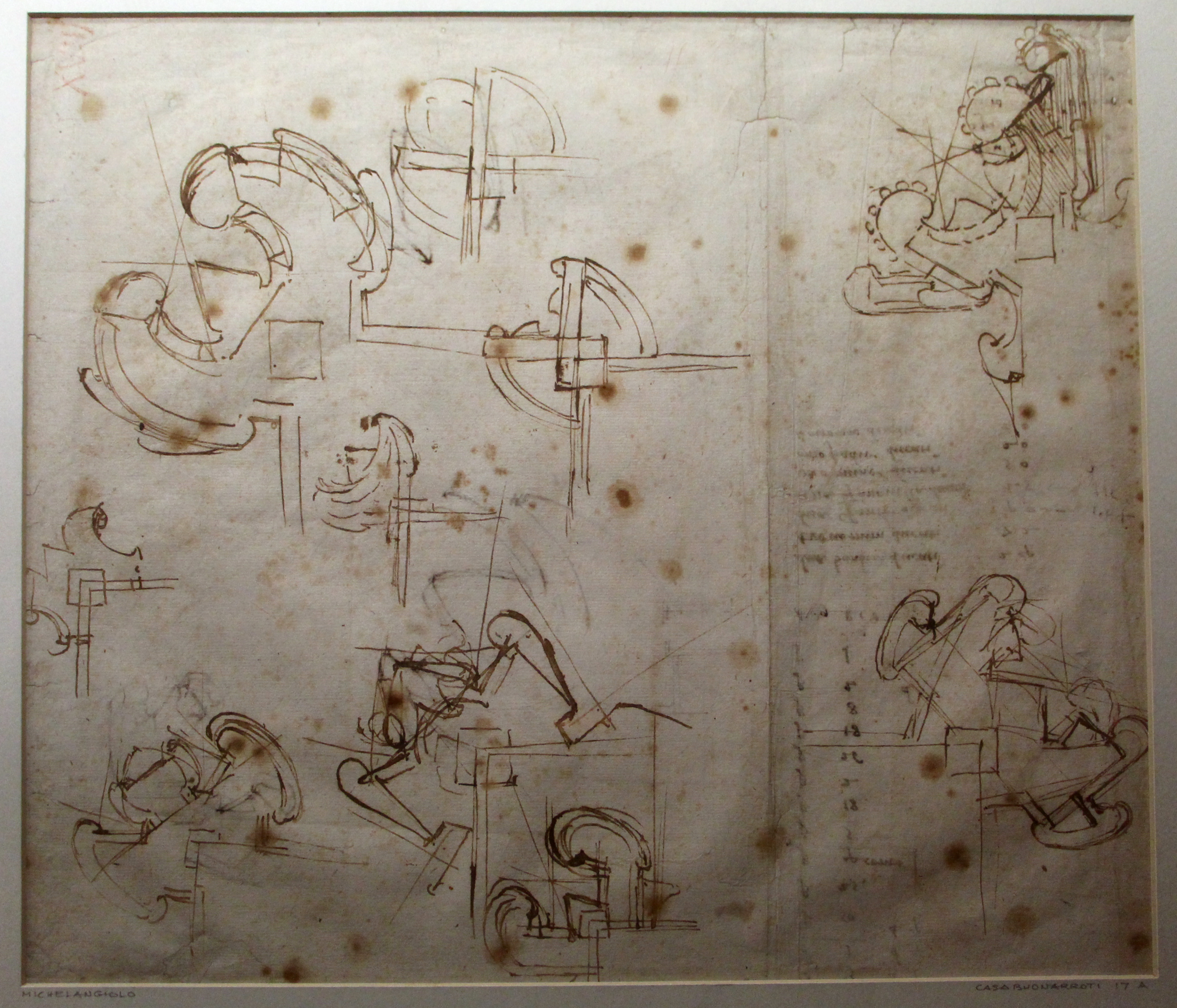
Ḗtude pour les fortifications de Florence, 1528-29.

Michel-Ange a une relation ambiguë avec ses mécènes, ce qui a conduit à plusieurs reprises ces biographes à noter l'ingratitude de l'artiste envers eux. Sa relation avec eux est extrêmement ambiguë, même avec les Médicis : bien que ce soient eux qui le poussent vers une carrière artistique et lui procurent des commandes très importantes, sa foi républicaine inébranlable l'amène à nourrir des sentiments de haine à leur encontre, les considérant comme la principale menace contre les libertas florentines.
En 1527, une fois parvenues dans la ville la nouvelle du sac de Rome et du coup très dur porté au pape Clément, la ville de Florence se soulève contre son délégué, le détesté Alexandre de Médicis (1510-1537), l'évince et met en place un nouveau gouvernement républicain. Michel-Ange adhère pleinement au nouveau régime, lui prodiguant un soutien bien au-delà du niveau du symbole. Le 22 août 1528, il se met au service du gouvernement républicain, reprenant l'ancienne commande d'Hercule et Cacus, arrêtée depuis 1508, qu'il propose de transformer en un Samson avec deux Philistins. Le 10 janvier 1529, il est nommé membre de la Nove di milizia, s'occupant de nouveaux plans défensifs, notamment pour la colline de la basilique San Miniato al Monte. Le 6 avril de la même année, il est nommé « Governatore generale sopra le fortificazioni » (« Gouverneur général des fortifications »), en prévision du siège de Florence que les forces impériales s'apprêtent à mettre en place.
Il visite spécialement Pise et Livourne dans l'exercice de ses fonctions, et se rend également à Ferrare pour étudier les fortifications. Alphonse Ier d'Este lui commande à cette occasion une Léda, perdue. Il rentre à Florence le 9 septembre. Inquiet devant l'aggravation de la situation, il s'enfuit à Venise le 21 septembre, en prévision d'un déménagement en France à la cour de François Ier, qui ne lui a cependant pas encore fait d'offres concrètes. Il y est atteint par une interdiction du gouvernement florentin qui le déclare rebelle le 30 septembre. Il regagne sa ville le 15 novembre, reprenant la direction des fortifications.
Des dessins de fortifications subsistent de cette période, créés à travers une dialectique compliquée de formes concaves et convexes, qui ressemblent à des machines dynamiques capables d'attaque et de défense. Avec l'arrivée des impériaux qui menacent la ville, on lui attribue l'idée d'utiliser la colline de San Miniato al Monte comme avant-poste pour bombarder l'ennemi, protégeant le clocher de la chevrotine ennemie avec des matelas rembourrés.
Les forces ennemies sur le terrain sont écrasantes et, avec une défense désespérée, la ville ne peut rien faire d'autre que négocier un traité, plus tard partiellement rejeté, pour éviter la destruction et le pillage qui ont frappé Rome quelques années plus tôt. Au lendemain du retour des Médicis dans la ville le 12 août 1530, Michel-Ange, qui se sait fortement compromis et craint par conséquent leur vengeance, se cache audacieusement et réussit à fuir la ville en septembre, se réfugiant à Venise. Il y reste brièvement, assailli par des doutes sur ce qu'il doit faire. Au cours de cette courte période, il séjourne sur l'île de la Giudecca pour s'éloigner de la vie somptueuse environnante ; la légende veut qu'il ait présenté un modèle pour le pont du Rialto au doge Andrea Gritti.

#### Bibliothèque Laurentienne (1530-1534)

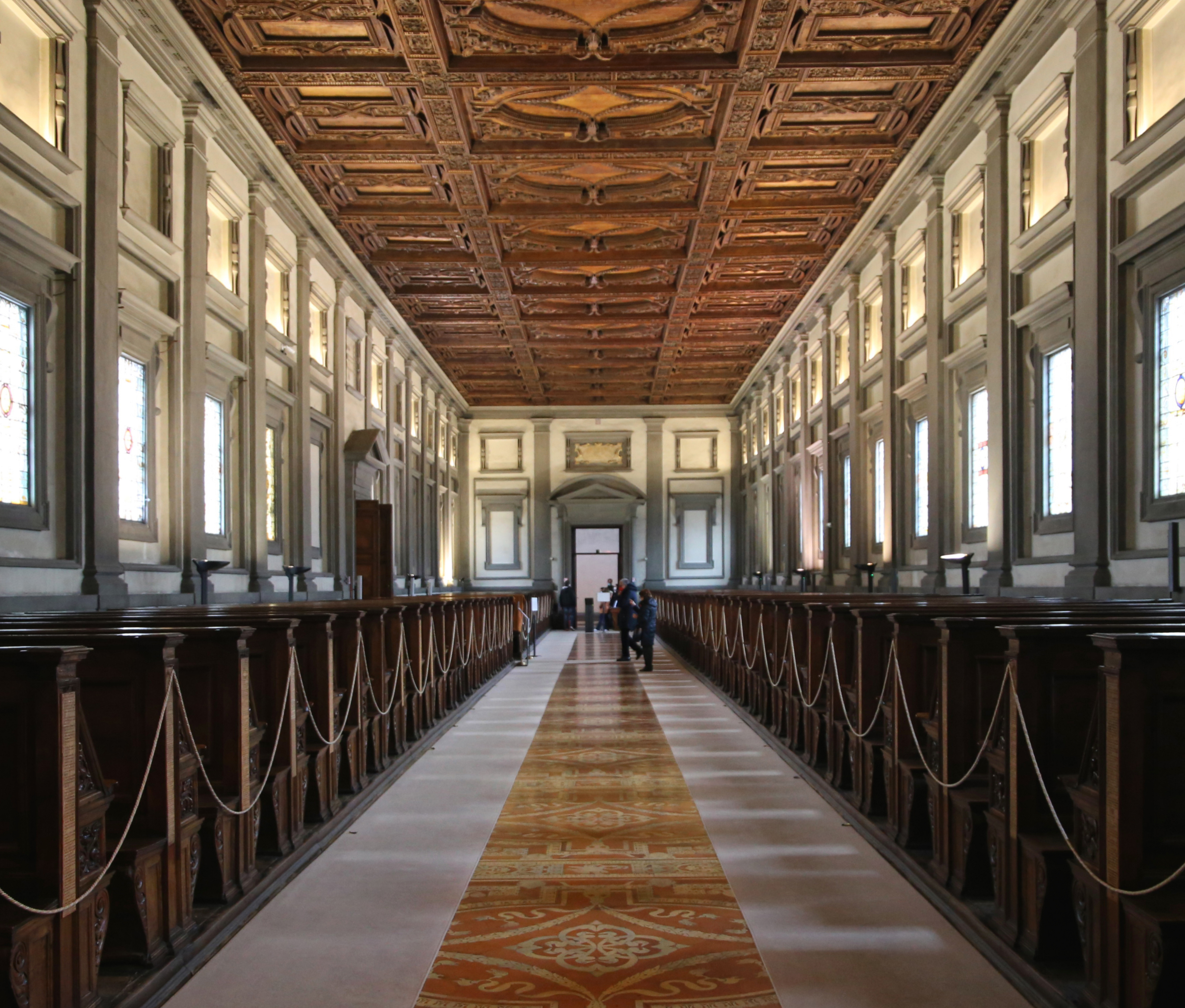
Salle de lecture de la Bibliothèque Laurentienne.

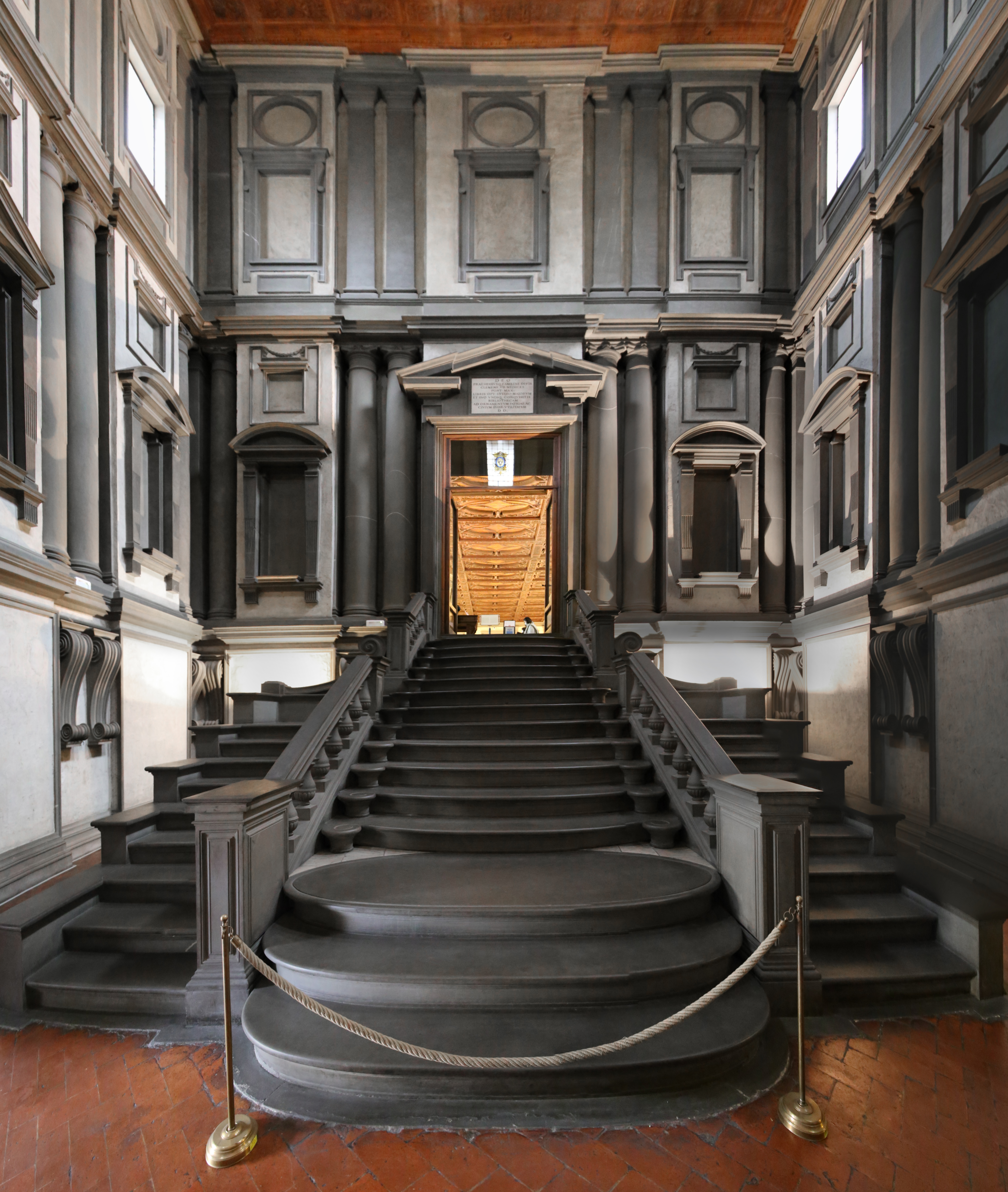
Escalier du vestibule de la Bibliothèque Laurentienne.

Le pardon de Clément VII ne se fait pas attendre, à condition que l'artiste reprenne immédiatement le travail à San Lorenzo où, en plus de la Sacristie, le projet d'une bibliothèque monumentale a été ajouté cinq ans plus tôt. Le pape est guidé, plus que par la pitié envers l'homme, par la conscience de ne pas pouvoir renoncer au seul artiste capable de donner forme aux rêves de gloire de sa dynastie, malgré sa nature contrastée. Au début des années trente, Michel-Ange sculpte également un Apollon pour Baccio Valori, le féroce gouverneur de Florence imposé par Clément VII.
L'intérieur de la bibliothèque publique, annexée à la basilique San Lorenzo, et son vestibule sont entièrement conçus par Michel-Ange : pour la salle de lecture, il suit le modèle de la bibliothèque de Michelozzo à San Marco, éliminant la division en nefs et créant un environnement avec des murs ponctués de fenêtres surmontées de mezzanines entre les pilastres, le tout avec des moulures en pietra serena. Il conçoit également les bancs en bois et peut-être les motifs du plafond et du sol, sculptés avec des décorations en terre cuite, organisés dans les mêmes partitions. Le chef-d'œuvre du projet est le vestibule, avec une forte poussée verticale donnée par les colonnes géminées, qui entourent le portail à tympan, et par les édicules sur les murs.
Michel-Ange fournit le modèle en argile du grand escalier en 1558 seulement, qu'il a conçu en bois, mais qu'il construit à la demande de Cosme Ier de Toscane, en pietra serena : les audacieuses formes rectilignes et elliptiques, concaves et convexes, sont considérées comme une anticipation précoce du style baroque.
La bibliothèque n'est ouverte qu'en 1571 et le vestibule est resté incomplet jusqu'en 1904.
1531 est une année intense : il exécute le carton du Noli me tangere, poursuit les travaux de la Sagrestia et dessine la Tribune des reliques pour la basilique San Lorenzo. Le duc de Mantoue lui demande sans succès la conception d'une maison par Baccio Valori et un tombeau pour le cardinal Cybo ; il tombe gravement malade du fait de ce travail acharné.
En avril 1532, un quatrième contrat est signé pour le tombeau de Jules II, avec seulement six statues. La même année, Michel-Ange rencontre à Rome l'intelligent et beau Tommaso dei Cavalieri, avec qui il se lie passionnément, lui dédiant des dessins et des compositions poétiques,. Il exécute pour lui, entre autres, les dessins avec l'Enlèvement de Ganymède et la Chute de Phaéton, qui semblent anticiper, dans la composition puissante et dans le thème de l'accomplissement fatal du destin, Jugement dernier. En revanche, il entretient des relations très tendues avec le vicaire pontifical et Maestro di Camera Pietro, Giovanni Aliotti, futur évêque de Forlì, que Michel-Ange, le jugeant trop fouineur, appelle « Le Tantecose » (« Le Tantrique »).
Le 22 septembre 1533, il rencontre Clément VII à San Miniato al Tedesco et, selon la tradition, à cette occasion, la peinture d'un Jugement Dernier dans la Chapelle Sixtine est discutée pour la première fois. Son père Ludovico meurt la même année.
En 1534, les projets florentins se déroulent de plus en plus péniblement, avec un recours toujours plus grand aux assistants.

### Paul III (1534-1545)

#### Le Jugement dernier(1534-1541)

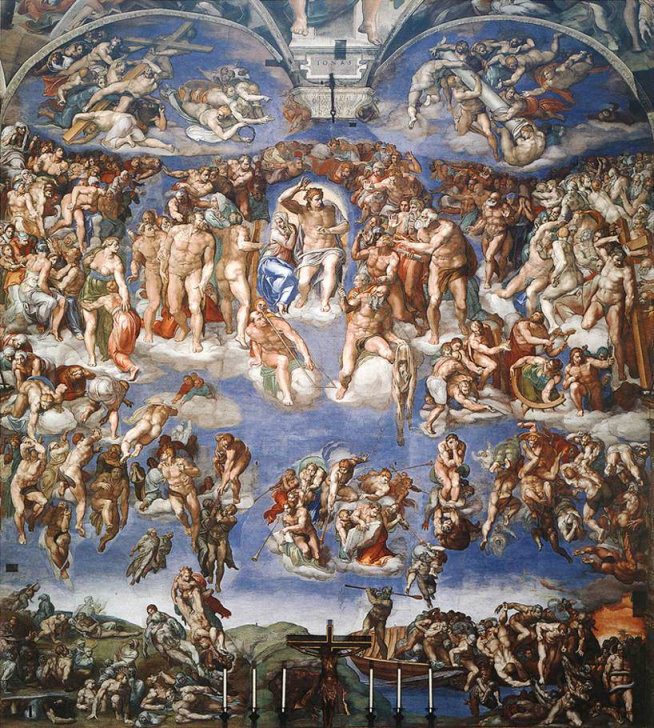
Le Jugement dernier.

N'approuvant pas le régime politique tyrannique du duc Alexandre de Médicis (1510-1537), à l'occasion de nouvelles missions à Rome en 1532, dont des travaux pour les héritiers de Jules II, Michel-Ange quitte Florence, où il ne reviendra plus malgré les invitations de Cosme Ier de Toscane dans sa vieillesse.
Pendant son séjour de plusieurs années à Florence, il a pris parti contre le pape dans le conflit avec l'empereur Charles Quint. Clément VII lui pardonne et lui demande de peindre les deux murs latéraux de la chapelle Sixtine. Michel-Ange doit y représenter la Chute des anges rebelles et Le Jugement dernier. Clément VII n'a pas le temps de voir les travaux commencer car il meurt quelques jours après l'arrivée de l'artiste à Rome. Alors que Michel-Ange reprend ses travaux sur le Tombeau du pape Jules II, Paul III est élu au trône pontifical. Non seulement il confirme la commande du Jugement, mais il nomme Michel-Ange comme peintre, sculpteur et architecte du palais du Vatican. La fresque du Jugement dernier sur le mur d’autel est la seule exécutée.
Les travaux dans la chapelle Sixtine commencent fin 1536 et se poursuivent jusqu'à l'automne 1541. Pour libérer l'artiste de ses devoirs envers les héritiers Della Rovere, Paul III émet un motu proprio le 17 novembre 1536. Si jusque-là les différentes interventions dans la chapelle pontificale ont été coordonnées et complémentaires, Le Jugement entraine la destruction du retable de l'Assomption du Pérugin, les deux premiers récits du XVe siècle de Jésus et de Moïse et deux des lunettes peintes par Michel-Ange lui-même plus de vingt ans plus tôt.
La fresque représente la seconde venue du Christ et son jugement des âmes. Michel-Ange ignore les conventions artistiques habituelles en représentant Jésus, le montrant comme une figure massive et musclée, jeune, imberbe et nue. Il est entouré de saints, parmi lesquels saint Barthélemy tient une peau écorchée tombante à l'effigie de Michel-Ange. Les morts sortent de leurs tombes pour être envoyés soit au paradis, soit en enfer.
Le Christ juge se trouve au centre de la fresque avec la Vierge à proximité, qui tourne son regard vers les Élus ; ces derniers forment une ellipse qui suit les mouvements du Christ dans un tourbillon de saints, de patriarches et de prophètes. Contrairement aux représentations traditionnelles, tout est chaos et mouvement ; même les saints ne sont pas exempts du climat d'inquiétude et d'attente, sinon de peur et de désarroi, exprimé par les participants.
La licence iconographique, comme les saints sans auréole, les anges sans ailes et le Christ jeune et imberbe, peut être une allusion au fait qu'avant le Jugement, tous les hommes sont égaux. Ceci pourrait être lu comme une référence générique aux milieux de la Réforme catholique, tout comme la nudité et à la pose inappropriée de certains personnages (sainte Catherine d'Alexandrie couchée avec saint Blaise derrière elle), qui provoquent des jugements sévères de la part d'une grande partie de la curie romaine.
Une fois achevée, la représentation du Christ et de la Vierge Marie nus est considérée comme sacrilège ; le cardinal Carafa et Monseigneur Sernini (ambassadeur de Mantoue) font campagne pour faire enlever ou censurer la fresque, mais le Pape résiste. Au concile de Trente, peu avant la mort de Michel-Ange en 1564, il est décidé de recouvrir les organes génitaux ; Daniele da Volterra, un apprenti de Michel-Ange, est chargé de faire les retouches. Une copie non censurée de l'original, par Marcello Venusti, se trouve au musée de Capodimonte de Naples.

#### Commandes de François MarieIerdella Rovere
Début 1537, le duc d'Urbino François Marie Ier della Rovere lui demande une esquisse pour un cheval, peut-être destinée à une statue équestre, qui est achevée le 12 octobre. Cependant, Michel-Ange refuse d'envoyer le projet au duc, car il n'est pas satisfait. De la correspondance, nous savons également que, début juillet, Michel-Ange lui a également conçu une salière : la préséance du duc sur de nombreuses commandes inachevées de Michel-Ange est certainement liée à l'évolution des travaux sur Le Tombeau de Jules II, dont François Marie est héritier.
Cette même année, à Rome, il reçoit la citoyenneté honoraire au Capitole.

#### Place du Capitole

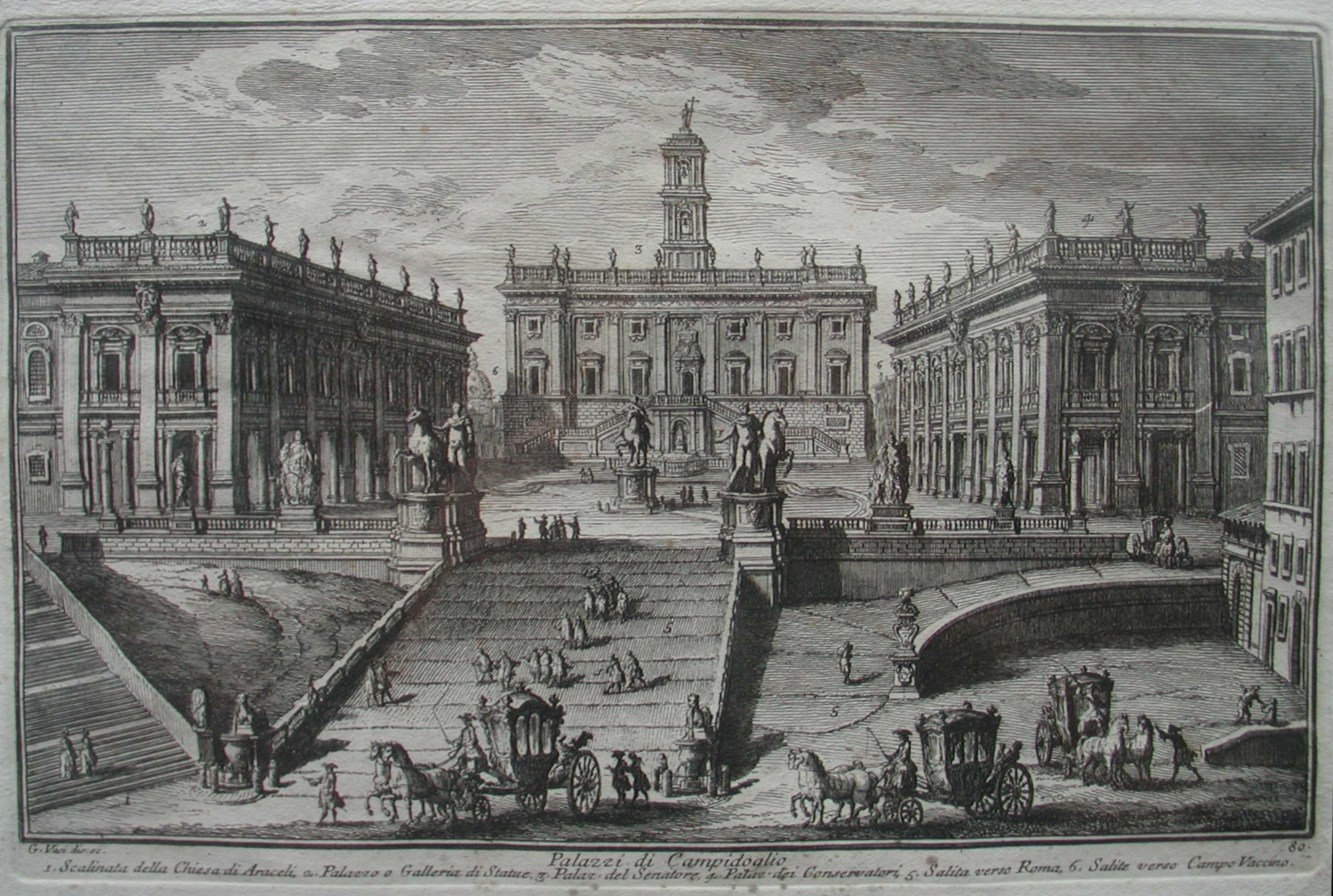
Place du Capitole, estampe de Giuseppe Vasi (XVIIIe siècle).

Paul III, comme ses prédécesseurs, est un mécène enthousiasmé par Michel-Ange. Lors du transfert au Capitole de la statue équestre de Marc Aurèle, symbole de l'autorité impériale et par extension de la continuité entre Rome impériale et Rome papale, le pape charge Michel-Ange, en 1538, d'étudier la restructuration de la place, centre de l'administration civile romaine depuis le Moyen Âge, alors en état de décadence.
Les deux bâtiments existants, déjà réaménagés au XVe siècle par Bernardo Rossellino, sont conservés et transformés, créant ainsi une place avec un plan trapézoïdal avec le Palais sénatorial en arrière-plan, agrémenté d'un escalier à double rampe, et bordé sur les côtés par deux palais : le Palais des Conservateurs et le soi-disant Palais Neuf construit de toutes pièces, tous deux convergeant vers le Cordonata capitolina, l'escalier d'accès au Capitole. Les bâtiments sont caractérisés par des piles corinthiennes d'ordre colossal sur la façade, avec des corniches massives et des architraves. Au rez-de-chaussée des bâtiments latéraux, les piles sont flanquées de colonnes qui forment un portique architravé inhabituel, avec un dessin d'ensemble très innovant qui évite l'usage de l'arc. Le côté intérieur du portique a, par contre, des colonnes en alvéole, qui ont eu plus tard une grande diffusion. Les travaux sont achevés longtemps après la mort du maître, tandis que le pavage de la place n'est achevé qu'au début du XXe siècle, à l'aide d'une estampe d'Étienne Dupérac qui rend compte du projet d'ensemble prévu par Michel-Ange, avec une grille curviligne inscrite dans une ellipse avec, au centre, la base aux coins arrondis pour la statue de Marc Aurèle, également conçue par Michel-Ange.
Vers 1539, Michel-Ange commence peut-être le Brutus pour le cardinal Niccolò Ridolfi, une œuvre aux significations politiques liées aux exilés florentins .

#### La Crucifixionpour Vittoria Colonna (1541)

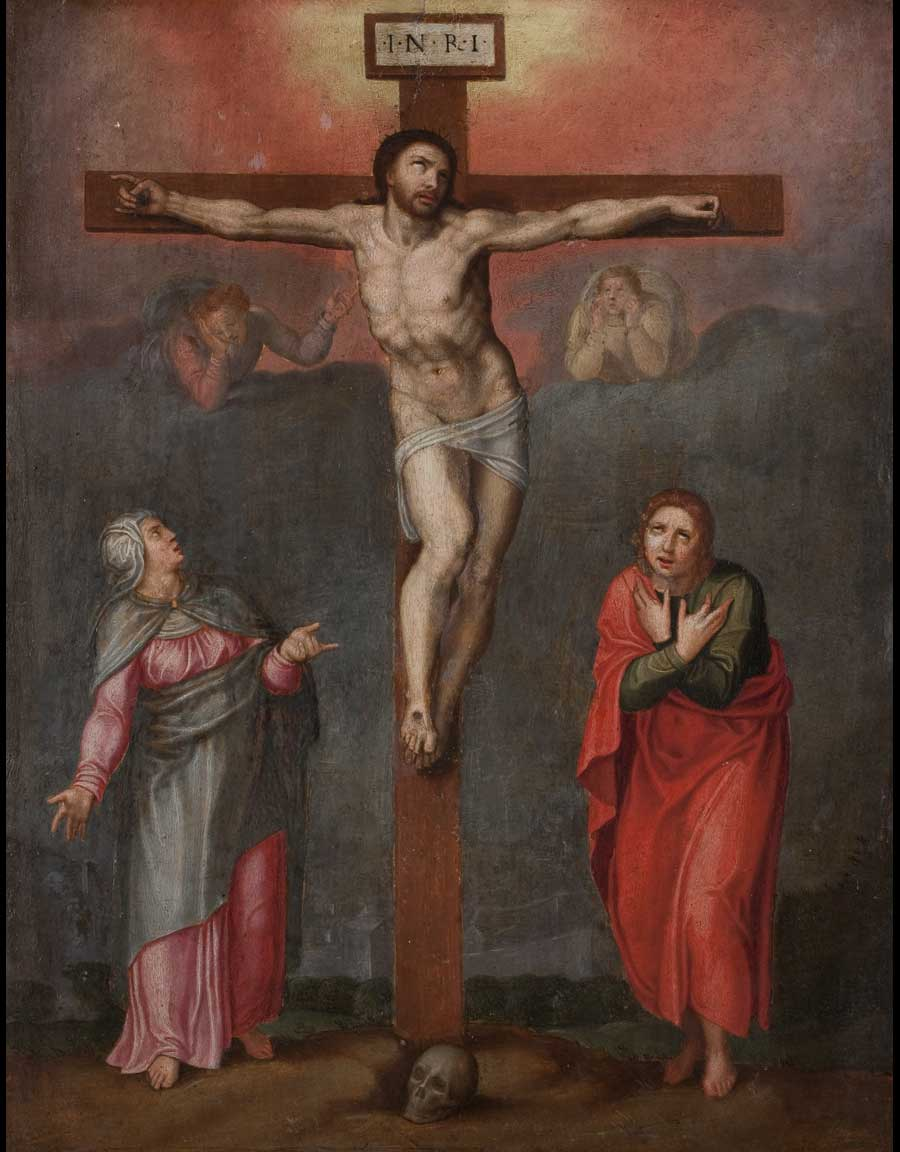
Marcello Venusti, copie de La Crucifixion pour Vittoria Colonna.

À partir de 1537 environ, Michel-Ange noue une vive amitié avec la marquise de Pescara, Vittoria Colonna, avec qui il a de longues conversations et en qui il voit une figure divine. Elle le rapproche des orientations iréniques du groupe des Spirituali inspirés par le cardinal Reginald Pole. Elle l'introduit dans le cercle de Viterbe du cardinal, alors légat de la ville, fréquenté, entre autres, par Vittore Soranzo, Apollonio Merenda, Pietro Carnesecchi, Pietro Antonio Di Capua, Alvise Priuli et la comtesse Giulia Gonzaga. Ce milieu culturel aspire à une réforme de l'Église catholique, tant à l'intérieur qu'à l'égard du reste de la chrétienté, avec laquelle il faudrait se réconcilier.
Ces théories influencent Michel-Ange et d'autres artistes. La Crucifixion peinte pour Vittoria remonte à cette période, datable de 1541 et peut-être perdue, ou jamais peinte ; seuls subsistent quelques dessins préparatoires d'attribution incertaine, le plus célèbre étant sans doute celui conservé au British Museum, tandis que de bonnes copies se trouvent dans la cathédrale de Logroño et dans la Casa Buonarroti. La Crucifixion de Viterbe, traditionnellement attribué à Michel-Ange selon un testament d'un comte de Viterbe daté de 1725 et exposée au Museo del Colle del Duomo de Viterbe, est plus raisonnablement attribuable au milieu de l'artiste. Selon les projets, il représente un Christ jeune et sensuel, symbolisant une allusion aux théories réformistes catholiques qui voyaient dans le sacrifice du sang du Christ la seule voie de salut individuel, sans l'intermédiaire de l'Église et de ses représentants. Un schéma similaire existe également dans la soi-disant Pietà pour Vittoria Colonna, de la même période, connue d'un dessin à Boston et de quelques copies d'élèves.
Dans ces années, Michel-Ange peut donc compter sur son cercle d'amis et d'admirateurs, parmi lesquels, outre Vittoria Colonna, figurent Tommaso dei Cavalieri et des artistes tels que Tiberio Calcagni et Daniele da Volterra .

#### Chapelle Pauline (1542-1550)

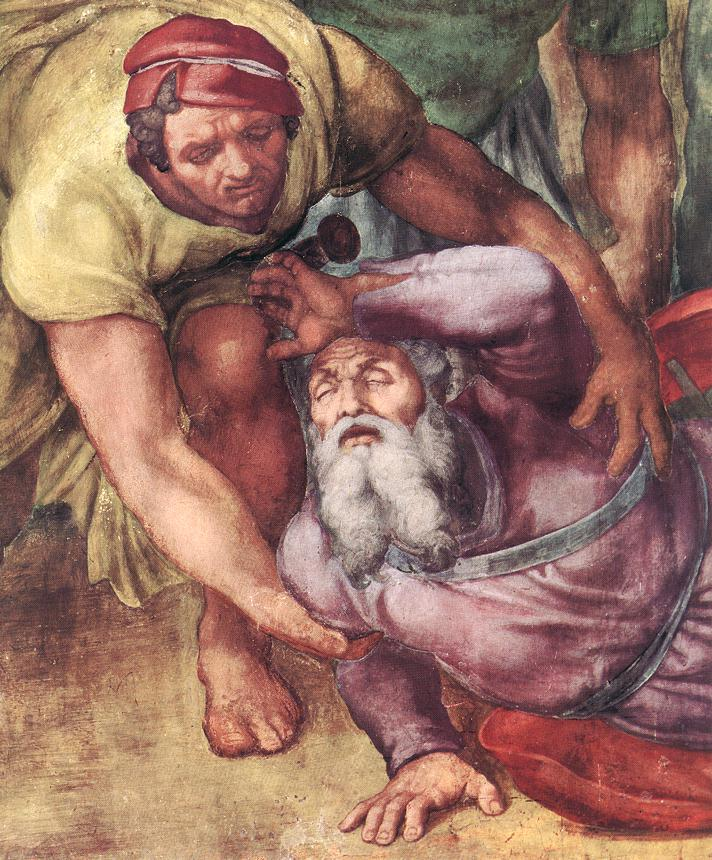
La Conversion de saint Paul, détail.

En 1542, le pape lui commande ce qui sera sa dernière œuvre picturale, sur laquelle il travaille pendant près de dix ans, parallèlement à d'autres engagements, alors qu'il est maintenant un homme âgé. Paul III Farnèse, jaloux et agacé du fait que le lieu où le peintre a atteint son plus haut niveau pictural est un espace dédié aux papes Della Rovere, lui confie la décoration de sa chapelle privée au Vatican qui prit son nom, la chapelle Pauline. Michel-Ange y crée deux fresques, travaillant seul avec patience, procédant par petits « giornate », chargés d'interruptions et de repentirs.
La première fresque créée, La Conversion de saint Paul (1542-1545), présente une scène insérée dans un paysage nu et irréel, avec des enchevêtrements compacts de figures alternant avec des espaces vides et, au centre, la lumière aveuglante qui descend de Dieu sur Paul à terre ; la seconde, Le Martyre de saint Pierre (1545-1550), présente une croix disposée en diagonale de manière à former l'axe d'un hypothétique espace circulaire avec le visage du martyr au centre.
L'ensemble de l'œuvre est caractérisé par une tension dramatique et est marqué par un sentiment de tristesse, généralement interprété comme une expression de la religiosité tourmentée de Michel-Ange et du sentiment de profond pessimisme qui caractérise la dernière période de sa vie.

#### Fin des travaux sur leTombeau de Jules II(1544-1545)

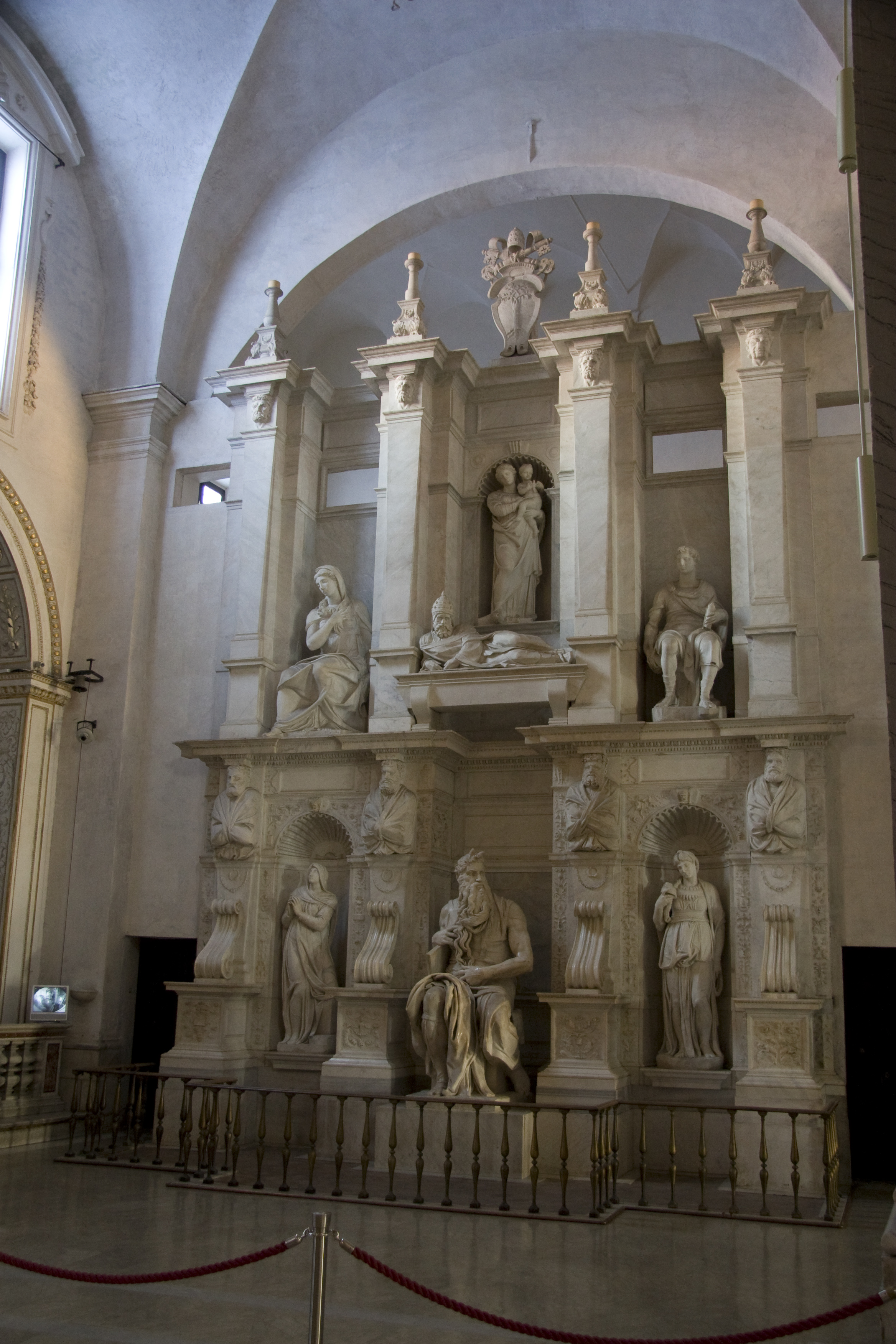
Tombeau de Jules II.

Le projet du tombeau de Jules II devient un mausolée contenant un simple cénotaphe dans la basilique Saint-Pierre-aux-Liens en 1545, soit 40 ans après la commande initiale : après les derniers accords de 1542, le Tombeau de Jules II est érigé dans la basilique entre 1544 et 1545 avec les statues de Moïse, des deux figures féminines de Rachel et Léa qui symbolisent respectivement la vie contemplative et la vie active, toutes datant de la première commande.
Au second niveau, à côté du pape couché avec la Vierge et l'Enfant au-dessus, se trouvent une Sibylle et un Prophète. Ce projet est également influencé par le cercle de Viterbe ; Moïse, homme éclairé et choqué par la vision de Dieu, est flanqué de deux manières d'être, mais aussi de deux voies de salut qui ne s'opposent pas forcément : la vie contemplative, représentée par Rachel qui prie comme si elle n'utilise que la Foi pour se sauver, tandis que la vie active, représentée par Léa, trouve son salut dans le travail. L'interprétation commune de l'œuvre d'art est qu'il s'agit d'une sorte de position médiatrice entre la Réforme et le catholicisme due essentiellement à l'intense lien qui unit Michel-Ange à Vittoria Colonna et son entourage.
En 1544, il conçoit également la tombe de Francesco Bracci, neveu de Luigi del Riccio dans la maison duquel il reçoit des soins lors d'une grave maladie qui le frappe en juin. En raison de cette indisposition, il refuse en mars l'exécution d'un buste à Cosme Ier de Toscane. La même année, les travaux sur le Capitole, conçus en 1538, commencent.

### Vieillesse (1546-1564)
Les dernières décennies de la vie de Michel-Ange se caractérisent par un abandon progressif de la peinture, mais aussi de la sculpture, qu'il pratique désormais uniquement pour des œuvres à caractère privé. D'autre part, de nombreux projets architecturaux et urbanistiques prennent forme, où il poursuit sur la voie de la rupture avec le canon classique, même si nombre d'entre eux ont été réalisés dans les périodes suivantes par d'autres architectes, qui n'ont pas toujours respecté sa conception originale.

#### Palais Farnèse (1546-1550)

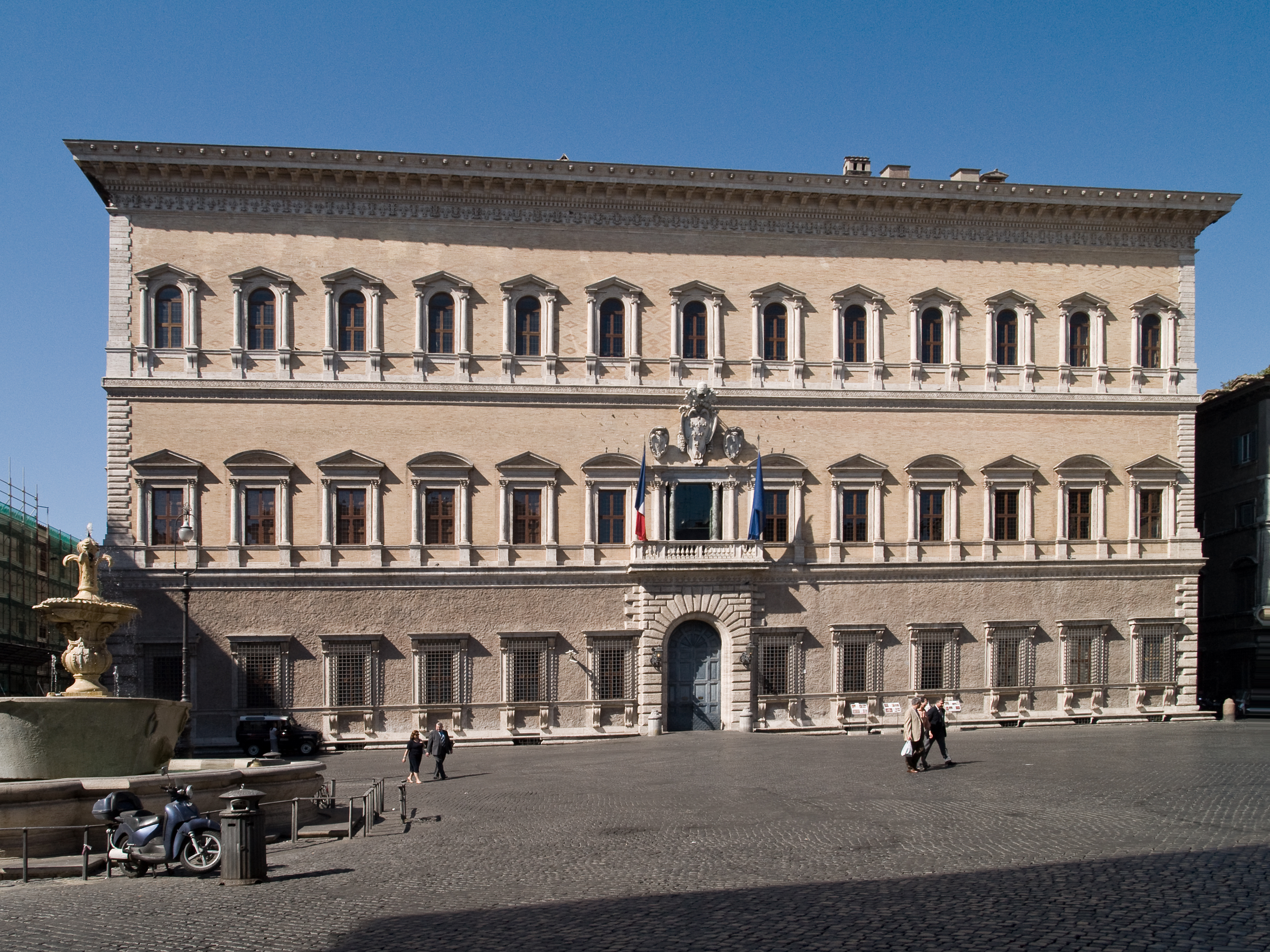
Façade du palais Farnèse.

Le 29 avril 1546, Michel-Ange promet une statue de bronze, une de marbre et un tableau à François Ier (roi de France), qu'il ne réalise cependant pas.
À la mort d'Antonio da Sangallo le Jeune en octobre 1546, il se voit confier les bâtiments du palais Farnèse et de la basilique Saint-Pierre, tous deux laissés inachevés par celui-ci.
Entre 1547 et 1550, il conçoit donc l'achèvement de la façade et de la cour du palais Farnèse. Dans la façade, il modifie certains éléments par rapport au projet de Sangallo, ce qui donne à l'ensemble une forte connotation plastique et monumentale, mais en même temps dynamique et expressive. Pour obtenir ce résultat, il augmente la hauteur du deuxième étage, insère un bandeau massif et surmonte la fenêtre centrale d'un blason colossal.

#### Basilique Saint-Pierre (1546-1564)

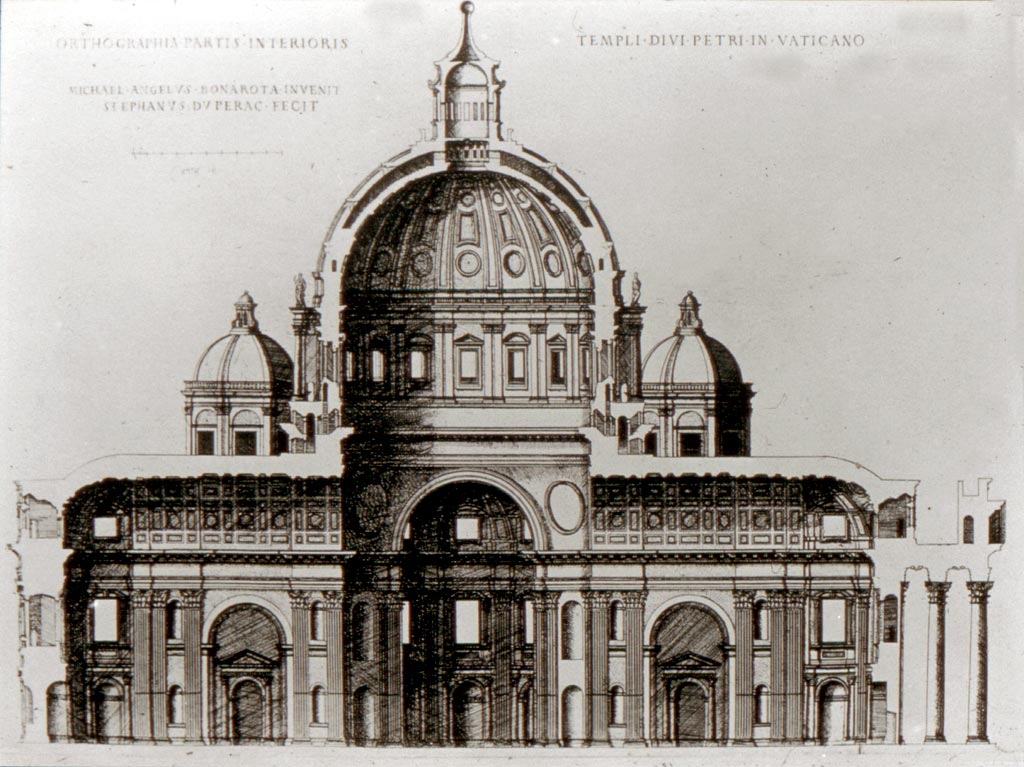
Gravure d'Étienne Dupérac, Projet de Michel-Ange pour la basilique vaticane.

En 1546, Michel-Ange est nommé architecte de la basilique Saint-Pierre. L'histoire de son projet peut être reconstituée à partir d'une série de documents de chantier, de lettres, de dessins, de fresques et de témoignages de contemporains, mais diverses informations s'opposent. En fait, Michel-Ange n'a jamais élaboré de projet définitif pour la basilique, préférant procéder par parties. Plusieurs estampes sont publiées immédiatement après la mort de l'artiste pour tenter de restituer une vision d'ensemble du dessin original ; les gravures d'Étienne Dupérac s'imposent immédiatement comme les plus répandues et acceptées.
Il semble que Michel-Ange aspire à revenir au plan centré de Bramante, avec un carré inscrit dans la croix grecque, rejetant à la fois le plan en croix latine introduit par Raphaël, et les plans de Sangallo, qui prévoyaient la construction d'un bâtiment avec un plan centré précédé d'un avant-corps imposant.
Il démolit les parties construites par ses prédécesseurs et, par rapport à la parfaite symétrie du projet de Bramante, introduit un axe préférentiel dans la construction, en supposant une façade principale fermée par un portique composé de colonnes d'ordre colossal(non bâties). Pour la structure murale massive, qui devait courir sur tout le périmètre de l'édifice, il imagine un seul ordre colossal à |pilastres corinthiens avec un attique, tandis qu'au centre de l'édifice il construit un tambour à colonnes jumelées (qu'il réalise certainement), sur laquelle s'élève la coupole hémisphérique à nervures complétée par une lanterne. Le dôme a été complété, avec quelques différences par rapport au modèle original présumé, par Giacomo della Porta.
La conception de Michel-Ange est largement bouleversée par Carlo Maderno, qui, au début du XVIIe siècle, complète la basilique par l'ajout d'une nef longitudinale et d'une imposante façade inspirée des axes de la Contre-Réforme.
Le 7 décembre 2007, une esquisse à la craie rouge pour le dôme de la basilique Saint-Pierre, peut-être la dernière réalisée par Michel-Ange avant sa mort, est découverte dans les archives apostoliques du Vatican. C'est extrêmement rare, car Michel-Ange a ultérieurement détruit ses créations. L'esquisse est un plan partiel d'une des colonnes radiales du tambour de la coupole de Saint-Pierre.
Vittoria Colonna meurt en 1547, peu après la mort de son autre ami Luigi del Riccio, des pertes très importantes pour l'artiste. L'année suivante, le 9 janvier 1548, son frère Giovansimone Buonarroti décède. Le 27 août, la mairie de Rome propose de lui confier la restauration du pont Santa Maria. En 1549 Benedetto Varchi publie à Florence « Deux leçons », tenues sur un sonnet de Michel-Ange. En janvier 1551, des documents de la cathédrale de Padoue mentionnent un modèle de Michel-Ange pour le chœur .

#### DernièresPietà(vers 1550-1555)
À partir d'environ 1550, Michel-Ange commence à créer la soi-disant Pietà Bandini (aujourd'hui au Museo dell'Opera del Duomo (Florence)), une œuvre destinée à sa tombe et abandonnée après que l'artiste ne brise, dans un mouvement de colère, deux ou trois ans plus tard, le bras et la jambe gauche du Christ, brisant aussi la main de la Vierge. Tiberio Calcagni reconstitue plus tard le bras et achève la Madeleine laissée par Michel-Ange dans un état inachevé : le groupe formé par le Christ soutenu par la Vierge, la Madeleine et Nicodème est disposé de manière pyramidale avec ce dernier au sommet ; la sculpture est demeurée à divers degrés de finition, avec la figure du Christ au stade le plus avancé. Nicodème serait un autoportrait de Michel-Ange, du corps duquel la figure du Christ semble émerger, peut-être une référence à la souffrance psychologique que, profondément religieux, il porte en lui pendant ces années.
La Pietà Rondanini est définie, dans l'inventaire de toutes les œuvres retrouvées dans son atelier après sa mort, comme : « Une autre statue commencée pour un Christ et une autre figure au-dessus, réunies, grossièrement taillées et inachevées ». Michel-Ange l'a taillée jusqu'à ce qu'il n'y ait plus assez de pierre. Les jambes et un bras détaché sont d'une étape antérieure de l'œuvre. Dans son état actuel, la sculpture a une qualité abstraite, en accord avec les concepts de la sculpture du XXe siècle,.
En 1561, Michel-Ange donne la sculpture à son serviteur Antonio del Francese, continuant cependant à y apporter des modifications jusqu'à sa mort ; l'ensemble est composé de parties achevées, comme le bras droit du Christ, et de parties inachevées, comme le torse du Sauveur pressé contre le corps de la Vierge comme pour former un tout. Après la mort de Michel-Ange, à un moment non connu, cette sculpture est transférée au palais Rondanini à Rome, à qui elle emprunte son nom. Elle est aujourd'hui conservée dans le château des Sforza, achetée en 1952 par la ville de Milan à un propriétaire privé.

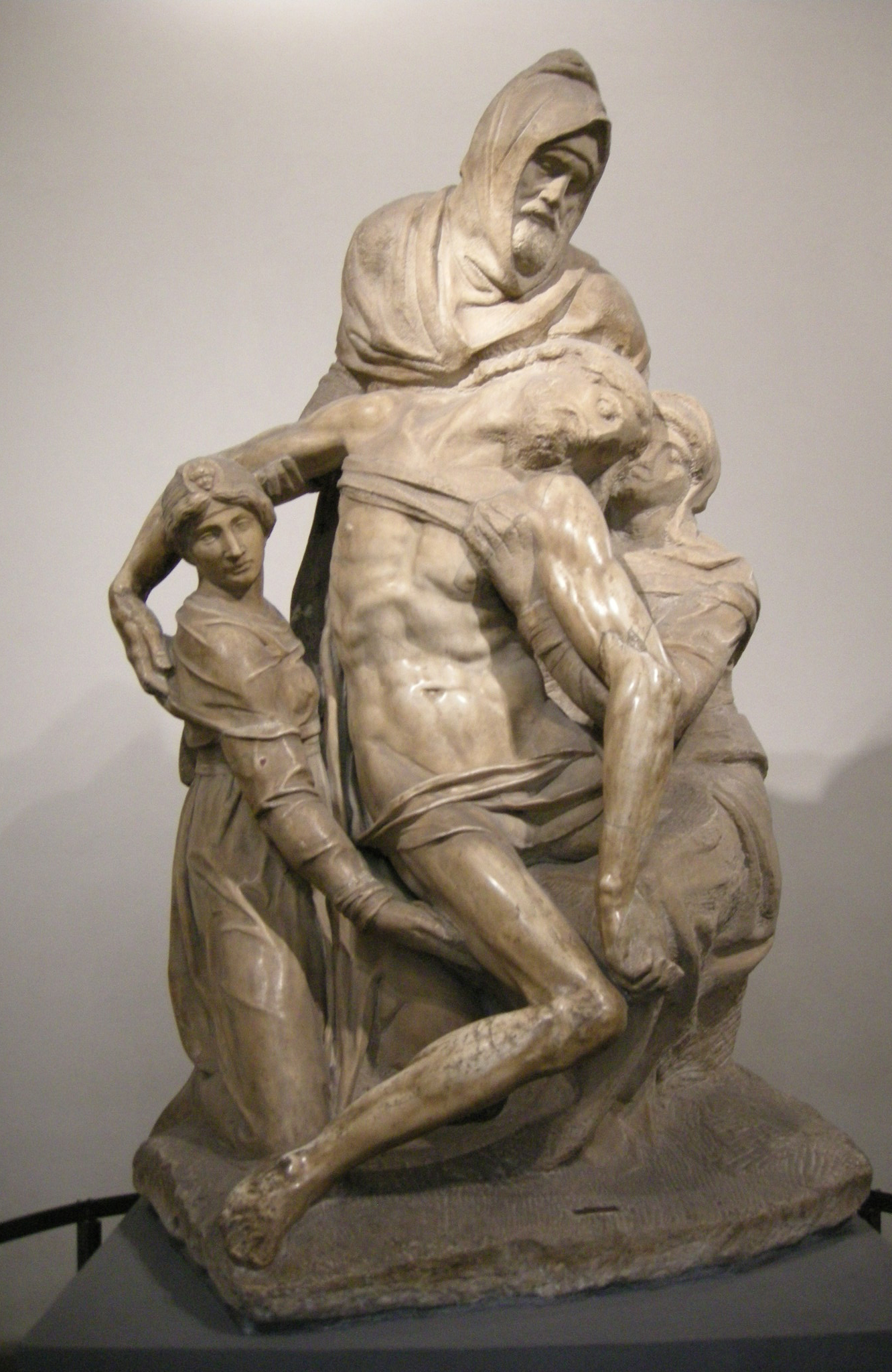
Pietà Bandini.
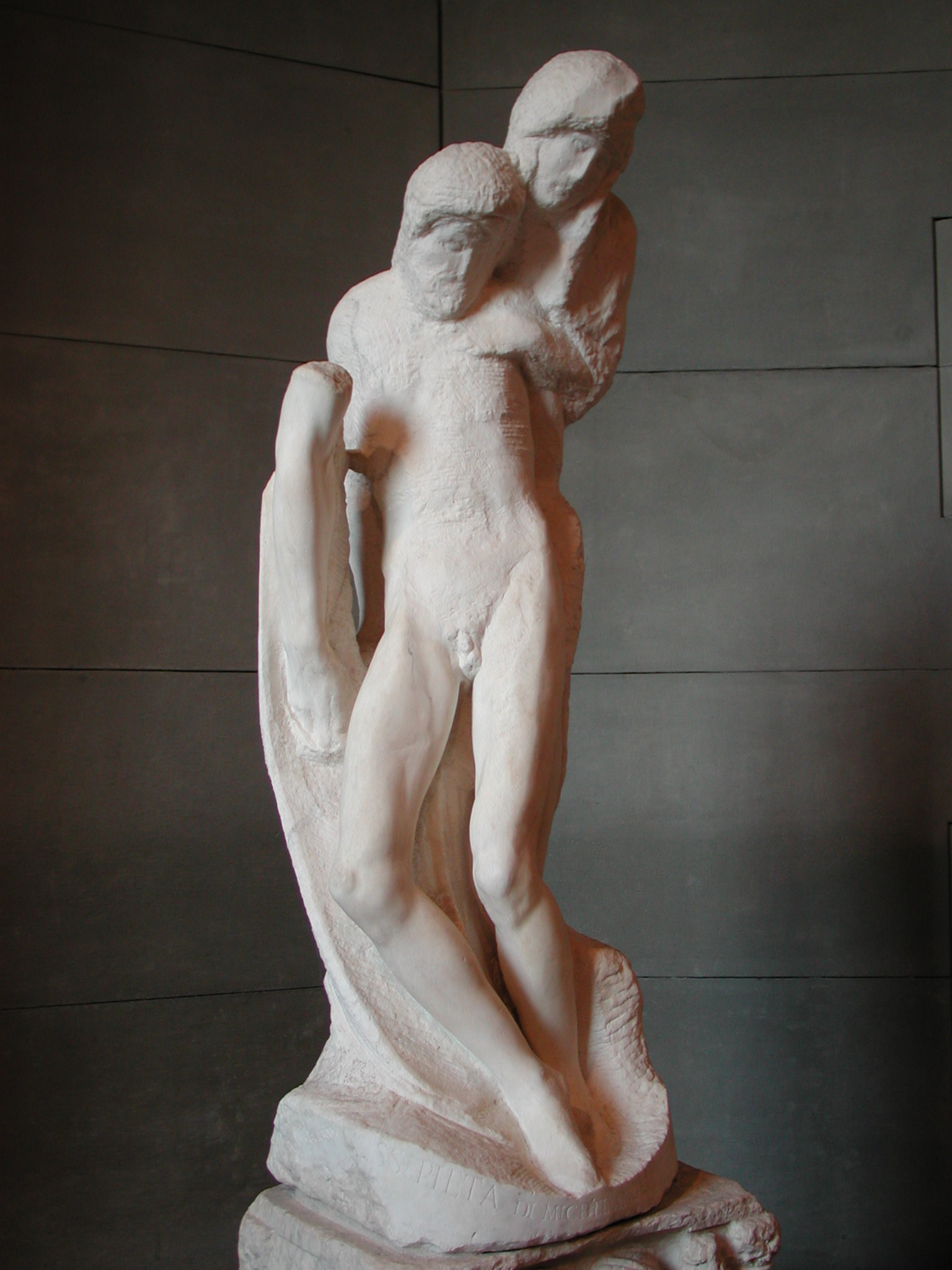
Pietà Rondanini.

#### Biographies

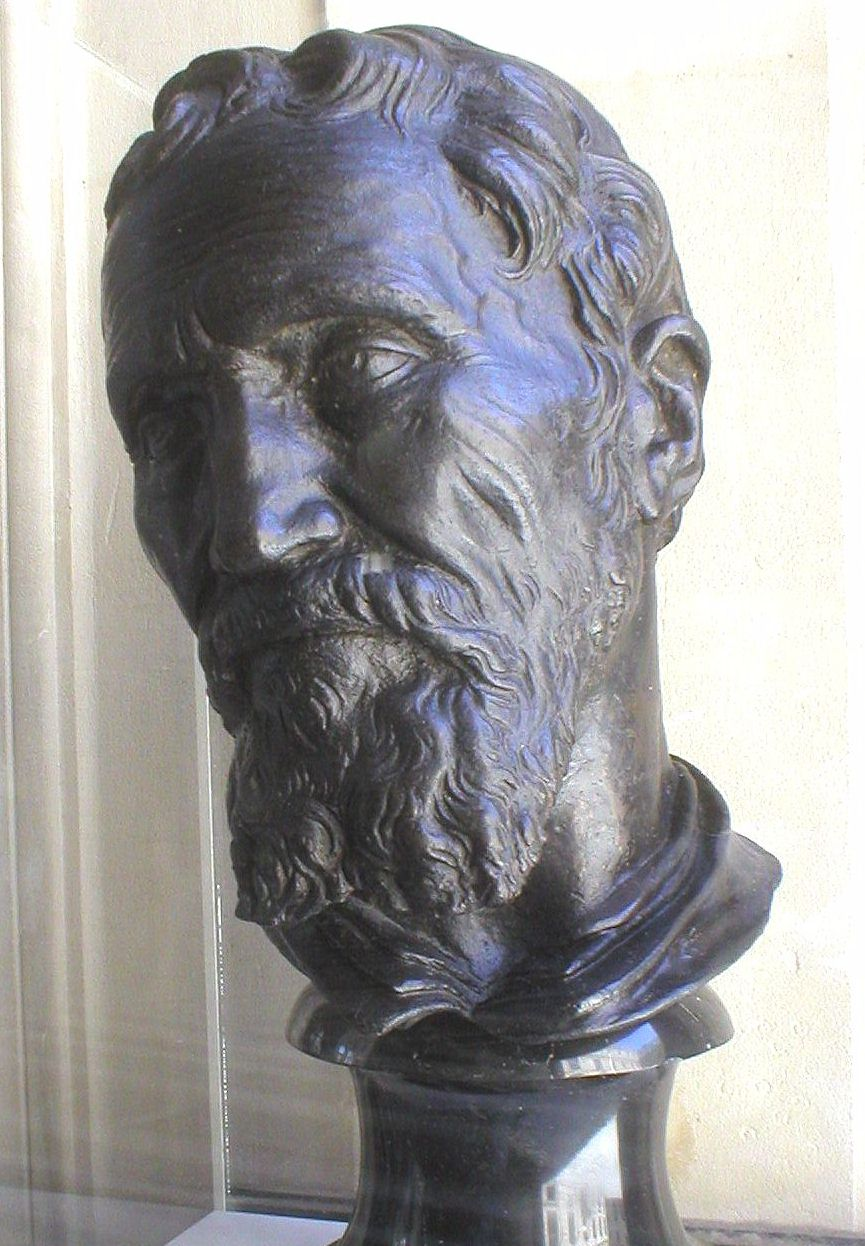
Attribué à Daniele da Volterra, Michelangelo Buonarroti, dit Michel-Ange, 1564, bronze, Paris, musée du Louvre.

Les Vies des meilleurs peintres, sculpteurs et architectes de Giorgio Vasari est publiée pour la première fois en 1550, qui contient une biographie de Michel-Ange, le premier écrit d'un artiste vivant, qui, en conclusion, désigne Michel-Ange comme le sommet de cette chaîne de grands artisans qui est partie de Cimabue et Giotto, trouvant en sa personne la synthèse d'une parfaite maîtrise des arts (peinture, sculpture et architecture) capable non seulement de rivaliser, mais aussi de surpasser, les maîtres mythiques de l'antiquité.
Malgré sa glorification et les éloges, Michel-Ange n'apprécie pas l'ouvrage en raison des nombreuses irrégularités et surtout à cause d'une version qui ne lui plait pas de l'histoire tourmentée du Tombeau de Jules II. Il travaille alors avec l'un de ses fidèles collaborateurs, Ascanio Condivi, et fait publier une nouvelle biographie qui rapporte sa version des événements (1553). Vasari s'en inspire, ainsi que de sa rencontre directe avec l'artiste dans les dernières années de sa vie, pour la deuxième édition des Vies, publiée en 1568.
Ces ouvrages ont alimenté la légende de l'artiste en tant que génie tourmenté et incompris, poussé au-delà de ses limites par des conditions défavorables et les exigences changeantes des clients, mais capable de créer des œuvres titanesques et inégalées. Il n'est jamais arrivé auparavant que cette légende se forme alors que la personne concernée est encore en vie. Malgré cette position enviable atteinte par Michel-Ange dans sa vieillesse, les dernières années de son existence sont loin d'être paisibles, animées par de grandes tribulations intérieures et des réflexions tourmentées sur la foi, la mort et le salut, que l'on retrouve également dans ses œuvres (comme les Pieta) et dans ses écrits.

#### Autres événements des années cinquante
En 1550, Michel-Ange a terminé les fresques de la chapelle Pauline et en 1552, la place du Capitole. Cette année-là, il élabore également la conception de l'escalier de la cour du Belvédère au Vatican. En sculpture il travaille sur la Pietà Bandini et en littérature il travaille à ses propres biographies.
En 1554, Ignace de Loyola déclare que Michel-Ange a accepté de concevoir la nouvelle église del Gesù de Rome, mais l'intention n'est pas suivie. En 1555, l'élection de Marcel II au trône pontifical compromet la présence de l'artiste à la tête du chantier de construction de Saint-Pierre, mais aussitôt après Paul IV est élu, qui le confirme dans la fonction, le chargeant surtout de travailler sur le dôme. Toujours en 1555, son frère Gismondo et Francesco Amadori, appelé « Urbino », qui l'a servi pendant vingt-six ans, meurent ; une lettre adressée à Vasari de cette même année lui donne des instructions pour la finition de la Bibliothèque Laurentienne.
En septembre 1556, l'approche de l'armée espagnole le pousse à quitter Rome pour se réfugier à Lorette (Italie). Alors qu'il s'arrête à Spolète, un appel du pape lui parvient, lui enjoignant de rebrousser chemin. Le modèle en bois du dôme de Saint-Pierre remonte à 1557 ; en 1559, il réalise des dessins pour l'église San Giovanni Battista dei Fiorentini, ainsi que pour la chapelle Sforza dans la basilique Sainte-Marie-Majeure et pour l'escalier de la Bibliothèque Laurentienne. Il commence peut-être également la Pietà Rondanini cette année-là.

#### Porte Pia (1560)

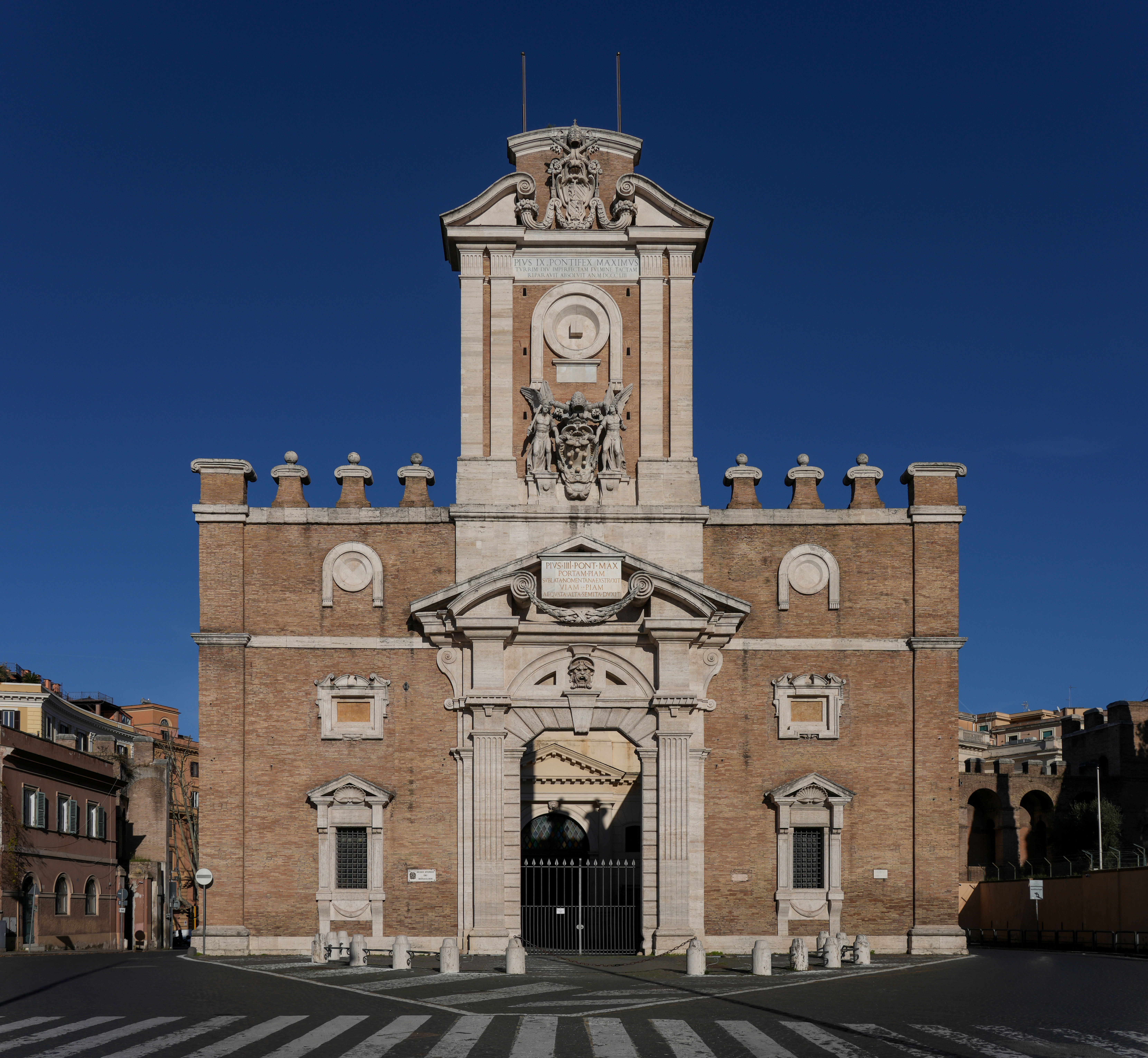
Porta Pia.

En 1560, Michel-Ange réalise un projet pour Catherine de Médicis pour le tombeau d'Henri II (roi de France). La même année, il conçoit le tombeau de Gian Giacomo de Médicis dans la dôme de Milan, qui a ensuite été exécuté par Leone Leoni.
Vers 1560, il conçoit également la monumentale Porta Pia, véritable scénographie urbaine dont la façade principale fait face à la ville. Le portail à fronton curviligne interrompu et inséré dans un autre triangulaire est flanqué de pilastres cannelés, tandis que sur la cloison murale latérale se trouvent deux fenêtres à pignon, avec autant de mezzanines aveugles au-dessus. Du point de vue du langage architectural, Michel-Ange manifeste un esprit expérimental et non conventionnel, à tel point qu'on a parlé d'« anti-classicisme ».

#### Basilique Santa Maria degli Angeli e dei Martiri (1561)

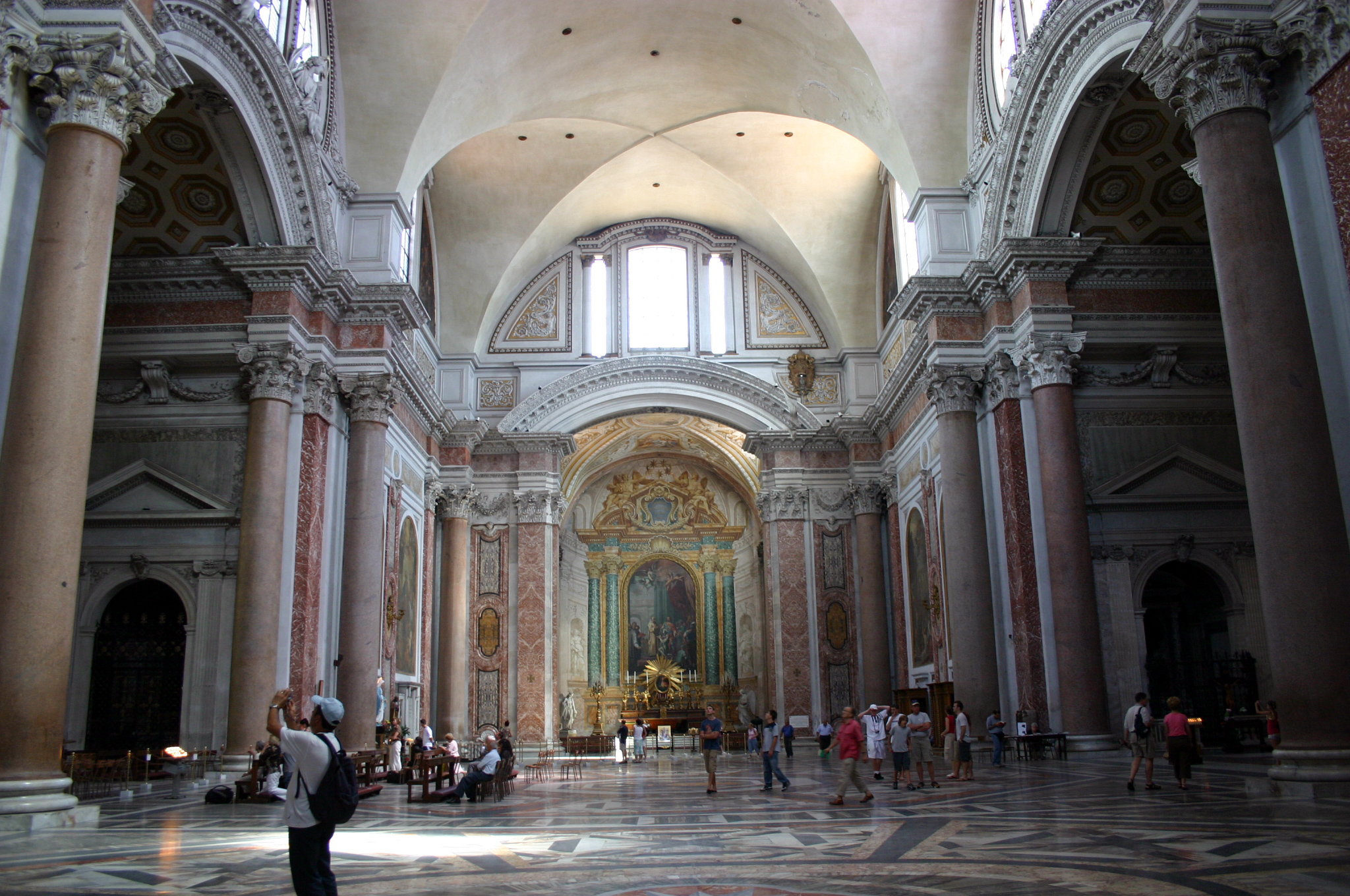
Basilique Santa Maria degli Angeli e dei Martiri ; pratiquement seules les voûtes du projet de Michel-Ange sont visibles.

Désormais âgé, Michel-Ange dirige en 1561 la construction de la basilique Santa Maria degli Angeli e dei Martiri à l'intérieur des thermes de Dioclétien et du couvent adjacent des pères chartreux, qui commence en 1562 ; il ne pourra pas mener l'œuvre à son terme. L'espace de l'église est obtenu avec une intervention qui, du point de vue de la maçonnerie, pourrait aujourd'hui être définie comme « minimale », avec quelques cloisons murales installées dans le grand espace voûté du tepidarium des thermes, ajoutant seulement un chœur profond, montrant une attitude moderne et non destructrice envers les vestiges archéologiques.
L'église présente un développement transversal inhabituel, exploitant trois travées contiguës voûtées d'arêtes, auxquelles s'ajoutent deux chapelles latérales carrées.

#### Consul de l'Académie du Dessin de Florence
Le 31 janvier 1563, Cosme Ier de Toscane fonde, sur les conseils de Giorgio Vasari, l'Académie du dessin de Florence dont Michel-ange est aussitôt élu consul. Alors que la Compagnie est une sorte de corporation à laquelle doivent adhérer tous les artistes travaillant en Toscane, l'Académie, composée uniquement des personnalités culturelles les plus éminentes de la cour de Cosme, a pour but de protéger et de superviser l'ensemble de la production artistique de la principauté des Médicis. C'est la dernière et accrocheuse invitation de Cosme à Michel-Ange pour le faire revenir à Florence, mais une fois de plus l'artiste décline : sa foi républicaine profondément enracinée est probablement incompatible avec un service auprès du nouveau duc florentin.

#### Mort
Michel-Ange reste actif jusqu'à la fin de sa vie, prenant part à la vie artistique de son temps, conseillant et recommandant tel ou tel de ses disciples, en patriarche déjà envahi par son mythe.
Un an seulement après sa nomination de consul à l'Académie du dessin, le 18 février 1564, âgé de près de quatre-vingt-neuf ans, Michel-Ange meurt à Rome, dans sa modeste résidence de la Piazza Macel de' Corvi (détruite lors de la construction du Monument à Victor-Emmanuel II), en présence de nombreux médecins et de ses amis les plus intimes, en premier lieu Tommaso dei Cavalieri. Six jours avant sa mort, il travaille encore à la Pietà Rondanini. Quelques jours plus tôt, le 21 janvier, la Congrégation du concile de Trente avait décidé de faire couvrir les parties « obscènes » du Jugement dernier.
Dans l'inventaire dressé quelques jours après sa mort, le 19 février, figurent quelques biens, parmi lesquels la Pietà, deux petites sculptures dont on ignore le sort (un Saint Pierre et un petit Christ portant la croix ), dix cartons, tandis que les dessins et les croquis semblent avoir été brûlés peu avant sa mort par le maître lui-même ; un « trésor » remarquable, digne d'un prince, que personne n'aurait imaginé dans une si pauvre maison est alors retrouvé dans un coffre.

#### Funérailles solennelles à Florence

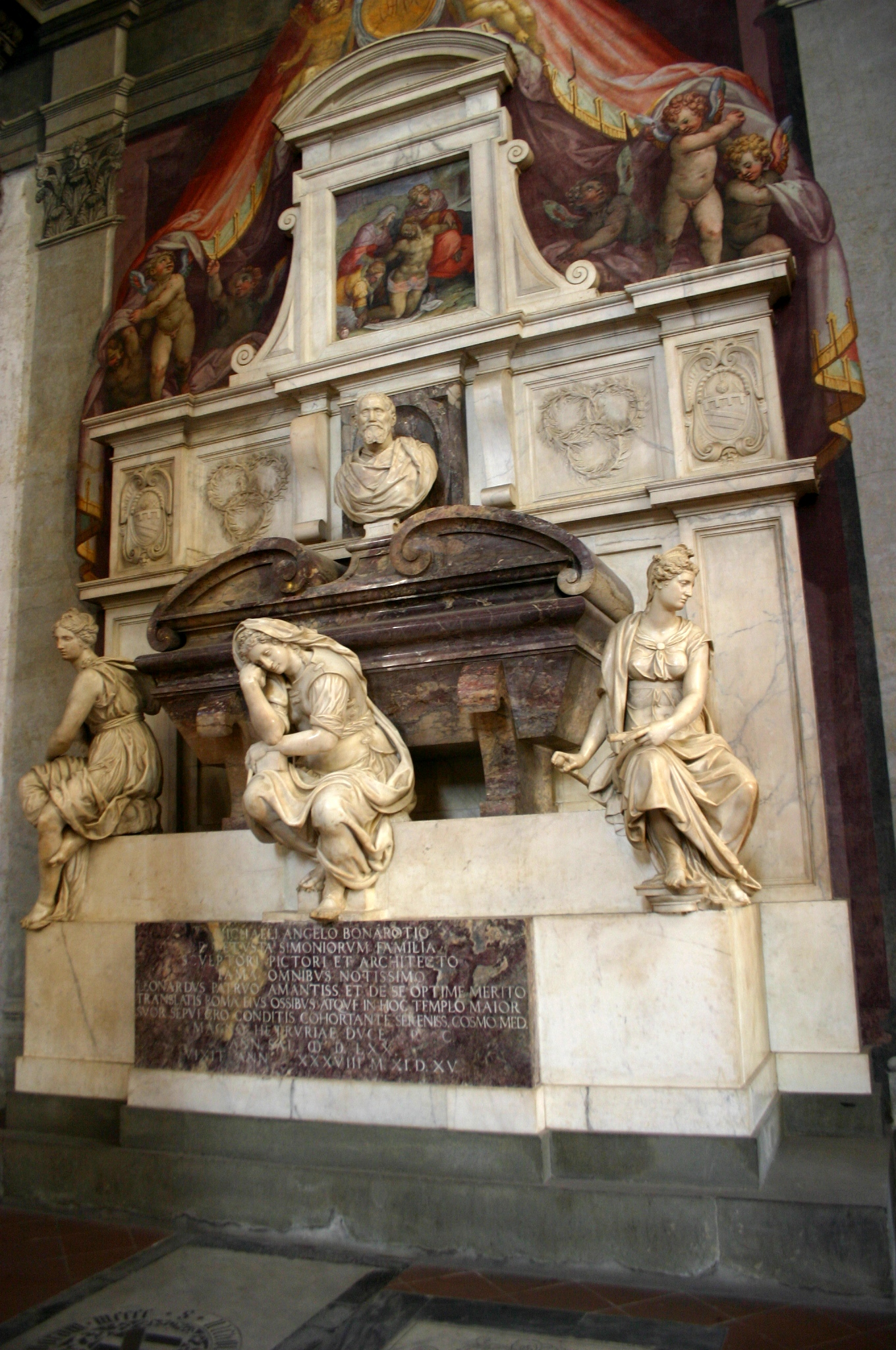
Tombeau de Michel-Ange à Santa Croce.

Sa mort est particulièrement ressentie à Florence, car la ville n'a jamais honoré son plus grand artiste, malgré les tentatives de Cosme. La récupération de sa dépouille mortelle et la célébration de funérailles solennelles deviennent alors une priorité absolue pour la ville. Selon ses volontés, quelques jours après sa mort, son neveu Lionardo Buonarroti arrive à Rome avec la tâche précise de récupérer le corps et d'organiser son transport, entreprise peut-être exagérée par le récit de Vasari dans la deuxième édition des Vies : selon l'historien d'Arezzo, les Romains se seraient opposés à ses demandes, souhaitant enterrer l'artiste dans la basilique Saint-Pierre, sur quoi Lionardo aurait volé le corps la nuit et, dans le plus grand secret avant de reprendre la route pour Florence.
Dès son arrivée dans la ville toscane le 11 mars 1564, le cercueil est transporté à la basilique Santa Croce et enterré selon un cérémonial complexe établi par le lieutenant de l'Académie du dessin, Vincenzo Borghini. Ce premier acte funéraire du 12 mars, bien que solennel, est bientôt supplanté par celui du 14 juillet 1564 à la basilique San Lorenzo de Florence, commandité par la maison ducale et plus digne d'un prince que d'un artiste : toute la basilique est richement décorée de tentures noires et de panneaux peints d'épisodes de sa vie ; au centre est érigé un catafalque monumental, orné de peintures et de sculptures éphémères, à l'iconographie complexe. L'oraison funèbre est écrite et lue par Benedetto Varchi, qui loue « les louanges, les mérites, la vie et les œuvres du divin Michelangelo Buonarroti ».
Ces funérailles organisées par une médicéenne composée des peintres Bronzino et Vasari et des sculpteurs Cellini et Ammannati, les grandes toiles décoratives, qui servent aux obsèques solennelles étant peintes par Santi di Tito, sont l'objet d'une récupération politique, religieuse, institutionnelle ; elles scellent le statut atteint par Michel-Ange et consacrent son mythe, en tant qu'artisan inégalé, capable d'atteindre des sommets créatifs dans n'importe quel domaine artistique et, plus que tout autre, capable d'imiter l'acte de création divine.
L'inhumation a lieu à Santa Croce, dans une tombe monumentale, composée de trois personnages allégoriques en pleurs représentant la Peinture, la Sculpture et l'Architecture. L'héritier de Michel-Ange, Lionardo Buonarroti, a chargé Giorgio Vasari de concevoir et de construire le Tombeau de Michel-Ange, un projet monumental qui a coûté 770 scudi et a duré plus de 14 ans. Le marbre de la tombe a été fourni par Cosme Ier de Toscane.

## Personnalité

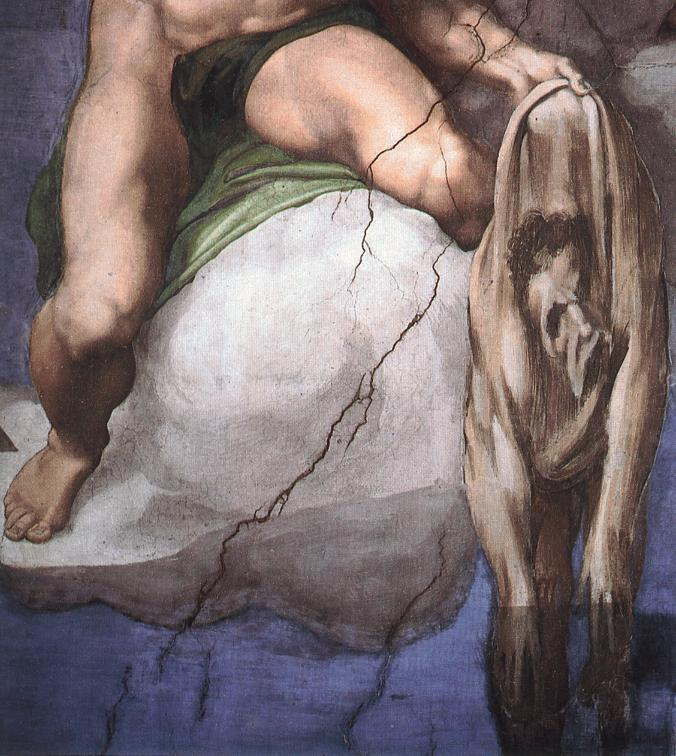
Autoportrait dans Le Jugement dernier.

La légende de l'artiste génial a souvent relégué l'homme dans sa globalité au second plan, doté lui aussi de faiblesses et de côtés obscurs. Ces caractéristiques ont fait l'objet d'études ces dernières années qui ont fait apparaître un portrait plus véridique et plus juste que celui qui ressort des sources anciennes, moins condescendant mais certainement plus humain.
Parmi les défauts les plus évidents de sa personnalité figurent l'irascibilité (certains ont émis l'hypothèse qu'il était atteint du syndrome d'Asperger), la susceptibilité, l'insatisfaction continue. De nombreuses contradictions animent son comportement, parmi lesquelles se détachent, avec une force particulière, l'attitude envers l'argent et les relations avec la famille, intimement liées.
La correspondance et les livres de Ricordi (Souvenirs) de Michel-Ange font des allusions constantes à l'argent et à sa rareté, à tel point qu'il semblerait que l'artiste ait vécu et soit mort dans une pauvreté absolue. Les études de Rab Hatfield sur ses dépôts bancaires et ses possessions brossent cependant un tableau très différent, démontrant comment, au cours de sa vie, il a réussi à accumuler une immense richesse. L'inventaire dressé au domicile de Macel de' Corvi le lendemain de sa mort suffit à titre d'exemple : la première partie du document semble confirmer sa pauvreté, enregistrant deux lits, quelques vêtements, quelques objets d'usage quotidien, un cheval ; mais un coffre verrouillé est retrouvé plus tard dans sa chambre qui, une fois ouvert, s'avère être un trésor digne d'un prince. À titre d'exemple, avec cet argent, dont valeur nette est d'environ 50 000 ducats d'or, l'artiste aurait très bien pu s'acheter un palais, le coffre renfermant un montant supérieur à celui déboursé en 1549 par Éléonore de Tolède pour l'achat du palais Pitti.
Condivi dit qu'il est indifférent à la nourriture et à la boisson, « mangeant plus par nécessité que par plaisir » et qu'il « dormait souvent dans ses vêtements et … bottes ». Son biographe Paul Jove écrit : « Sa nature était si rude et grossière que ses habitudes domestiques étaient incroyablement sordides et privaient la postérité de tous les élèves qui auraient pu le suivre. » Cela, cependant, ne l'a peut-être pas affecté, car il était par nature une personne solitaire et mélancolique, original et fantasque, un homme qui « s'est retiré de la compagnie des hommes ».
Cette avarice et cupidité marquées, qui lui font continuellement percevoir son propre héritage de manière déformée, sont certainement dues à son caractère, mais aussi à des raisons plus complexes, liées à la relation difficile avec sa famille. La situation économique précaire des Buonarroti a dû le marquer intimement et peut-être souhaitait-il leur laisser un héritage substantiel pour améliorer leur fortune. Mais cela est apparemment contredit par son refus d'aider son père et ses frères, se justifiant par un manque imaginaire de liquidités ; à d'autres occasions, il est allé jusqu'à demander le remboursement de sommes prêtées dans le passé, les accusant de vivre de ses difficultés, sinon de profiter sans vergogne de sa générosité.

### Vie intime

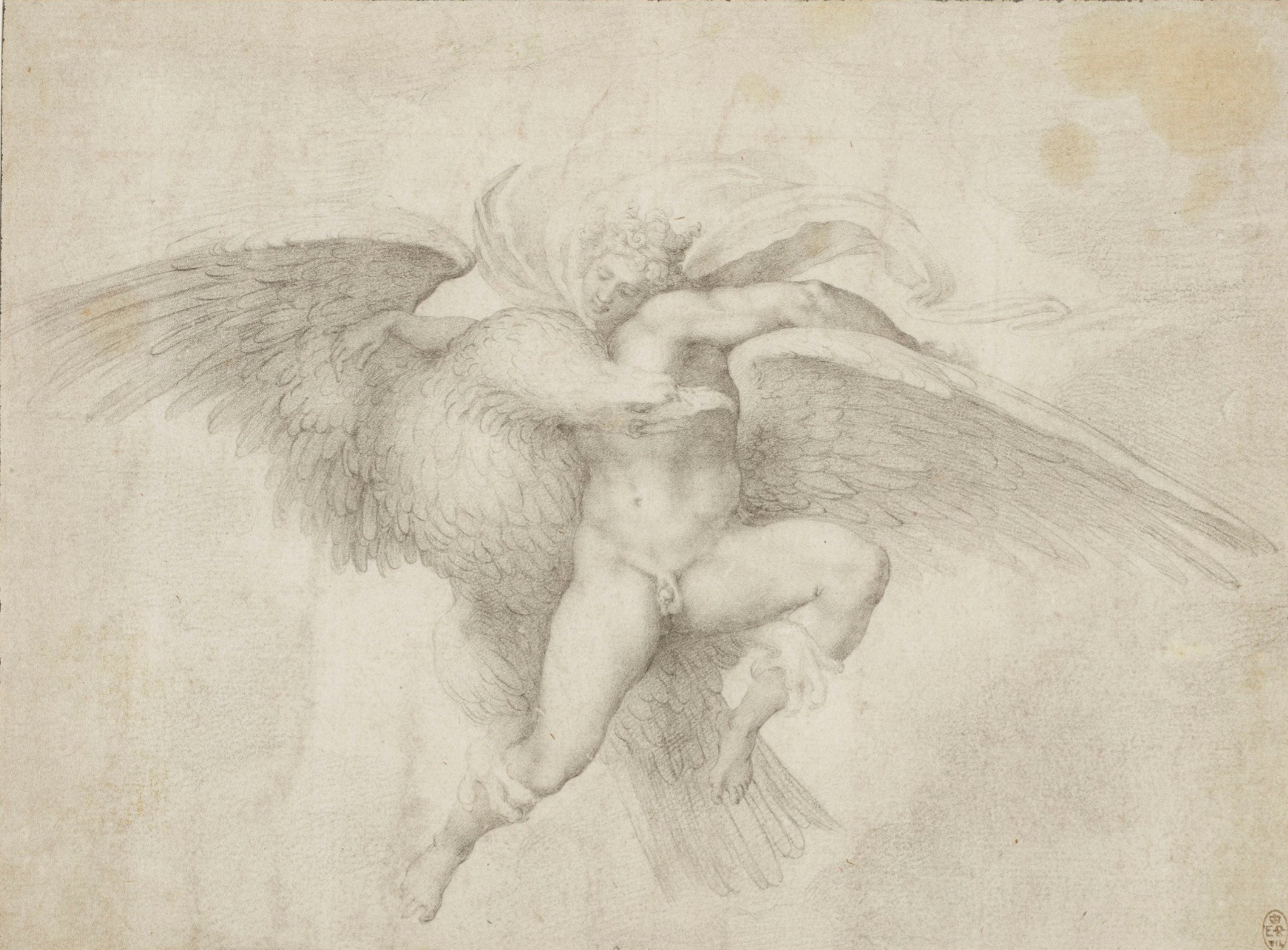
Giulio Clovio, Ganymède, vers 1540, dessin d'après Michel-Ange, Windsor, Royal Collection, scène représentant l'enlèvement de Ganymède par Zeus, couple pédérastique archétypal depuis la Grèce classique.

Si l'homosexualité de l'artiste ne fait plus mystère aujourd'hui et ne pose plus problème, il n'en a longtemps pas été de même. Alors que la nudité des corps du Jugement dernier de la chapelle Sixtine a été chastement recouverte par Daniele da Volterra, surnommé Il Braghettone, la sexualité de Michel-Ange a été pudiquement dissimulée. Ascanio Condivi, son premier biographe, lui attribue une « chasteté de moine », préférant laisser l'image d'un homme asexuel pour qui veut l'entendre ainsi, mais très claire pour qui a lu Platon, écrit : « Je l'ai souvent entendu raisonner et discourir sur l'amour et j'ai appris des personnes présentes qu'il n'en parlait pas autrement que d'après ce qui se lit dans Platon. Je ne sais pas ce que dit Platon, mais je sais bien qu'ayant longtemps et très intimement pratiqué Michel-Ange, ainsi que je l'ai fait, je n'ai jamais entendu sortir de sa bouche que des paroles très honnêtes et capables de réprimer les désirs déréglés et sans frein qui pourraient naître dans le cœur des jeunes gens. »
Giorgio Vasari est un peu moins cryptique dans Le Vite : « Par-dessus tous les autres, sans comparaison, il aima Tommaso dei Cavalieri, gentilhomme romain, jeune et passionné pour l’art. Il fit sur un carton son portrait grandeur nature — le seul portrait qu’il ait dessiné : car il avait horreur de copier une personne vivante, à moins qu’elle ne fût d’une incomparable beauté. »
La spéculation sur sa sexualité est enracinée dans sa poésie. Plusieurs historiens ont abordé le thème de la prétendue homosexualité de Michel-Ange en examinant ses vers dédiés à certains hommes comme Febo Dal Poggio, Gherardo Perini, Cecchino Bracci, Tommaso dei Cavalieri,,,. La séquence la plus longue montrant un profond sentiment d'amour, est écrite pour le jeune patricien romain Tommaso dei Cavalieri, qui a 23 ans lorsque Michel-Ange le rencontre pour la première fois en 1532, à l'âge de 57 ans,. Le florentin Benedetto Varchi décrit quinze ans plus tard Cavalieri comme d'une « beauté incomparable », avec « des manières gracieuses, une dotation si excellente et un comportement si charmant qu'il méritait en effet, et mérite encore, plus il est aimé, mieux il est connu ». Dans le sonnet dédié à Tommaso dei Cavalieri écrit en 1534, Michel-Ange dénonce l'habitude du peuple de vociférer sur ses amours. Sur le dessin de la Chute de Phaéton, au British Museum, Michel-Ange a écrit une dédicace à Tommaso de' Cavalieri. Les érudits s'accordent à dire que Michel-Ange s'est épris de Cavalieri. Les poèmes à Cavalieri constituent la première grande séquence de poèmes dans n'importe quelle langue moderne adressée par un homme à un autre; ils sont antérieurs de 50 ans aux Sonnets de Shakespeare à la belle jeunesse. Cavalieri est resté dévoué à Michel-Ange jusqu'à sa mort.
De nombreux sonnets sont également dédiés à Cecchino Bracci, dont Michel-Ange a conçu le tombeau dans la basilique Santa Maria in Aracoeli. À l'occasion de la mort prématurée de Cecchino, il écrit une épitaphe (publiée pour la première fois seulement en 1960) à forte ambiguïté charnelle qui, en fait, ne dit rien sur cette prétendue relation entre les deux. De plus, les épitaphes de Michel-Ange ont été commandées par Luigi Riccio et payées par lui par des dons en nature, alors que la relation entre Michel-Ange et Bracci n'était que marginale. Les nombreuses épitaphes écrites par Michel-Ange pour Cecchino ont été publiées à titre posthume par son neveu, qui cependant, effrayé par les implications homoérotiques du texte, aurait changé le sexe du destinataire en plusieurs points, en en faisant une femme. Les éditions suivantes reprennent le texte censuré, et seule les Rime des Éditions Laterza, en 1960, rétablit la version originelle.
Certains des objets d'affection de Michel-Ange et des sujets de sa poésie ont profité de lui : le modèle Febo di Poggio lui a demandé de l'argent en réponse à un poème d'amour, et un deuxième modèle, Gherardo Perini, l'a volé sans vergogne.
Le thème du nu masculin en mouvement est central dans toute l'œuvre de Michel-Ange, à tel point que son aptitude à représenter des femmes aux traits nettement masculins est également célèbre ; les Sibylles du plafond de la chapelle Sixtine en constituent le premier exemple. Ce n'est cependant pas une preuve irréfutable d'attitudes homosexuelles, mais il est indéniable que Michel-Ange n'a jamais représenté une de « Fornarina » ou une « Violante » : les protagonistes de son art sont toujours des individus masculins vigoureux.
Sa première rencontre avec Vittoria Colonna peut se situer en 1536 ou 1538. En 1539, Vittoria retourne à Rome où son amitié avec Michel-Ange grandit. Celui-ci l'aime énormément (au moins d'un point de vue platonicien) ; elle a une grande influence sur lui, probablement aussi religieuse. L'artiste lui consacre certains de ses poèmes les plus profonds et les plus puissants. Son biographe Ascanio Condivi rapporte également que Michel-Ange a regretté après sa mort de n'avoir jamais embrassé le visage de la veuve de la même manière qu'il lui avait serré la main.
Michel-Ange ne s'est jamais marié et ses amours avec des femmes ou des hommes ne sont pas documentées. Dans sa vieillesse, il se consacre à une religiosité intense et austère.

### Foi
Michel-Ange est un fervent catholique dont la foi s'est approfondie à la fin de sa vie. Sa poésie comprend les dernières lignes suivantes de ce qui est connu sous le nom de Poème 285 (écrit en 1554) : « Ni la peinture ni la sculpture ne pourront plus calmer mon âme, maintenant tournée vers cet amour divin qui a ouvert ses bras sur la croix pour nous prendre dedans,. »

## Caractéristiques physiques
En 2021, le paléopathologiste Francesco M. Galassi et l'anthropologue médico-légale Elena Varotto du Centre de recherche FAPAB à Avola (Sicile) ont examiné les chaussures et une pantoufle conservées à la Casa Buonarroti, qui, selon la tradition, appartenaient à Michel-Ange, en émettant l'hypothèse que l'artiste mesurait 1,60 mètre, une information qui rejoint ce qu'affirmait Vasari, qui, dans sa biographie de l'artiste, affirme que le maître était « de taille médiocre, large d'épaules, mais bien proportionné avec le reste du corps ».

## Technique sculpturale

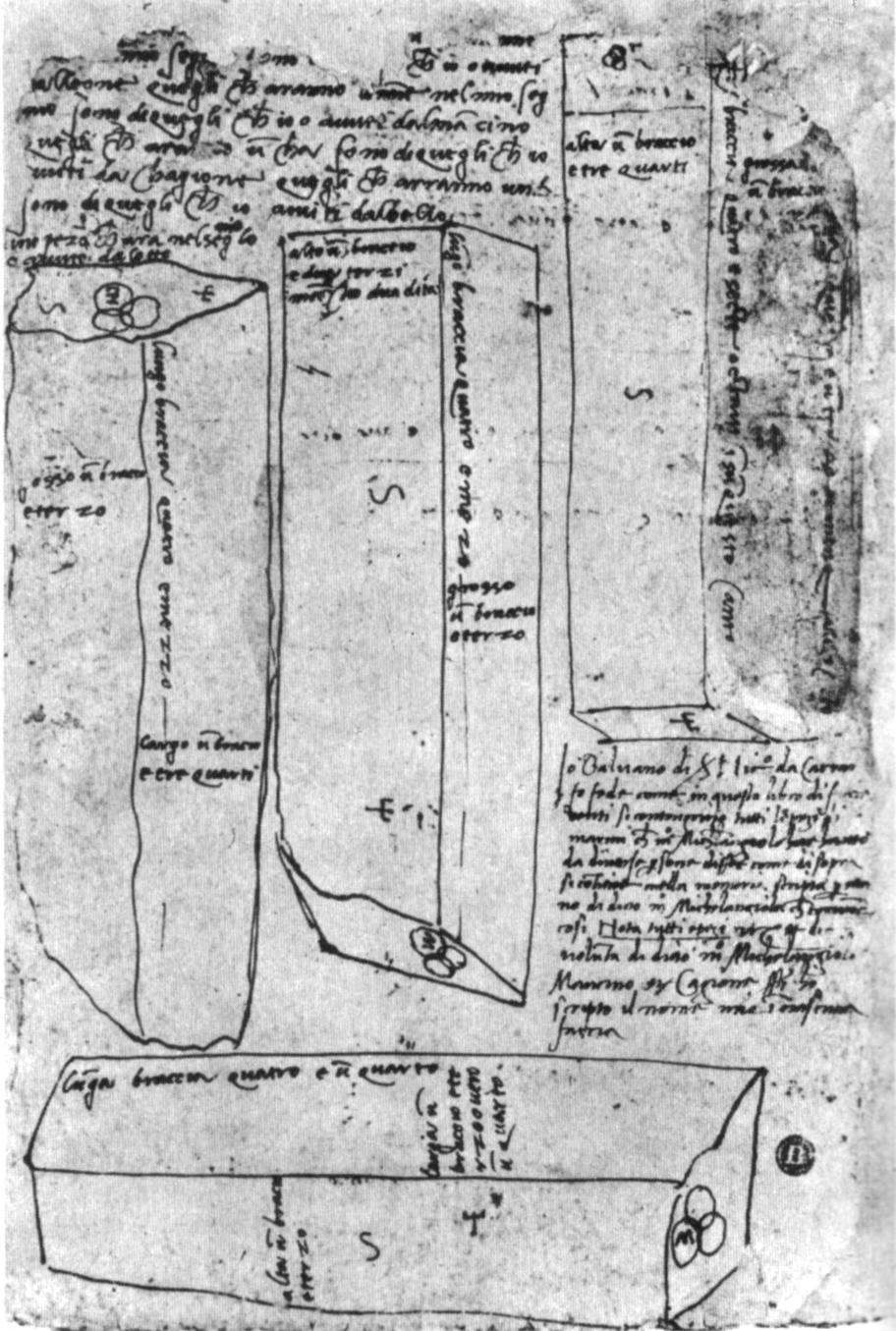
Esquisse explicative pour les carriers avec blocs et mesures, Casa Buonarroti.

D'un point de vue technique, Michel-Ange sculpteur, comme il arrive d'ailleurs souvent chez les brillants artistes, ne suit pas un processus de création lié à des règles fixes. Cependant, ses pratiques habituelles ou les plus fréquentes sont toujours traçables.
Michel-Ange est le premier sculpteur qui n'essaie jamais de colorer ou de dorer certaines parties des statues ; il préfère l'exaltation du « doux éclat » de la pierre à la couleur, souvent avec des effets de clair-obscur évidents dans les statues laissées sans la dernière finition, avec des coups de ciseau qui rehaussent la particularité du marbre.
Les seuls bronzes qu'il a réalisés sont détruits ou perdus (le David De Rohan et la Bénédiction Jules II) ; la rareté d'utilisation de ce matériau montre bien à quel point il n'aimait pas les effets « atmosphériques » dérivés de la pâte à modeler. Il s'est déclaré un artiste du « enlevé », plutôt que du « mettre », c'est-à-dire que pour lui la figure finale est issue d'un processus de soustraction de la matière jusqu'au centre du sujet sculptural, qui est comme déjà « emprisonné » dans le bloc de marbre. Il retrouve dans cette matière l'éclat calme des surfaces lisses et limpides, les plus aptes à sublimer l'épiderme des muscles solides de ses personnages.

### Études préparatoires

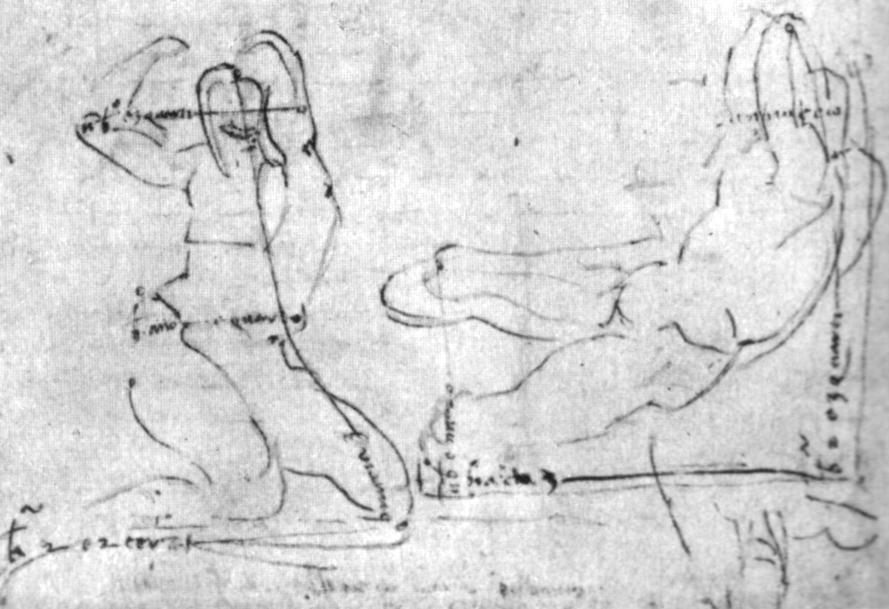
Étude pour un dieu fleuve en marbre, 1520-1525, British Museum.

La technique utilisée par Michel-Ange pour sculpter nous est connue par quelques traces dans des études et des dessins et par quelques témoignages. Il semble qu'au départ, selon l'usage des sculpteurs du XVIe siècle, il prépare des études générales et particulières sous forme d'esquisses et d'études. Il fournit alors personnellement aux carriers des dessins (en partie encore existants) qui donnent une idée précise du bloc à tailler, avec des mesures en coudées florentines, allant parfois jusqu'à tracer la position de la statue dans le bloc lui-même. Parfois, en plus des dessins préparatoires, il réalise des modèles en cire ou en argile, cuite ou non, objet de quelques témoignages, certes indirects, et dont certains sont encore conservés aujourd'hui, bien qu'aucun ne soit définitivement documenté. En revanche, il semble que le recours à un modèle aux dimensions définitives soit plus rare, dont subsiste cependant le témoignage isolé du Dieu Fleuve.
Au fil des ans, il limite les études préparatoires au profit d'une attaque immédiate de la pierre, mu par des idées urgentes, pourtant susceptibles d'être profondément modifiées au cours de la réalisation de l'ouvrage (comme dans la Pietà Rondanini).

### Préparation du bloc
La première intervention sur le bloc sorti de la carrière a eu lieu avec la cagnaccia, qui arrondit les surfaces lisses et géométriques selon le projet à réaliser. Il semble que ce n'est qu'après cette première appropriation du marbre que Michel-Ange trace un signe rudimentaire au fusain sur la surface rendue irrégulière, qui met en évidence le point de vue principal (c'est-à-dire frontal) de l'œuvre. La technique traditionnelle prévoit l'utilisation de carrés ou de rectangles proportionnels pour ramener les mesures des modèles aux mesures définitives, mais on dit que Michel-Ange fait cette opération « à l'œil ». Une autre procédure des étapes initiales de la sculpture consiste à transformer la trace de charbon de bois en une série de petits trous qui guident la fente lorsque la marque disparait.

### Ébauche

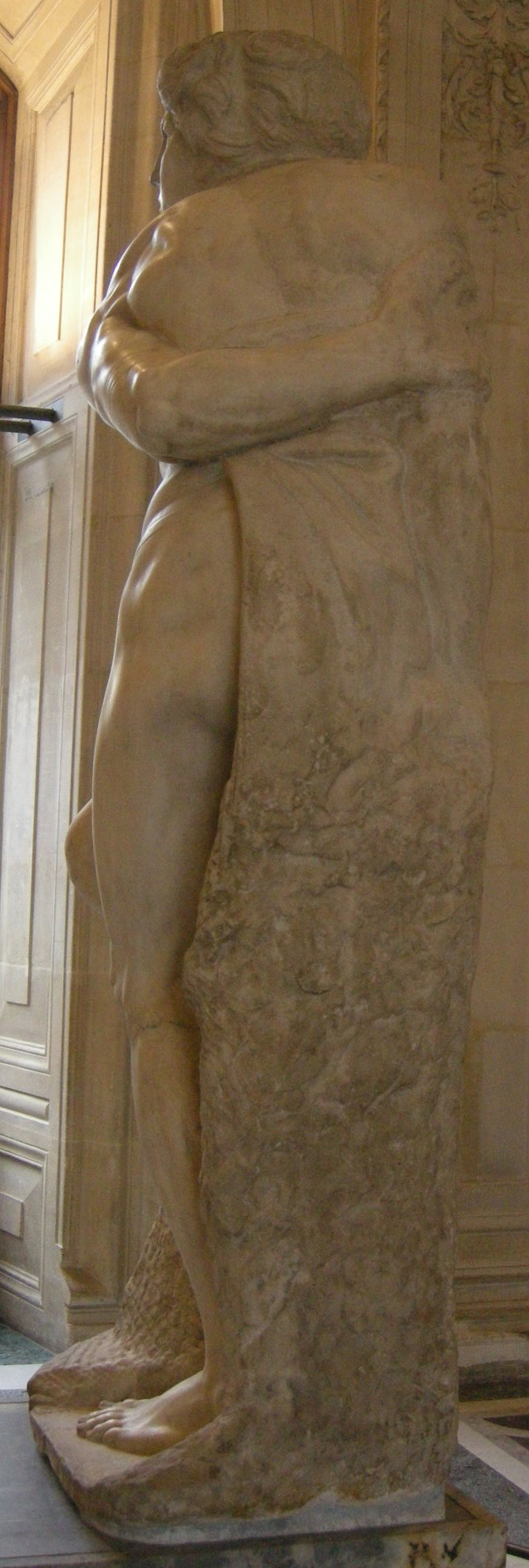
Esclave rebelle, détail.

Le véritable travail de sculpture commence à ce stade, qui affecte le marbre à partir du point de vue principal, laissant intactes les parties les plus saillantes et pénétrant progressivement dans les couches plus profondes. Cette opération se fait avec un maillet et un gros ciseau pointu, la subbia. Il existe un témoignage précieux de Blaise de Vigenère dans Les images, qui a vu le maître, alors âgé de plus de soixante ans, travailler un bloc dans cette phase : malgré l'apparence « pas des plus robustes » de Michel-Ange, on se souvient de lui en jetant « des flocons d'un marbre très dur en un quart d'heure », mieux que ce que trois jeunes tailleurs de pierre auraient pu faire en trois ou quatre fois plus de temps, et il se précipite « sur le marbre avec tant d'élan et de fureur, qu'il me fait croire que l'ensemble le travail devait s'effondrer. D'un seul coup, il détachait des éclats de trois ou quatre doigts d'épaisseur, et avec une telle exactitude au trait tracé, que s'il avait retiré un peu plus de marbre, il risquait de tout gâcher ».
Le témoignage de Vasari et de Benvenuto Cellini, deux admirateurs de Michel-Ange, qui insistent avec conviction sur le fait que l'œuvre doit d'abord être travaillée comme s'il s'agissait d'un relief, se moquant du processus de démarrage sur tous les côtés du bloc, puis s'apercevant que les vues latérale et arrière ne coïncident pas avec la vue de face, nécessitant ainsi des « réparations » avec des morceaux de marbre, selon un procédé qui « est un art de certains cordonniers, qui le font très mal ». Michel-Ange n'a sûrement pas utilisé de « raccommodages », mais il ne peut être exclu que lors de la réalisation du point de vue frontal, il n'ait négligé les vues secondaires. Ce procédé est évident dans certaines œuvres inachevées, comme les célèbres Esclaves qui semblent s'affranchir de la pierre.

### Sculpture et nivellement
Après que la subbia a éliminé beaucoup de matière, la recherche de la profondeur s'effectue à l'aide de ciseaux dentés : Vasari en décrivit deux types, le calcagnuolo, trapu et muni d'une encoche et de deux dents, et la gradina, plus fine et munie de deux encoches et trois dents ou plus. À en juger par les traces qui subsistent, Michel-Ange a dû préférer la seconde, avec laquelle la sculpture procède « tout avec douceur, graduant la figure avec la proportion de muscles et de plis » : ce sont les hachures bien visibles dans diverses de ses œuvres, comme sur le visage de l'Enfant de la Pitti Tondo, qui coexistent souvent à côté de zones qui viennent d'être dégrossies à la subbia ou aux personnalisations initiales les plus simples du bloc, comme dans le Saint Matthieu.
La phase suivante consiste à niveler avec un burin plat, ce qui élimine les traces de la gradina (une étape à mi-parcours du travail est visible dans Le Jour ), à moins que cette opération ne soit réalisée avec la gradina elle-même.

### Finition
Il semble évident que Michel-Ange, impatient de voir « vibrer » les formes conçues, passe d'une opération à l'autre, réalisant en même temps les différentes phases opératoires. La logique supérieure qui coordonne les différentes parties restant toujours évidente, la qualité du travail est toujours très élevée, même dans les différents niveaux de finition, expliquant ainsi comment il peut interrompre le travail alors que l'ouvrage est encore « inachevé », avant même la dernière phase, souvent préparée par les assistants, dans laquelle la statue est lissée avec des grattoirs, des limes, de la pierre ponce et, enfin, des bottes de paille. Ce lissage final, présent par exemple dans la Pietà du Vatican, garantit pourtant cet éclat extraordinaire, qui se détache de la granularité des œuvres des maîtres toscans du XVe siècle.

## Non finito
Dans l'œuvre complexe de Michel-Ange, la question du non finito demeure l'une des plus difficiles pour les savants : le nombre de statues laissées inachevées par l'artiste est en effet si élevé qu'il est peu probable que les seules causes soient des facteurs contingents échappant au contrôle du sculpteur, rendant très probable sa volonté directe et une certaine complaisance pour le non finito.
Les explications proposées par les chercheurs vont des facteurs de caractère (la désaffection continue de l'artiste pour les commandes entamées) aux facteurs artistiques (le non finito comme facteur expressif supplémentaire). Les œuvres inachevées semblent lutter contre la matière inerte pour parvenir à la lumière, comme dans le cas célèbre des Esclaves, ou bien elles ont des contours flous qui différencient les plans spatiaux, comme dans le Tondo Pitti, ou encore elles deviennent des types universels, sans caractéristiques somatiques bien définies, comme dans le cas des allégories des tombeaux des Médicis.
Certains ont lié la plupart des œuvres inachevées à des périodes de fort trouble intérieur de l'artiste, combinées à une insatisfaction constante, qui auraient pu entraîner l'arrêt prématuré de l'ouvrage. D'autres se sont concentrés sur des raisons techniques, liées à la technique sculpturale particulière de Michel-Ange basée sur le « levare » et presque toujours confiée à l'inspiration du moment, toujours sujette à des variations. Ainsi, une fois arrivé à l'intérieur du bloc, à une forme obtenue en effaçant trop de pierre, il pouvait arriver qu'un changement d'idée ne soit plus possible au stade alors atteint, qui offrirait les conditions pour pouvoir poursuivre le travail, comme dans la Pieta Rondanini.
Les Prisonniers et la Pietà sont des exemples de l'« inachevé » de Michel-Ange voulant représenter « la lutte de l'esprit pour se libérer de la matière », principe qui implique une participation active de la part du spectateur pour les compléter visuellement. On se reportera aux écrits de Delacroix[réf. nécessaire] qui aborde également le rôle des disproportions dans son esthétique.

### Influence du néoplatonisme

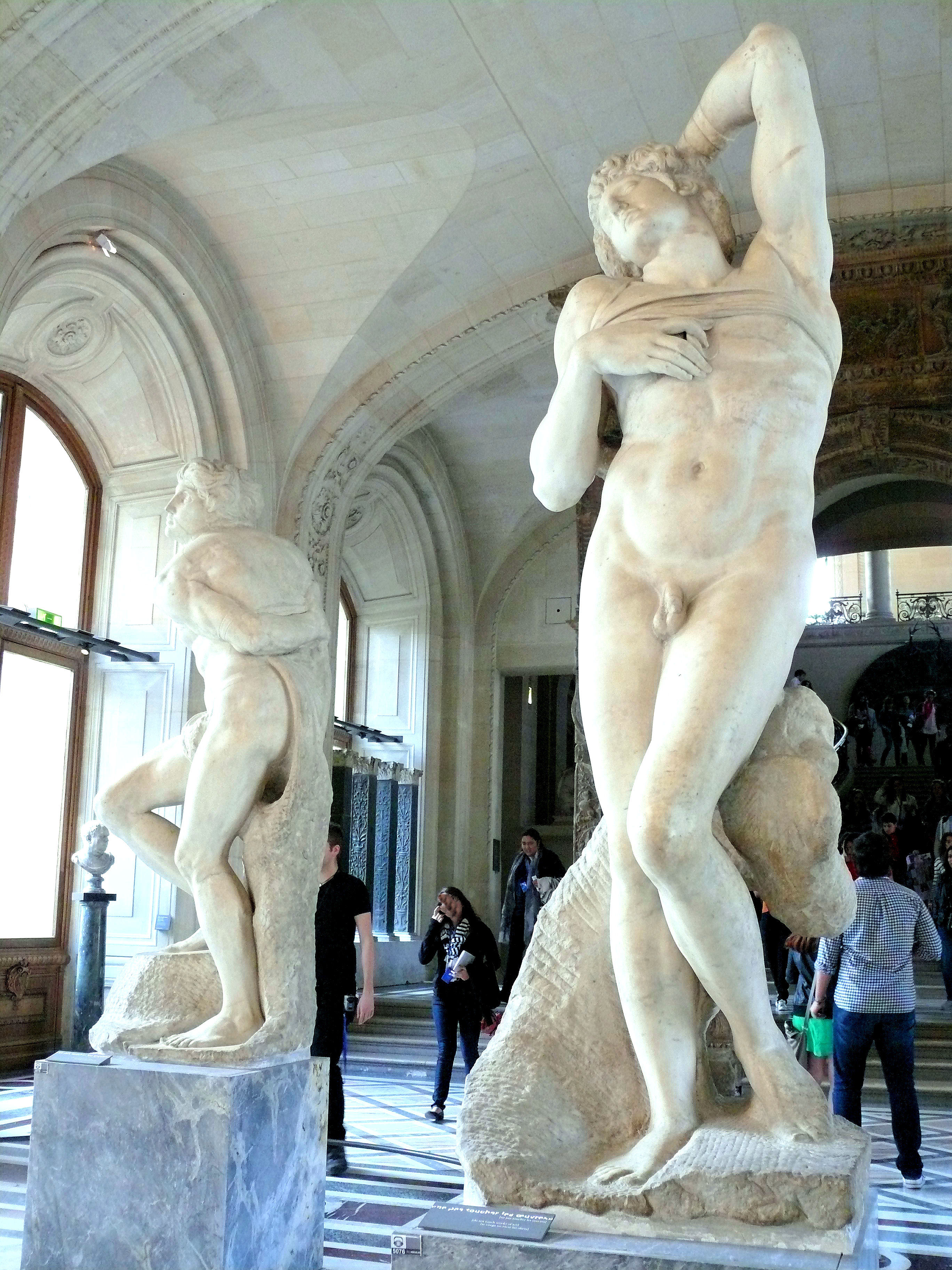
L'Esclave mourant (1513-1516), 229 cm, Paris, musée du Louvre.

Michel-Ange est un artiste phare de la Renaissance de par la grandeur de ses œuvres, il a été extrêmement influencé par le néoplatonisme qui désigne tout d'abord la tradition philosophique revendiquée par Platon (un philosophe antique de la Grèce classique).
Rappelons que la pratique artistique de Michel-Ange était tout entière vouée à l’expression de la pensée dont les aspects sont nécessairement changeants, mouvants, contradictoires. Dans le non finito que Michel-Ange pratique, l’œuvre est entièrement subordonnée à la pensée, l’artiste est libre de suspendre le travail de l’œuvre dès que la pensée qui en était à l’origine se trouve suffisamment exprimée. Le néoplatonisme reprend et radicalise certains des thèmes de la philosophie de Platon notamment dans la méfiance envers le corps. Pour les néoplatoniciens le corps est une prison terrestre. On retrouve cette idée dans certaines sculptures de Michel Ange et plus particulièrement dans celle de l'Esclave Mourant. Pour la réalisation de son incontournable œuvre, l'artiste voit déjà dans le marbre la silhouette de la future statue et veut l'ajuster au centimètre près aux formes du bloc brut. L'homme entretient avec le marbre une relation quasi charnelle. Cette figure d'esclave (exécutée entre 1513 et 1516), destinée initialement au tombeau de Jules II fut écartée dès 1542 de la version définitive du tombeau. Après la mort de Jules II l'artiste reprend alors les sculptures du projet de tombeau. On observe que des similitudes dans les postures improbables de la chapelle Sixtine semblent avoir été reproduites.
Ainsi, un singe à peine ébauché tenant la main à un objet rond apparait derrière le dos de l'Esclave mourant. Les interprétations de ce détail sont particulièrement nombreuses. Symbole de l'art qui singe la nature, « ars simia naturae (condivi) » ; signe de l'infériorité animale de l'homme, dont l'âme est enchaînée au corps, et bien d'autres plus complexes. En réalité, ce personnage est bien loin d'être mourant, mais il est absorbé dans un songe qui le place entre deux états : à savoir celui de la sensualité langoureuse qui irradie ce corps d'éphèbe adolescent, et celui du prisonnier dont les liens se résument à des bandes symboliques visibles sur la poitrine et les épaules notamment. Le corps semble être en déséquilibre, on retrouve ici le contrapposto. Cette sculpture renvoie à cette idée d'emprisonnement et à cette tourmente dont fait l'objet l'artiste. Elle renvoie à la contrainte extrême, à une contrainte physique ou abstraite dont il est nécessaire de s'évader, de fuir à tout prix. Elle exprime une aspiration farouche à la liberté spirituelle, esthétique et politique. Celle qui semble animer l'artiste lui-même, artiste prisonnier des contingences terrestres, humaines et sociales de l'époque, mais éternel insoumis.
Cette statue, qui reste inachevée, est offerte en 1546 par Michel-Ange à son ami Roberto Strozzi, qui, en exil, en fait lui-même don ensuite au roi de France François Ier. Elle est aujourd'hui conservée à Paris au musée du Louvre depuis le 28 août 1794.
L’Esclave mourant est l’une des statues les plus harmonieuses et sensuelles de Michel-Ange. Le déhanchement du corps (contrapposto) du jeune homme lui donne un équilibre instable. En effet, une force monte à travers la jambe gauche, jusqu’au sommet du coude replié, puis redescend du côté opposé, à travers la tête légèrement penchée, le bras ramené sur la poitrine et le pied qui semble s’enfoncer dans le sol. La bande d’étoffe qui enserre sa poitrine semble être la matérialisation du poids qui opprime son âme. À ses pieds, dans la masse encore rustique de la pierre, est ébauchée la figure d’un singe. La force indicible, qui se dégage de ce corps tourmenté, irradie. Et l’inachèvement renforce encore cette impression de puissance.

## Vierges à l'Enfant

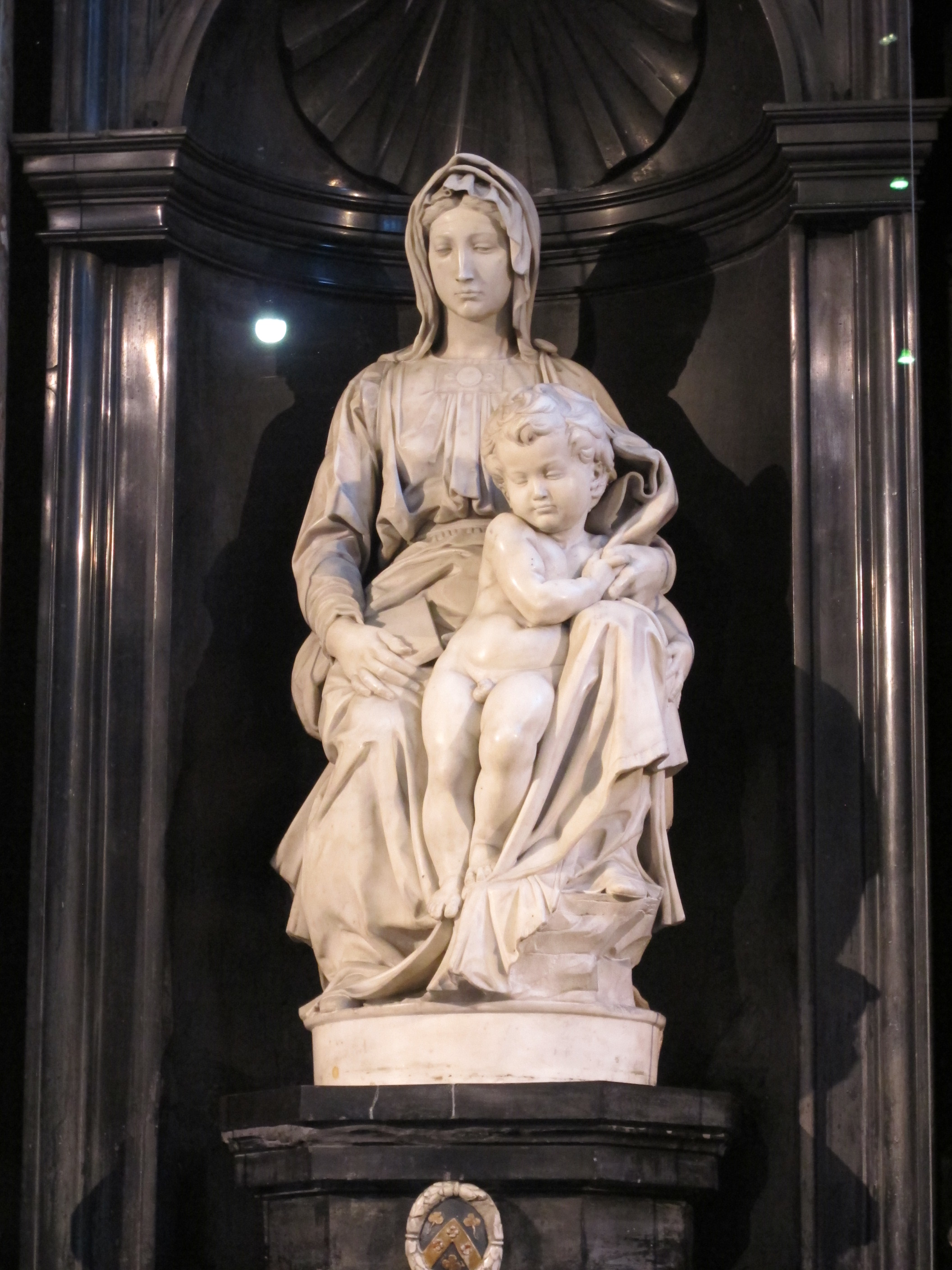
Madone de Bruges.

La Vierge à l'escalier est la première œuvre connue de Michel-Ange en marbre, sculptée en relief peu profond, une technique souvent employée par le maître-sculpteur du début du XVe siècle, Donatello, et d'autres tels que Desiderio da Settignano. Alors que la Vierge est de profil, aspect le plus facile pour un relief peu profond, l'Enfant affiche un mouvement de torsion qui deviendra caractéristique de l'œuvre de Michel-Ange. Le Tondo Taddei de 1502 montre l'Enfant Jésus effrayé par un bouvreuil, symbole de la Crucifixion. La forme animée de l'Enfant a ensuite été adaptée par Raphaël dans La Madone Bridgewater. Dans la Madone de Bruges, l'Enfant, contrairement à d'autres statues de ce type représentant la Vierge présentant fièrement son fils, est représenté au moment de sa création, retenu par la main serrée de sa mère, sur le point d'entrer dans le monde. Le Tondo Doni, représentant la Sainte Famille, reprend des éléments des trois œuvres précédentes : la frise de personnages en arrière-plan a l'apparence d'un bas-relief, tandis que la forme circulaire et les formes dynamiques font écho au Tondo Tadei. Le mouvement de torsion présent dans la Madone de Bruges est accentué dans le tableau. L'ouvrage annonce les formes, le mouvement et la couleur que Michel-Ange emploiera pour le plafond de la Chapelle Sixtine.

## Figures masculines

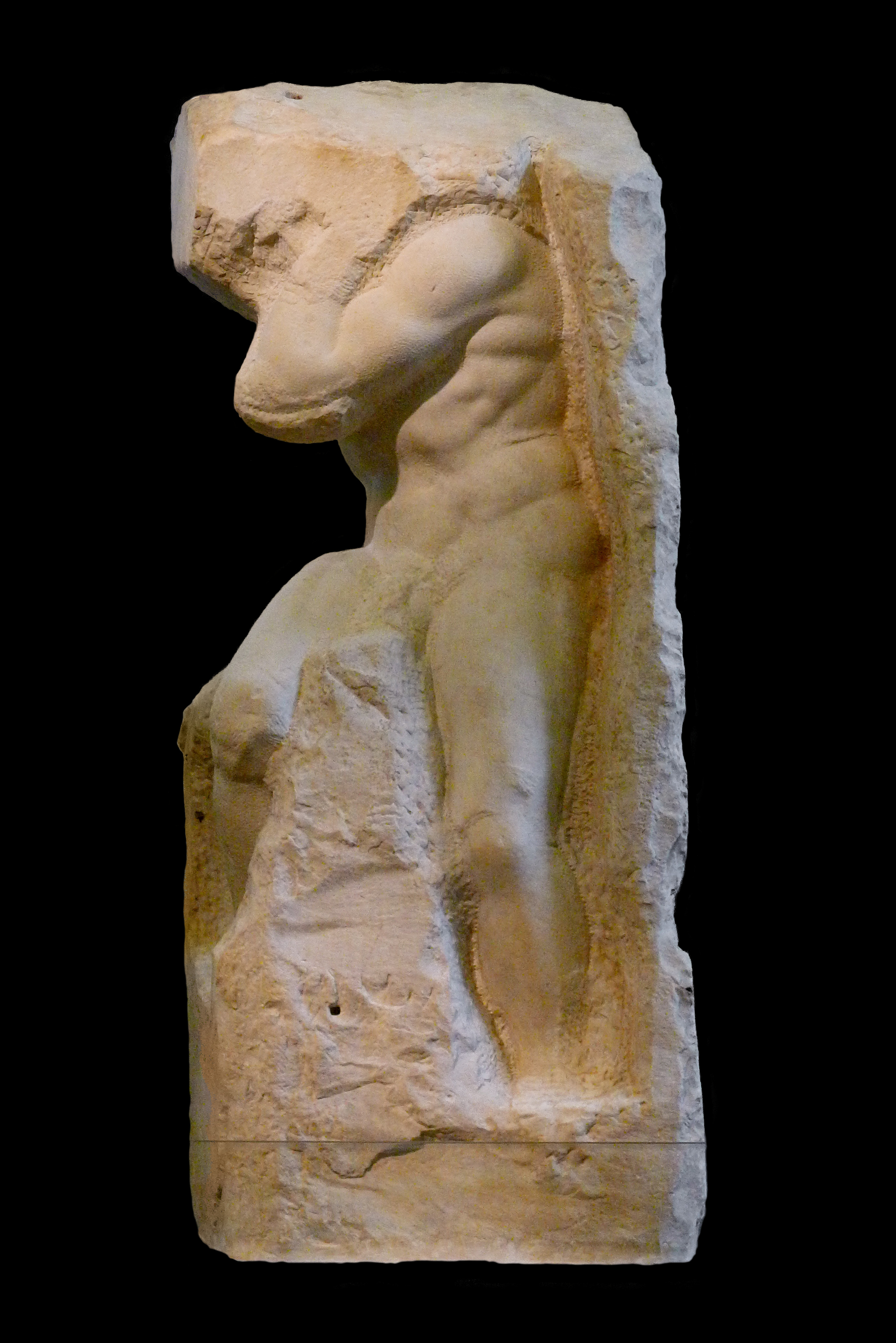
Atlas esclave.

L' Ange agenouillé est l'une de ses premières œuvres, l'une des nombreuses que Michel-Ange crée dans le cadre d'un grand projet décoratif pour le sépulcre de saint Dominique dans l'église dédiée à ce saint à Bologne. Plusieurs autres artistes ont travaillé sur le projet, à commencer par Nicola Pisano au XIIIe siècle. À la fin du XVe siècle, le projet est dirigé par Niccolò dell'Arca. Un ange tenant un chandelier, de Niccolò, est déjà en place. Bien que les deux anges forment une paire, il y a un grand contraste entre les deux œuvres, celle représentant un enfant délicat aux cheveux flottants vêtu de robes gothiques aux plis profonds, et celle de Michel-Ange représentant un jeune homme robuste et musclé avec des ailes d'aigle, vêtu d'un vêtement de style classique. Tout dans l'Ange de Michel-Ange est dynamique.
Le Bacchus de Michel-Ange est une commande avec un sujet précis, le jeune Dionysos, dieu du vin. La sculpture a tous les attributs traditionnels, une couronne de vigne, une coupe de vin et un faon, mais Michel-Ange a ingéré un air de réalité dans le sujet, le représentant avec des yeux troubles, une vessie enflée et une position qui suggère qu'il est instable sur ses pieds. Si l'œuvre s'inspire clairement de la sculpture classique, elle est innovante par son mouvement rotatif et sa qualité fortement tridimensionnelle, qui incite le spectateur à la regarder sous tous les angles.
Dans L'Esclave mourant, Michel-Ange a de nouveau utilisé la figure avec un contrapposto marqué pour suggérer un état humain particulier, dans ce cas le réveil. Avec L'Esclave rebelle, l'une des deux premières figures du Tombeau de Jules II aujourd'hui au Louvre, le sculpteur parvient à un état presque achevé. Ces deux œuvres auront une profonde influence sur la sculpture ultérieure, notamment sur Auguste Rodin qui les étudie au musée du Louvre. L' Atlas esclave est l'une des dernières figures du Tombeau de Jules II. Les œuvres, connues collectivement sous le nom des Esclaves, montrent chacune le personnage luttant pour se libérer des liens du rocher dans lequel il est placé. Les œuvres donnent un aperçu unique des méthodes sculpturales employées par Michel-Ange et de sa manière de révéler ce qu'il percevait dans la roche.

## Compositions
Le relief de la Bataille des Centaures, créé alors que le jeune Michel-Ange participe encore à l'Académie des Médicis, est un relief inhabituellement complexe : il montre un grand nombre de personnages impliqués dans une lutte vigoureuse. Un tel désordre complexe de personnages est rare dans l'art florentin, où il ne se trouve généralement que dans des représentations soit du Massacre des Innocents, soit des tourments de l'enfer. Le traitement en relief, dans lequel certaines des figures se projettent audacieusement, peut indiquer la familiarité de Michel-Ange avec les reliefs de sarcophages romains de la collection de Laurent de Médicis, les panneaux de marbre similaires créés par Nicola et Giovanni Pisano, et avec les compositions figuratives des portes du baptistère Saint-Jean de Florence de Lorenzo Ghiberti[réf. nécessaire].
La composition de la Bataille de Cascina n'est connue dans son intégralité qu'à partir de copies, car le carton original, selon Vasari, était tellement admiré qu'il s'est détérioré et a finalement terminé en morceaux. Il reflète le soulagement antérieur dans l'énergie et la diversité des personnages avec de nombreuses postures différentes ; beaucoup sont vus de dos, alors qu'ils se tournent vers l'ennemi qui approche et se préparent au combat.
Dans Le Jugement dernier, il a été suggéré que Michel-Ange s'est inspiré d'une fresque de Melozzo da Forlì dans la basilique des Saints-Apôtres de Rome. Melozzo avait représenté des personnages sous différents angles, comme s'ils flottaient dans le ciel et vus d'en bas. La figure majestueuse du Christ, avec un manteau soufflé par le vent, y démontre un degré de raccourcissement de la figure qui avait également été employée par Andrea Mantegna, mais n'était pas habituelle dans les fresques des peintres florentins. Dans Le Jugement dernier, Michel-Ange a l'occasion de représenter, à une échelle sans précédent, des personnages en train de monter au ciel ou de tomber et d'être entraînés vers le bas.
Dans les deux fresques de la Chapelle Pauline, Le Crucifiement de saint Pierre et La Conversion de Paul, Michel-Ange utilise les différents groupes de personnages pour transmettre un récit complexe. Dans Le Crucifiement de saint Pierre, les soldats creusent le trou du poteau et s'affairent à élever la croix pendant que diverses personnes regardent et discutent des événements. Un groupe de femmes horrifiées se regroupe au premier plan, tandis qu'un autre groupe de chrétiens est conduit par un homme de grande taille pour assister aux événements. Au premier plan à droite, Michel-Ange sort du tableau avec une expression de désillusion.

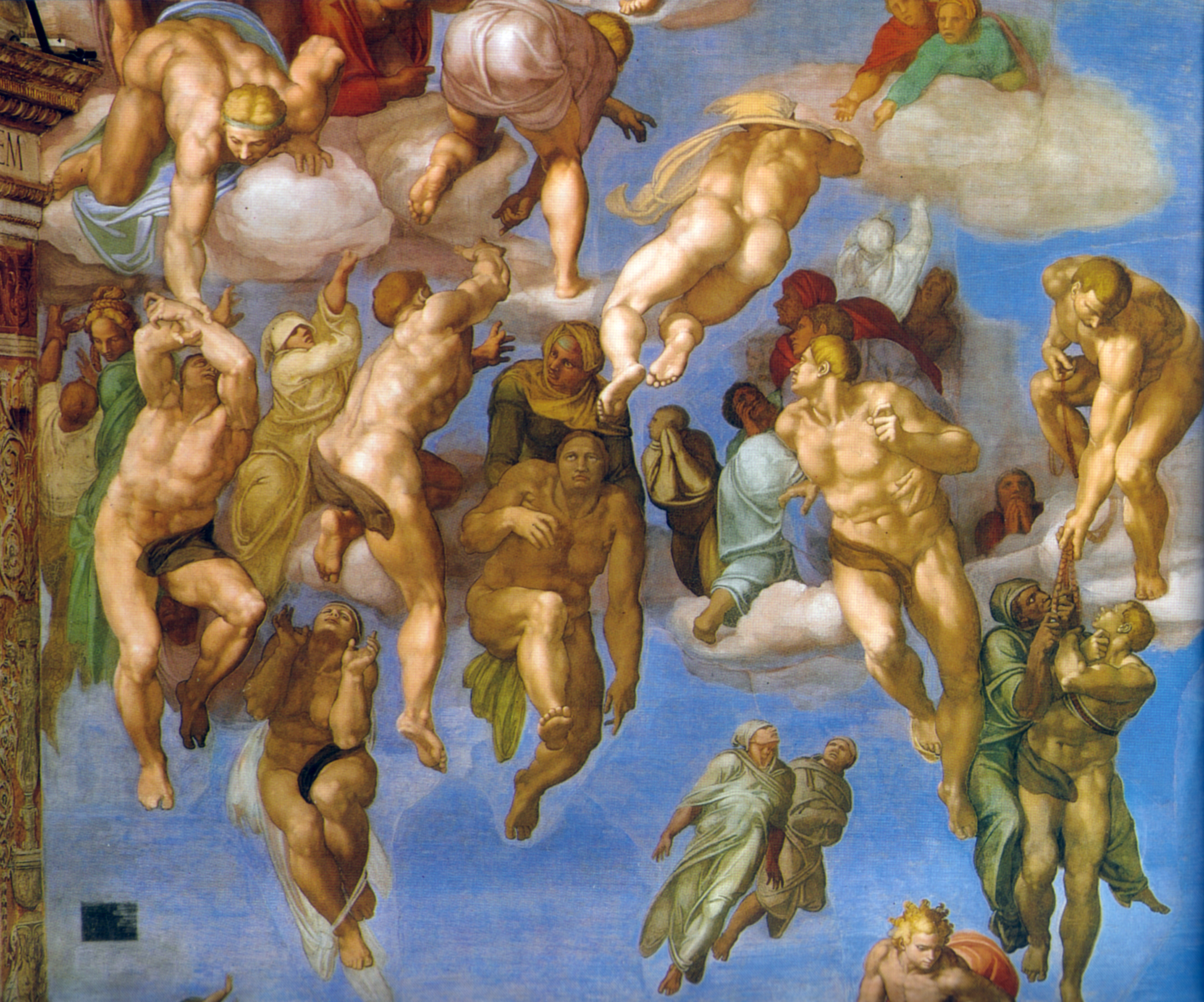
Le Jugement dernier, détail.
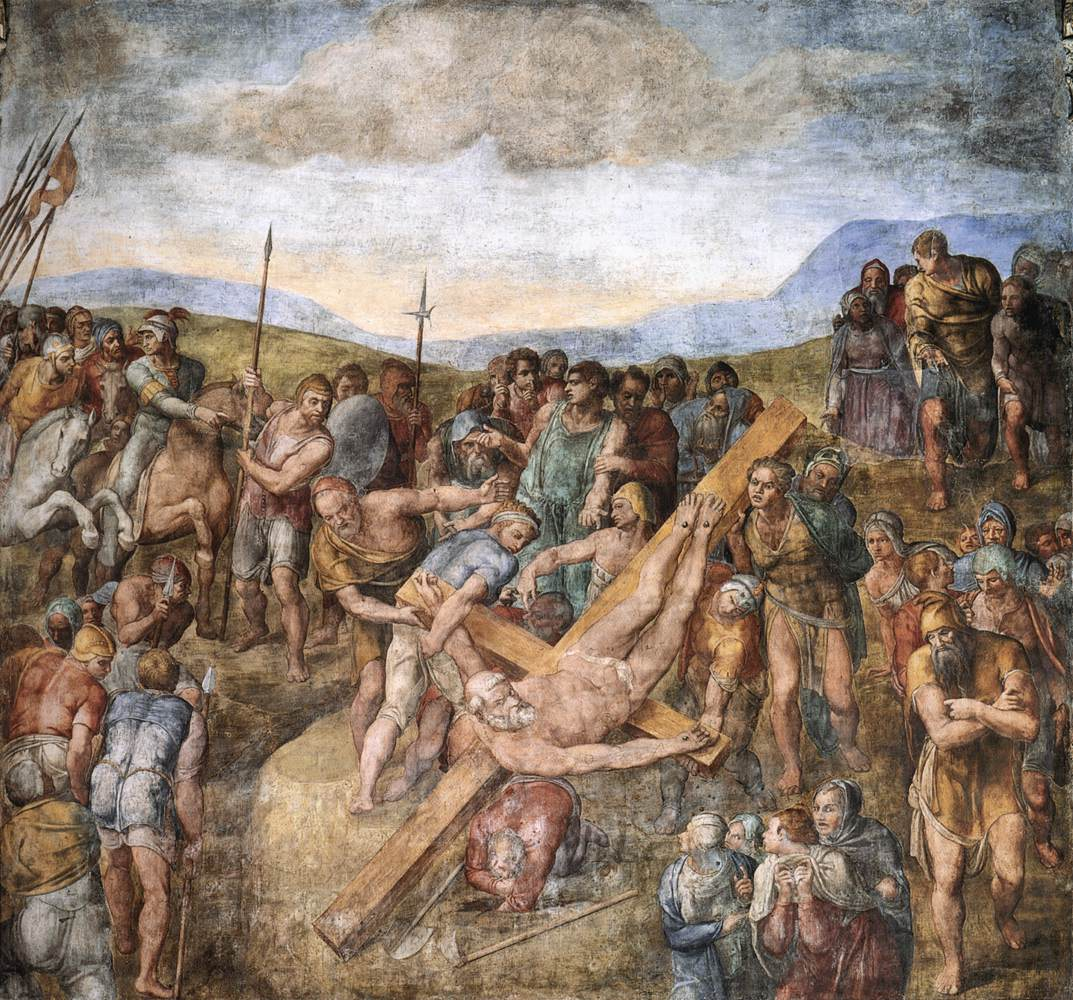
Le Crucifiement de saint Pierre.

## Architecture et urbanisme
En 1505, Michel-Ange conçoit le tombeau du pape Jules II dont le projet initial, devant être placé au centre de la basilique Saint-Pierre de Rome, ne sera jamais réalisé ; seul un cénotaphe subsiste avec seulement quelques statues de Michel-Ange. En 1521, il réalise l'un des chefs-d'œuvre de l'architecture de la Renaissance avec la Sagrestia Nuova de la basilique San Lorenzo de Florence, qui abrite les tombeaux des Médicis. Le pape Clément VII (un Médicis) mandate Michel-Ange pour le décor de la bibliothèque Laurentienne ainsi que de l'escalier monumental, du vestibule, des lutrins et des sièges de la grande salle que Bartolomeo Ammannati réalisera avec Giovanni Battista del Tasso. Michel-Ange conçoit l'extraordinaire vestibule avec des colonnes encastrées dans des niches, et un escalier qui semble se déverser hors de la bibliothèque comme une coulée de lave, selon Nikolaus Pevsner, « … révélant le maniérisme dans sa forme architecturale la plus sublime. »

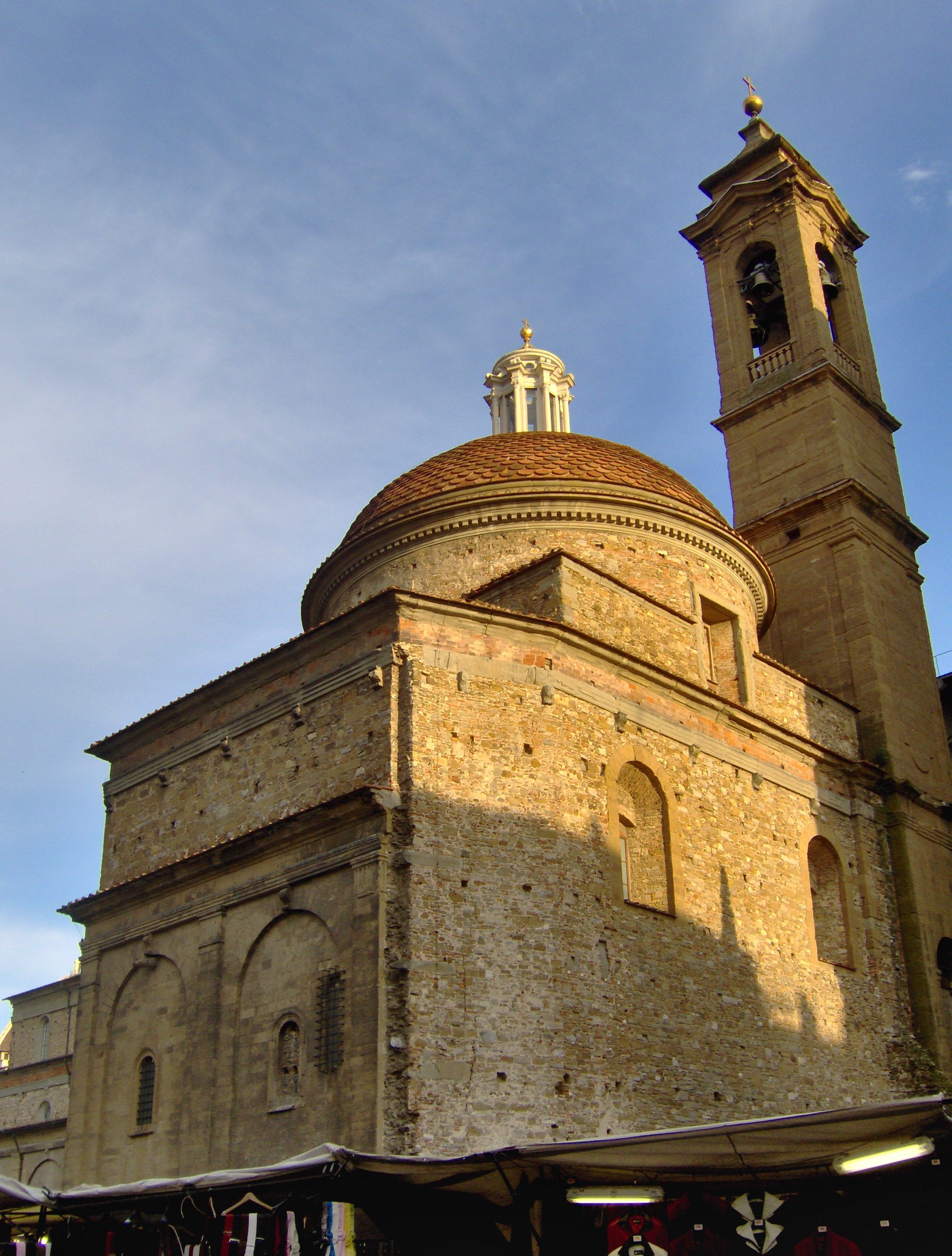
La Sagrestia Nuova (1520-1533), Florence.
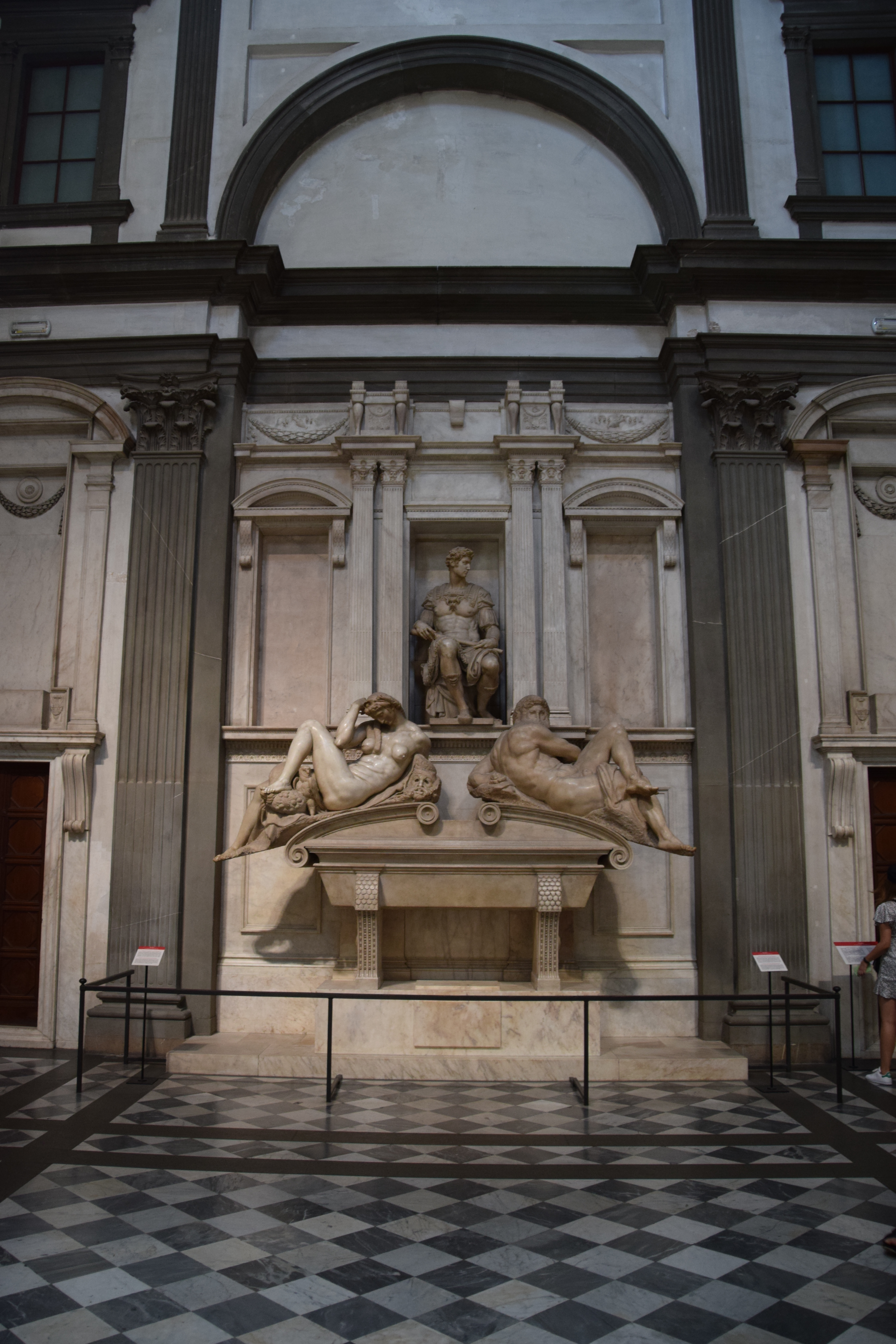
La Sagrestia Nuova (1520-1533), Florence.
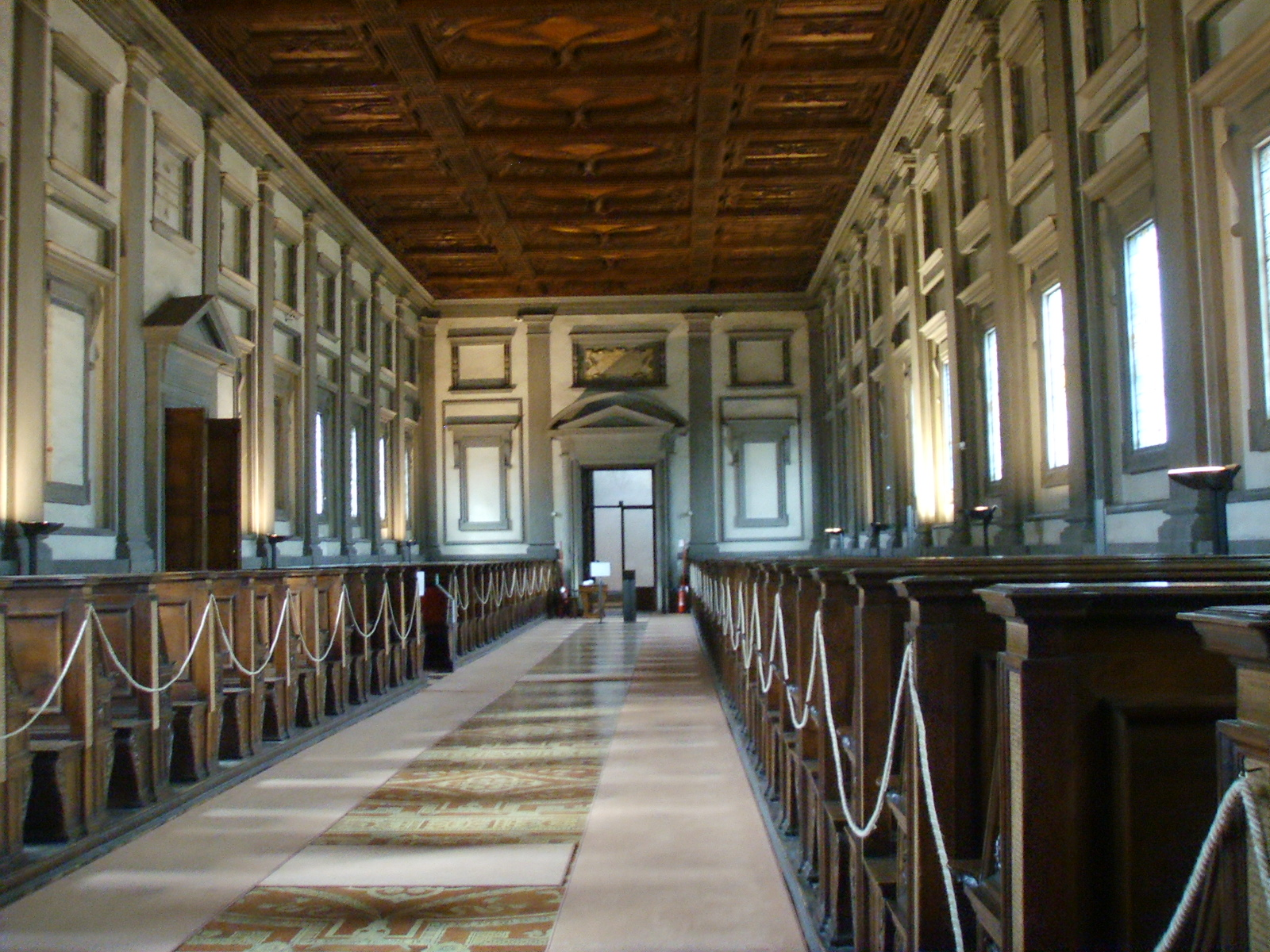
Salle de lecture de la bibliothèque Laurentienne (1524-1571), Florence.
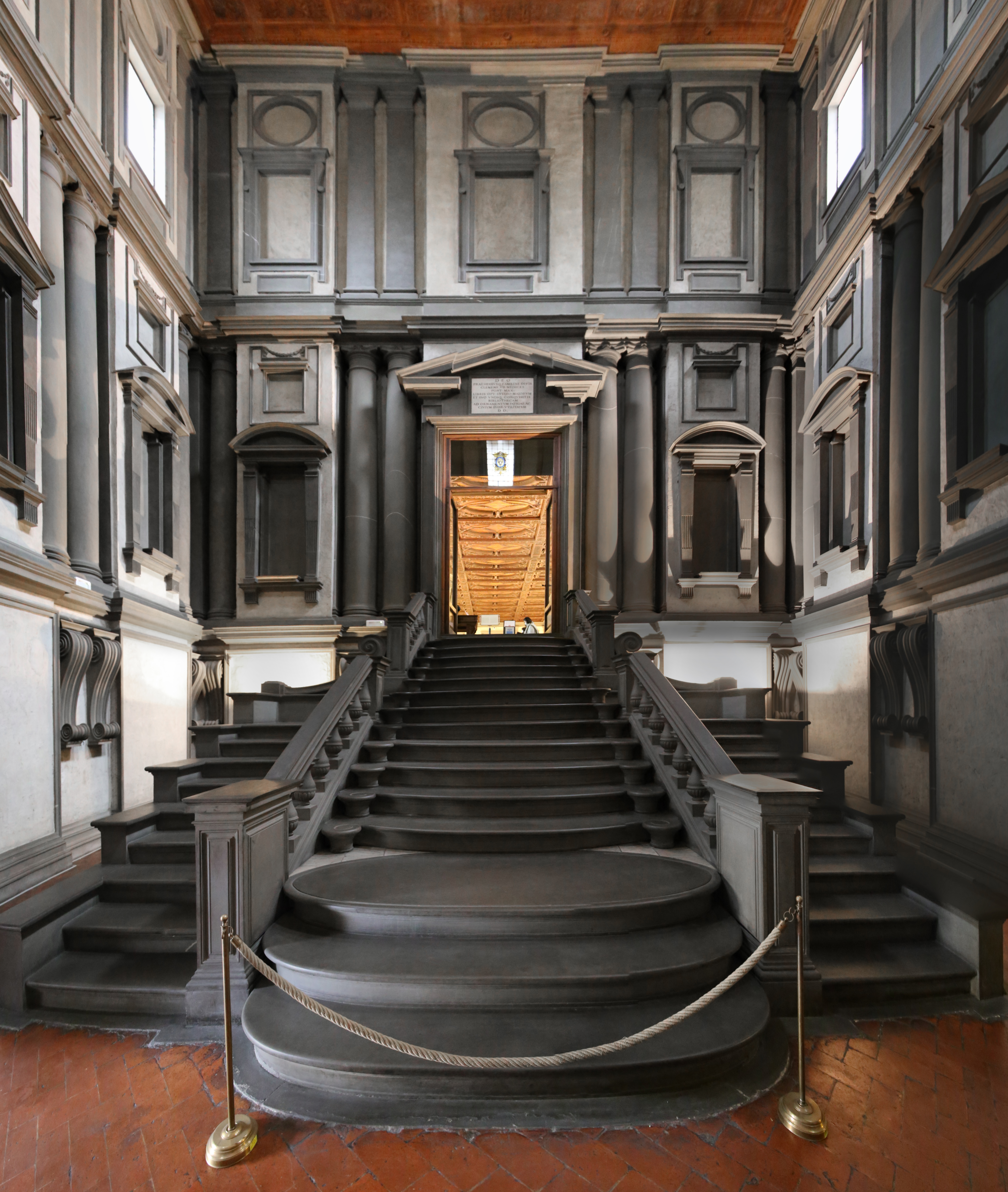
L'escalier monumental de la bibliothèque Laurentienne (1524-1571), Florence.

Il est chargé de l'aménagement de la Place du Capitole (Rome), en 1538, par le pape Paul III, né Alexandre Farnèse ; il commence dès 1536 par la réalisation de l'escalier donnant sur la ville. Il y construit aussi le Palais sénatorial. En 1546, Michel-Ange produit la conception ovoïde très complexe pour le trottoir du Capitole et commence à concevoir un étage supérieur pour le palais Farnèse. Nommé architecte de la basilique Saint-Pierre de Rome en 1546, il entreprend l'année suivante d'achever la basilique commencée sur un projet de Bramante et poursuivie avec plusieurs projets intermédiaires de plusieurs architectes. Michel-Ange revient au dessin de Bramante en conservant la forme et les concepts de base, en simplifiant et en renforçant le dessin pour créer un ensemble plus dynamique et unifié. Bien que les gravures de la fin du XVIe siècle montrent le dôme avec un profil hémisphérique, le dôme conçu par Michel-Ange est quelque peu ovoïde, et le produit final, tel que complété par Giacomo della Porta, l'est davantage. Parallèlement, il achève le palais Farnèse en 1546 ; la Porta Pia sera son ultime réalisation en 1564.
Les commandes architecturales de Michel-Ange comprennent un certain nombre qui n'ont pas été réalisées, notamment la façade de la basilique San Lorenzo à Florence pour laquelle Michel-Ange a fait construire un modèle en bois, mais qui reste à ce jour en brique brute inachevée.

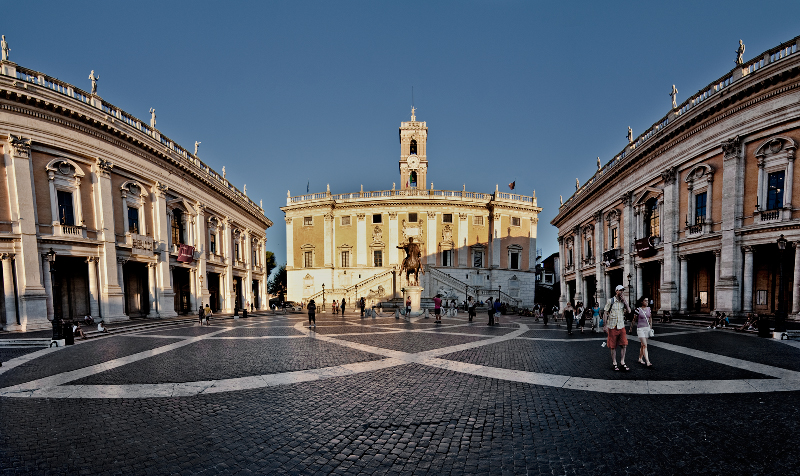
Place du Capitole, Rome.
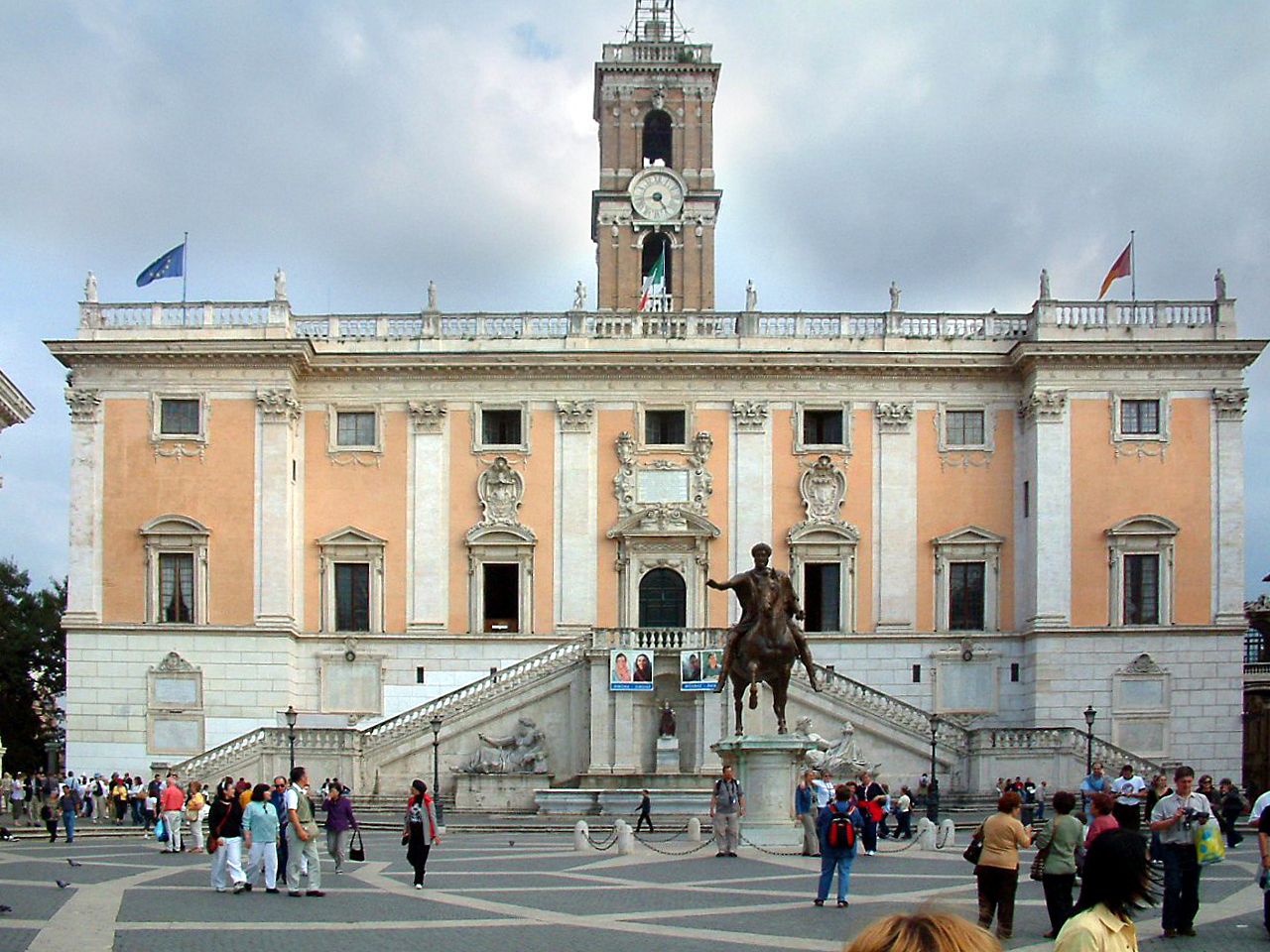
Palais sénatorial, Rome.
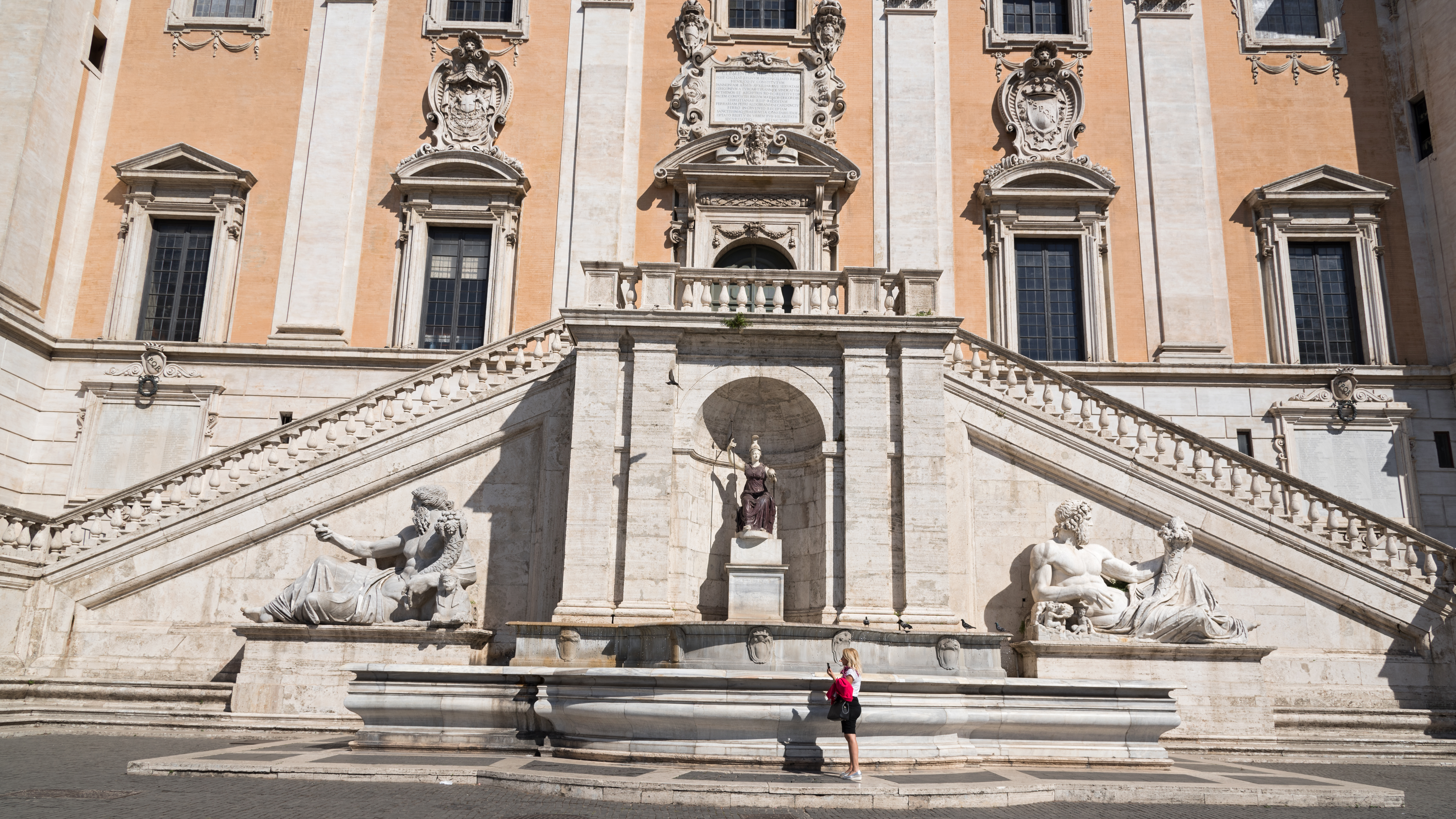
Place du Capitole, Rome.
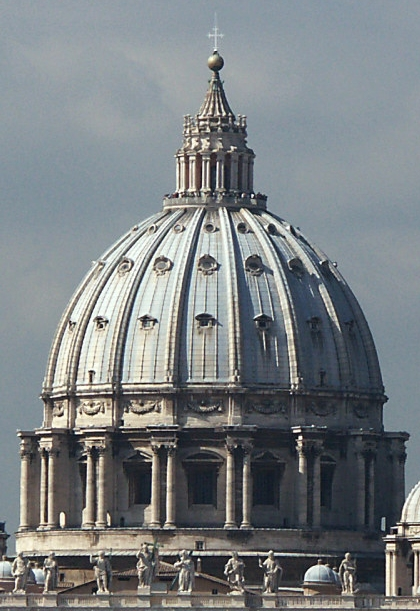
Le dôme de Saint-Pierre de Rome.

## Dessins
Les dessins de Michel-Ange sont notamment conservés à la National Gallery of Art à Washington D.C., au musée du Louvre à Paris, au musée Condé de Chantilly. Notons, entre autres,  La Sainte Famille acquise par le Getty Center de Los Angeles, et une Étude d'homme nu (sanguine sur traces de stylet, 32,7 × 20 cm) conservée aux Beaux-Arts de Paris qui évoque par sa puissance et son déhanché L'Esclave rebelle du musée du Louvre, mais dont l'élongation gracieuse du corps rappelle L'Esclave mourant du même musée. Elle peut aussi être rapprochée de L'Esclave jeune de la Galleria dell'Academia de Florence.

## Poésie

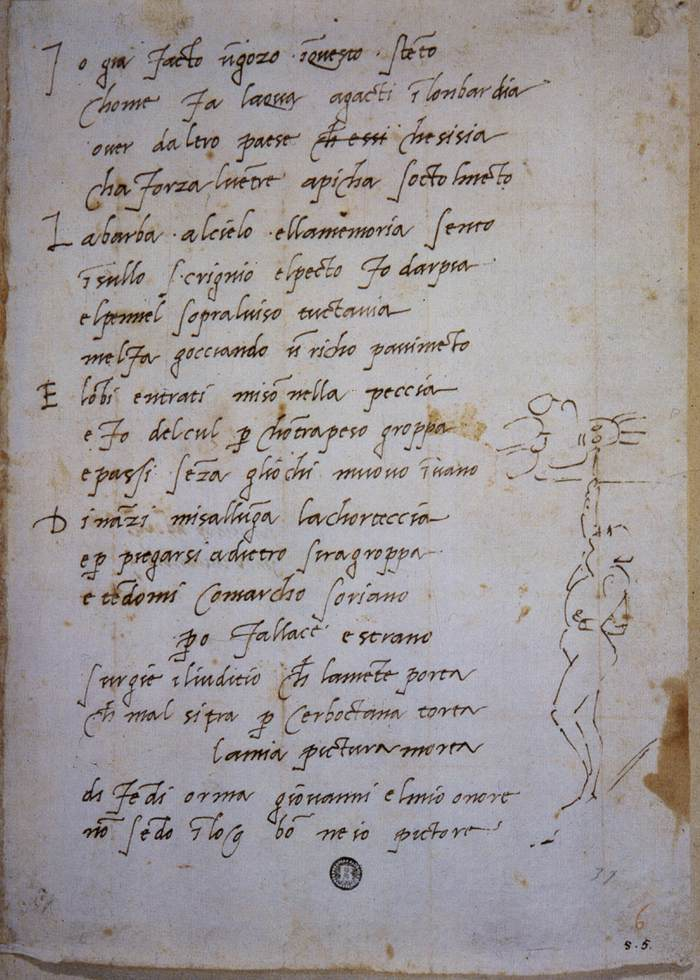
Sonnet sur les travaux au caveau de la chapelle Sixtine, copié intégralement et avec un croquis dédicacé.

À la fin de sa vie, Michel-Ange se fait aussi poète et est reconnu comme l'un des plus grands parmi ses homologues italiens, après Pétrarque et Dante. Il a écrit plus de 300 poèmes, sonnets et madrigaux, d'inspiration souvent humaniste. Plusieurs de ces sonnets ont été mis en musique, notamment par Benjamin Britten (Sept sonnets de Michel-Ange) et Dmitri Chostakovitch. Ces poèmes, inédits de son vivant, seront publiés par son neveu, Michelangelo le Jeune, en 1623.
Considérée par Michel-Ange lui-même comme une « cosa sciocca » (« bêtise »), son activité poétique se caractérise, contrairement à celle habituelle au XVIe siècle influencée par Pétrarque, par des tonalités énergiques, austères et intensément expressives, tirées des poèmes de Dante.
Les plus anciennes compositions poétiques remontent aux années 1504-1505, mais il est probable qu'il ait aussi écrit plus tôt, sachant que l'on sait que nombre de ses manuscrits de jeunesse ont été perdus. Sa formation poétique s'est probablement déroulée sur les textes de Pétrarque et de Dante, connus dans le cercle humaniste de la cour de Laurent de Médicis. Les premiers sonnets se réfèrent à divers thèmes liés à son travail artistique, atteignant parfois le grotesque avec des images et des métaphores surprenantes. Suivent les sonnets écrits pour Vittoria Colonna et pour Tommaso dei Cavalieri dans lesquels Michel-Ange se concentre davantage sur le thème néoplatonicien de l'amour, à la fois divin et humain, qui se joue autour du contraste entre l'amour et la mort, le résolvant avec des solutions tantôt dramatiques, tantôt ironiquement détachées. Les dernières années, ses rimes se concentrent davantage sur le thème du péché et du salut individuel ; le ton devient amer et parfois angoissé, au point de réaliser de véritables visions mystiques du divin.
Selon le poète et critique littéraire anglais John Addington Symonds, Michelangelo le Jeune aurait travesti — pour des raisons de convenance — certains pronoms afin de masquer l'amour que Michel-Ange exprimait dans ses sonnets envers Tommaso dei Cavalieri (vers 1509-1587), de 34 ans son cadet. « Malheureusement, avant la belle édition de M. César Guasti, publiée en 1863, les traducteurs français n'ont jamais eu sous les yeux qu'un texte défiguré par les ornements que celui-ci s'est permis d'y ajouter, par les suppressions que s'est permis d'y faire le neveu de Michel-Ange. » écrit Alfred Mézières dans un article de 1873.
Le rôle de destinataire a longtemps été attribué à Vittoria Colonna ; Mézières ne fait pas exception, s'étonnant du langage amoureux adressé à un garçon et préférant y voir l'admiration déguisée pour une femme de lettres : « L'obscur Thomas Cavalieri n'est vraisemblablement qu'un prête-nom. On se demande alors quelle est la personne à qui Michel-Ange se croyait obligé de ne transmettre l'expression de sa pensée que par intermédiaire. Aucun nom d'homme ne se présente à l'esprit ; d'ailleurs, s'il s'agissait d'un homme, à quoi bon tant de mystère ? On n'est guère tenu à de telles précautions que dans une correspondance avec une femme. Une fois sur cette piste l'imagination fait du chemin. La date de la première lettre adressée à Thomas Cavalieri (1er janvier 1533) correspond précisément à l'époque où ont pu commencer les premières relations de Michel-Ange et de Vittoria Colonna. »
Les poèmes de Michel-Ange rencontrèrent un certain succès aux États-Unis au XIXe siècle après leur traduction par le grand philosophe Ralph Waldo Emerson.
Une traduction des Sonnets de Michel-Ange a été publiée par Robert Grange, ainsi que par Georges Ribemont-Dessaignes.

## Influence

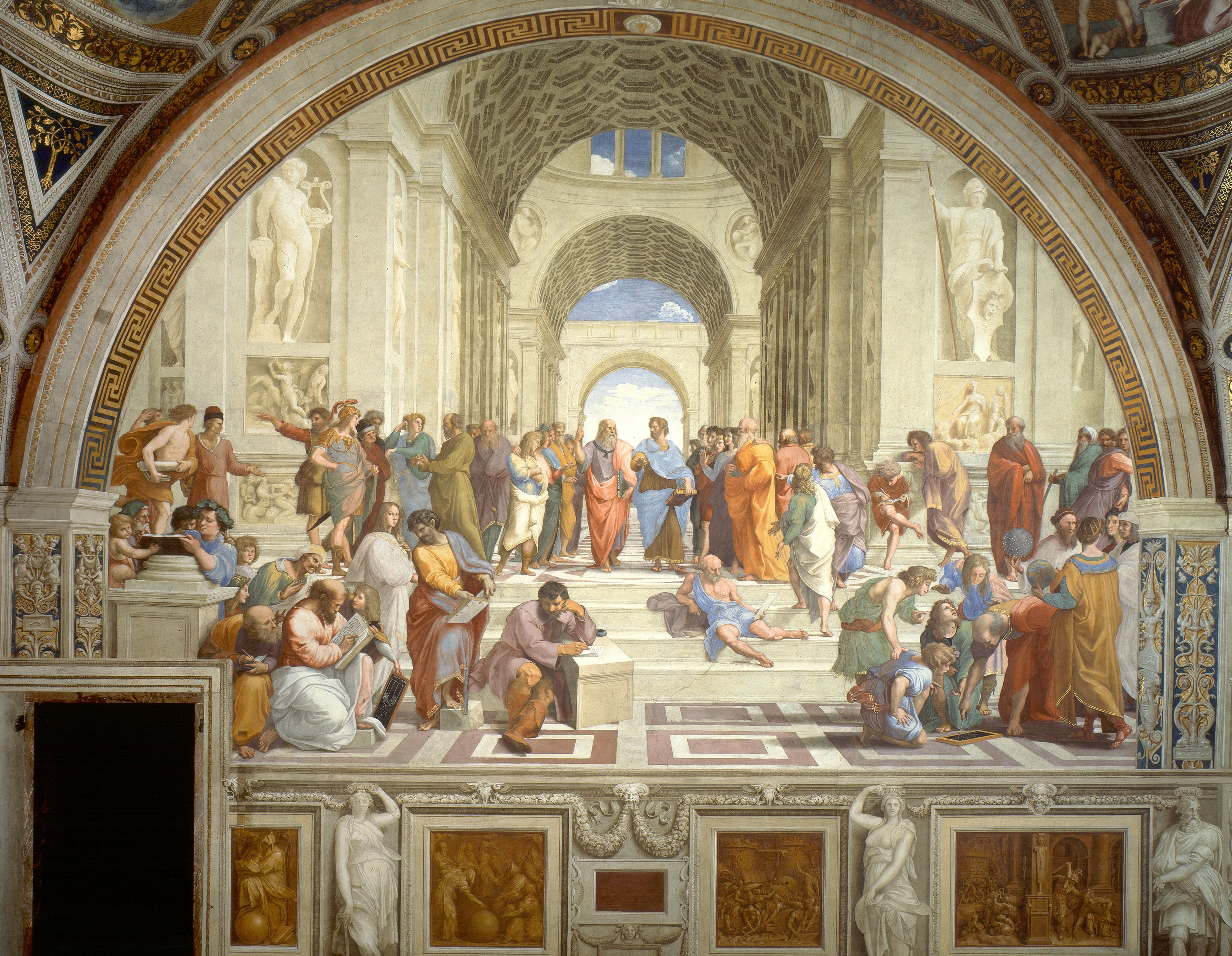
Raphaël, L'École d'Athènes.

Michel-Ange, avec Léonard de Vinci et Raphaël, est l'un des trois géants de la Haute Renaissance florentine. Bien que leurs noms soient souvent cités ensemble, Michel-Ange est plus jeune que Léonard de 23 ans et plus âgé que Raphaël de huit ans. En raison de sa nature recluse, il n'a eu que peu de relations avec l'un ou l'autre et leur a survécu plus de quarante ans. Michel-Ange a pris quelques étudiants en sculpture. Il a employé Francesco Granacci, qui était son condisciple à l'Académie des Médicis, et est devenu l'un des nombreux assistants pour le plafond de la chapelle Sixtine. Il semble avoir utilisé des assistants principalement pour les tâches plus manuelles de préparation des surfaces et de broyage des couleurs. Malgré cela, ses œuvres devaient avoir une grande influence sur les peintres, sculpteurs et architectes pour de nombreuses générations à venir. Gaspard Becerra et Bastiano da Sangallo furent ses élèves.
Alors que le David de Michel-Ange est le nu masculin le plus célèbre de tous les temps et orne désormais les villes du monde entier, certaines de ses autres œuvres ont peut-être eu un impact encore plus important sur le cours de l'art. Les formes tortueuses et les tensions de la Victoire, de la Madone de Bruges et de la Madone des Médicis en font les hérauts du Maniérisme. Les géants inachevés du Tombeau de Jules II ont eu un effet profond sur les sculpteurs de la fin du XIXe et du XXe siècle tels que Auguste Rodin et Henry Moore.
La Bibliothèque Laurentienne a été l'un des premiers bâtiments à utiliser les formes classiques d'une manière plastique et expressive. Cette qualité dynamique devait plus tard trouver sa principale expression dans le plan central de la basilique Saint-Pierre, avec son ordre colossal, sa corniche ondulée et son dôme pointu s'élançant vers le haut. Le dôme de Saint-Pierre devait influencer la construction d'églises pendant de nombreux siècles, notamment l'église Sant'Andrea della Valle à Rome et la cathédrale Saint-Paul de Londres, ainsi que les dômes civiques de nombreux bâtiments publics et des capitales d'État à travers les États-Unis.
Parmi les artistes directement influencés par Michel-Ange, il est possible de citer Raphaël, dont le traitement monumental des figures de L'École d'Athènes et d' Héliodore chassé du temple doit beaucoup à Michel-Ange, et dont la fresque d' Isaïe à la basilique Sant'Agostino in Campo Marzio de Rome imite étroitement les prophètes du maître. D'autres artistes, comme Pontormo, se sont inspirés des formes ondulantes du Jugement dernier et des fresques de la chapelle Pauline.
Le plafond de la chapelle Sixtine est une œuvre d'une grandeur sans précédent, tant par ses formes architectoniques, imitées par de nombreux plafonniers baroques, que par la richesse de son inventivité dans l'étude des figures.

## Sources sur Michel-Ange
Michel-Ange est l’artiste qui, peut-être plus que tout autre, incarne le mythe d’une personnalité géniale et polyvalente, capable de mener à bien des exploits titanesques, malgré des événements personnels complexes, les souffrances et le tourment dû au moment historique difficile, fait de bouleversements politiques, religieux et culturels. Une renommée qui ne s’est pas estompée avec les siècles, restant plus que jamais vivante même de nos jours.
Si son esprit et son talent n'ont jamais été remis en cause, pas même par ses détracteurs les plus farouches, cela ne suffit pas à expliquer son aura légendaire, ni son agitation, la souffrance et la passion avec lesquelles il a participé aux événements de son époque : ce sont des traits que l'on retrouve, au moins en partie, chez d'autres artistes ayant vécu plus ou moins à son époque. Assurément, son mythe s'est aussi nourri de lui-même, dans le sens où Michel-Ange a été le premier et le plus efficace de ses promoteurs, comme il ressort des sources fondamentales pour reconstruire sa biographie et son histoire artistique et personnelle, la correspondance et les trois biographies rédigées à son époque.

### Correspondance
Au cours de sa vie, Michel-Ange a écrit de nombreuses lettres qui ont été en grande partie conservées dans des archives et des collections privées, notamment celles conservées par ses descendants à la Casa Buonarroti. La correspondance complète de Michel-Ange a été publiée en 1965  ; depuis 2014, elle est entièrement disponible en ligne.
Dans ses écrits, l'artiste décrit souvent ses humeurs et s'épanche sur les soucis et les tourments qui l'affligent ; de plus, il profite souvent de ses lettres pour rapporter sa propre version des faits, surtout lorsqu'il est accusé ou montré sous un mauvais jour, comme dans le cas des nombreux projets commencés et abandonnés avant leur achèvement. Il se plaint souvent des clients qui lui tournent le dos et lance de lourdes accusations contre ceux qui le gênent ou le contredisent. Lorsqu'il se trouve en difficulté, comme dans les moments les plus sombres de sa lutte avec les héritiers de della Rovere pour le monument sépulcral de Jules II, le ton des lettres s'échauffe, trouvant toujours une justification à sa conduite, se taillant le rôle de victime innocente et incomprise. On peut arriver à parler d'un dessein très spécifique, à travers les nombreuses lettres, visant à le laver de tous les défauts et à atteindre une aura héroïque.

### Première édition desViesde Vasari (1550)
En mars 1550, Michel-Ange, âgé de presque soixante-quinze ans, voit sa biographie publiée dans Les Vies des meilleurs peintres, sculpteurs et architectes écrit par l'artiste et historien d'Arezzo Giorgio Vasari et publié par l'éditeur florentin Lorenzo Torrentino. Les deux se rencontrèrent brièvement à Rome en 1543, mais une relation suffisamment solide n'avait pas été établie pour permettre à Vasari d'interroger Michel-Ange. C'est la première biographie d'un artiste écrite de son vivant, où il est signifié comme le point d'arrivée d'une progression de l'art italien qui va de Cimabue, le premier capable de rompre avec la tradition « grecque », jusqu'à lui, un artisan inégalé capable de rivaliser avec les maîtres anciens.
Malgré les éloges, l'artiste n'approuve pas certaines erreurs, dues à l'absence de lien entre les deux, et surtout à certaines reconstitutions qui, sur des sujets brûlants comme celui du tombeau du pape, contredisent sa version élaborée dans la correspondance. Vasari semble ne pas avoir recherché de documents écrits, s'appuyant presque exclusivement sur des amis plus ou moins proches de Michel-Ange, dont Francesco Granacci et Giuliano Bugiardini, ses anciens collaborateurs, qui n'ont cependant pas eu de contacts directs avec l'artiste après le début des travaux de la Chapelle Sixtine, vers 1508. Si la partie sur sa jeunesse et les années vingt à Florence apparaît donc bien documentée, les années romaines sont plus floues, s'arrêtant en tout cas à 1547, année où la rédaction devait être achevée.
Parmi les erreurs qui blessent le plus Michel-Ange, figure la désinformation sur son séjour auprès de Jules II, avec la fuite de Rome qui est attribuée à l'époque de la réalisation du plafond de la chapelle Sixtine, à une querelle avec le pape sur son refus de lui révéler les fresques d'avance : Vasari est conscient des forts désaccords entre les deux mais, à l'époque, il en ignore complètement les causes, c'est-à-dire le litige sur la douloureuse réalisation du tombeau.

### Biographie d'Ascanio Condivi (1553)
Ce n'est pas un hasard si seulement trois ans plus tard, en 1553, une nouvelle biographie de Michel-Ange est publiée, œuvre du peintre des Marches Ascanio Condivi, disciple et collaborateur de Michel-Ange. Condivi est une figure d'importance modeste dans le panorama artistique et dans la littérature, à en juger par des écrits certainement autographiés comme ses lettres. L'élégante prose de la Vie de Michelagnolo Buonarroti est en effet attribuée par la critique à Annibal Caro, un éminent intellectuel très proche de la famille Farnèse, qui eut au moins un rôle de guide et de critique.
En ce qui concerne le contenu, le responsable direct doit presque certainement être Michel-Ange lui-même, avec une autodéfense et une célébration personnelle presque identiques à celles de sa correspondance. Le but de l'entreprise littéraire est celui exprimé dans la préface : en plus de donner l'exemple aux jeunes artistes, elle est censée « rattraper leur défaut, et prévenir le préjudice de ces autres », une référence claire aux erreurs de Vasari.
La biographie de Condivi n'est donc pas exempte d'interventions sélectives et de reconstructions partisanes. Si elle s'attarde beaucoup sur ses années de jeunesse, elle passe par exemple sous silence l'apprentissage dans l'atelier de Ghirlandaio, pour souligner le caractère irrésistible et autodidacte du génie, contrarié par son père et par les circonstances. Le passage en revue des années de vieillesse est plus rapide, alors que la pierre angulaire du récit concerne la « tragedia della sepoltura » (« tragédie de la sépulture »), l'interminable exécution du tombeau de Jules II, reconstituée dans les moindres détails et avec une vivacité qui en fait l'un des passages les plus intéressants de l'ouvrage. Les années précédant immédiatement la sortie de la biographie sont en effet celles des relations les plus difficiles avec les héritiers Della Rovere, minées par de durs affrontements, des menaces de dénonciation aux pouvoirs publics et de remboursement des avances versées ; il est donc aisé d'imaginer à quel point l'artiste donne sa version des faits.
Un autre défaut de la biographie de Condivi est que, à de rares exceptions près comme pour le Saint Matthieu et les sculptures de la Sagrestia Nuova, elle est muette sur les nombreux projets inachevés, comme si, au fil des années, Michel-Ange est désormais contrarié par le souvenir des travaux laissés inachevés.

### Deuxième édition desViesde Vasari (1568)

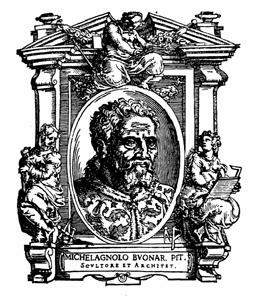
Portrait de Michel-Ange dans la deuxième édition des Vies de Vasari.

Quatre ans après la mort de l'artiste et dix-huit ans après sa première édition, Giorgio Vasari publie une nouvelle édition révisée, augmentée et mise à jour des Vies pour Giunti Editore. Celle de Michel-Ange, en particulier, est la biographie la plus revisitée et la plus attendue par le public, à tel point qu'elle est également publiée dans un livret séparé par le même éditeur. Avec sa mort, la légende de l'artiste s'est en effet amplifiée et Vasari, protagoniste des funérailles de Michel-Ange célébrées solennellement à Florence, n'hésite pas à le qualifier d'artiste « divin ». Par rapport à l'édition précédente, il est clair qu'au cours de ces années, Vasari s'est mieux documenté et a eu la possibilité d'accéder à des informations de première main, grâce à un lien direct fort qui a été établi entre l'artiste et lui.
Le nouveau récit est donc beaucoup plus complet et s'appuie également sur de nombreux documents écrits. Les lacunes ont été comblées par sa relation avec Michel-Ange pendant les années de travail pour Jules III (1550-1554) et par l'appropriation de passages entiers de la biographie de Condivi, un véritable « pillage » littéraire : certains paragraphes et la conclusion sont identiques, sans aucune mention de la source ; en effet, il cite uniquement Condivi pour lui reprocher l'omission de l'apprentissage à l'atelier de Ghirlandaio, fait connu par des documents révélés par Vasari lui-même.
L'exhaustivité de la deuxième édition est une source de fierté pour l'homme d'Arezzo : « tout […] ce qui sera écrit au présent est la vérité, et je ne sais pas non plus que quelqu'un l'ait pratiqué plus que moi et ait été plus son ami et fidèle serviteur, comme même ceux qui ne le savent pas en témoignent; je ne crois pas non plus qu'il y ait quelqu'un qui puisse montrer un plus grand nombre de lettres écrites par lui-même, ni avec plus d'affection qu'il ne m'en a fait. ».

### Dialogues romainsde Francisco de Hollanda
Dialogues romains écrits par Francisco de Holanda comme un achèvement de son traité sur la nature de l'art De Pintura Antiga, écrits vers 1548 et restés inédits jusqu'au XIXe siècle, sont considérés par certains historiens comme un témoignage des idées artistiques de Michel-Ange.
Durant son long séjour en Italie, avant de retourner au Portugal vers 1538, l'auteur, alors très jeune, fréquente, au sein du cercle de Vittoria Colonna, Michel-Ange qui exécute alors Le Jugement dernier. Dans les Dialogues, Michel-Ange intervient en tant que personnage pour exprimer ses idées esthétiques en confrontant de Hollanda lui-même.
L'ensemble du traité, expression de l'esthétique néoplatonicienne, est dominé par la figure gigantesque de Michel-Ange, figure exemplaire de l'artiste de génie, solitaire et mélancolique, investi d'un don « divin », qui « crée », selon les modèles de la métaphysique, presque à l'imitation de Dieu. Michel-Ange devient ainsi, dans l'œuvre de De Hollanda et dans la culture occidentale en général, le premier des artistes modernes.

## Liste des principales œuvres

### Fresques
- La Bataille de Cascina, 1504, pour le Palazzo Vecchio de Florence, inachevée et perdue.
- La Conversion de saint Paul, 1542-1550, et Le Martyre de saint Pierre, vers 1546-1550, dans la chapelle Pauline du Vatican.
- Dans la chapelle Sixtine :
  - le plafond, 1508-1512, structuré autour de neuf histoires tirées du Livre de la Genèse, dont le panneau plus célèbre est La Création d'Adam (quatrième de la série) ;
  - Le Jugement dernier, 1536-1541.

### Tableaux
- Le Tourment de saint Antoine, vers 1487-1488, Fort Worth (Texas), musée d'Art Kimbell.
- La Vierge avec l'Enfant, saint Jean Baptiste et quatre anges, milieu des années 1490, tempera et huile sur peuplier, 105 × 76 cm, Londres, National Gallery[192].
- La Mise au tombeau, vers 1500-1501, Londres, National Gallery, œuvre inachevée.
- La Sainte Famille à la tribune, dite Tondo Doni, 1504, Florence, musée des Offices.

### Sculptures
- La Vierge à l'escalier, vers 1491, Florence, Casa Buonarroti.
- La Bataille des Centaures (Michel-Ange) et des Lapithes, vers 1492, Florence, Casa Buonarroti.
- Crucifix du couvent Santo Spirito, 1492, Florence, basilique Santo Spirito.
- Bacchus, 1496-1497, Florence, musée national du Bargello.
- La Pietà, 1499, Rome, basilique Saint-Pierre.
- David, 1501, Florence, galerie de l'Académie.
- Quatre statues de saints pour l'autel Piccolomini de la cathédrale de Sienne, 1501-1504.
- La Vierge de Bruges, 1504, (église Notre-Dame de Bruges.
- Tondo Pitti, vers 1504-1505, Florence, musée national du Bargello.
- Tombeau de Jules II, réalisée en six périodes, 1505, 1513, 1516, 1525–1526, 1532 et 1542 :
  - Moïse, vers 1513–1515, Rome, basilique Saint-Pierre-aux-Liens. Moïse figure portant des cornes et cette représentation a fait débat sur une mauvaise interprétation des textes bibliques sur une aura ou des rayons[193] ;
  - L'Esclave rebelle, 1513–1516, Paris, musée du Louvre ;
  - L'Esclave mourant, 1513–1516, Paris, musée du Louvre ;
  - Le Génie de la Victoire, vers 1532–1534, Florence, Palazzo Vecchio ;
  - Jeune Esclave, Esclave barbu, Atlas esclave, Esclave s'éveillant, 1513 ; 1519-1535, Florence, galerie de l'Académie ;
  - Rachel, 1545 ;
  - Leah, 1545.
- Tombeau de Julien de Médicis (1479-1516), Florence, Sagrestia Nuova.
- Tombeau de Laurent II de Médicis, 1492-1519, Florence, Sagrestia Nuova.
- Le Garçon accroupi, vers 1534, Saint-Pétersbourg, musée de l'Ermitage.
- Tombeau de Paul III, Rome, basilique Saint-Pierre.
- Buste de Brutus, 1539-1540, Florence, musée national du Bargello.
- La Pietà aux quatre figures, 1550, Florence, (Museo dell'Opera del Duomo.
- Saint Bruno.

### Œuvres relevant de l'esthétique de l'inachevé[194]
- Tondo Taddei, vers 1505-1507, Londres, Royal Academy of Arts ;
- La Pietà Rondanini, commencée en 1552, Milan, château des Sforza ;
- Quatre Esclaves, (Atlas, s'éveillant, barbu, jeune) émergeant chacun de leur bloc de marbre en statues inachevées, Florence, galerie de l'Académie ;
- La Pietà de Palestrina, 1553-1555, Florence, galerie de l'Académie.

Œuvres de Michel-Ange
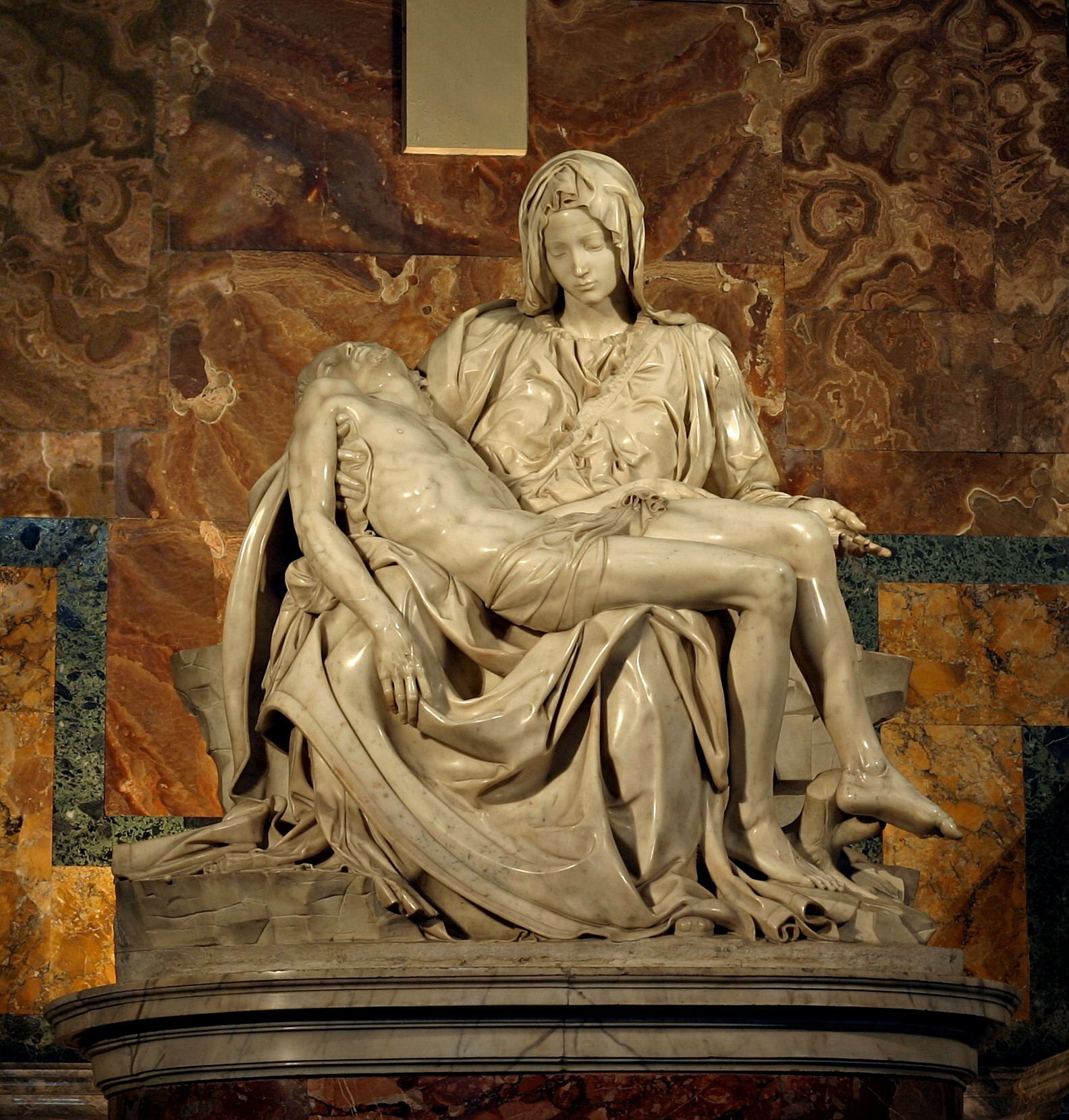
Pietà, 1499, Rome, basilique Saint-Pierre.
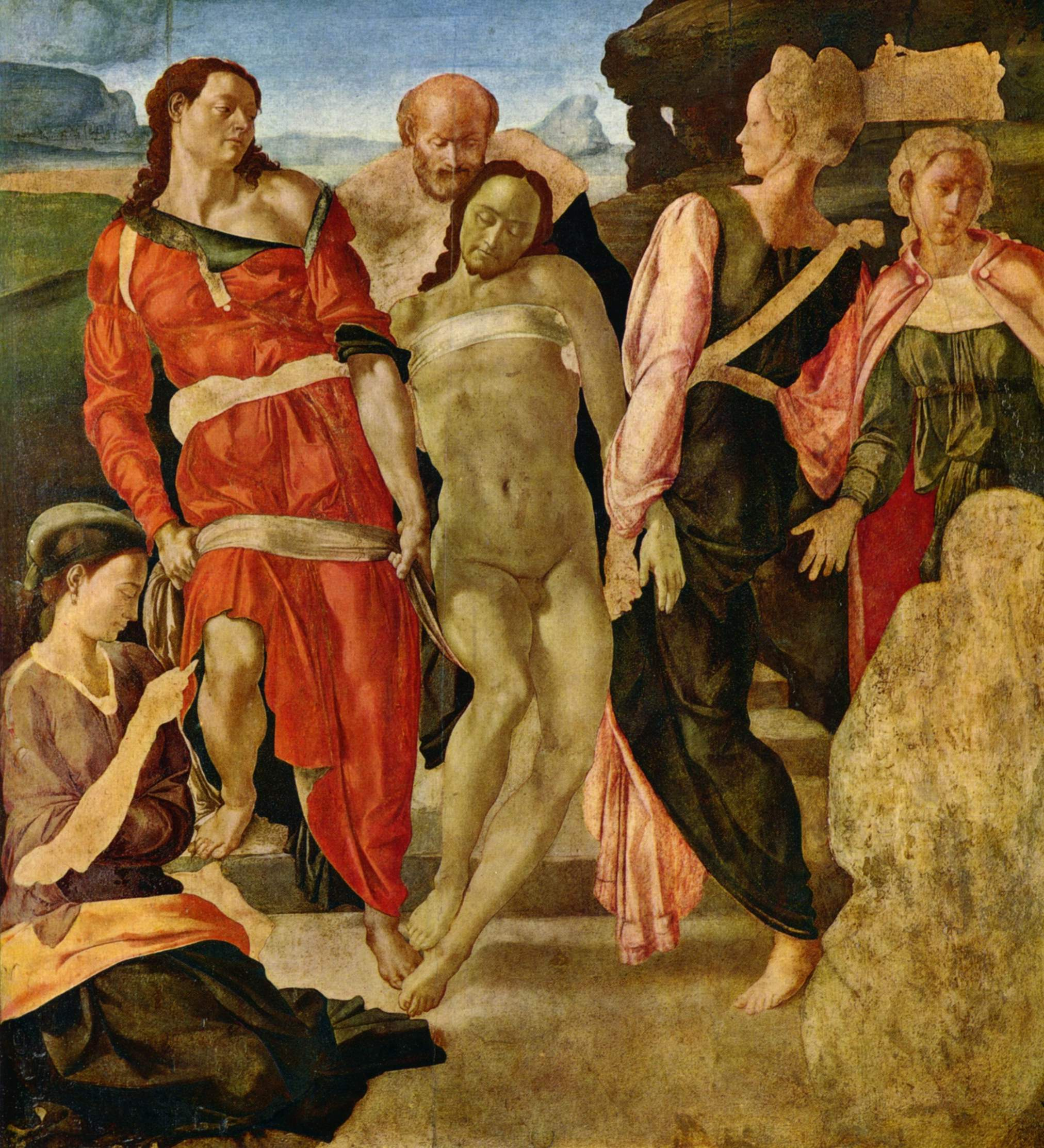
Mise au tombeau, 1500-1501, huile sur bois, 161 × 149 cm, Londres, National Gallery.
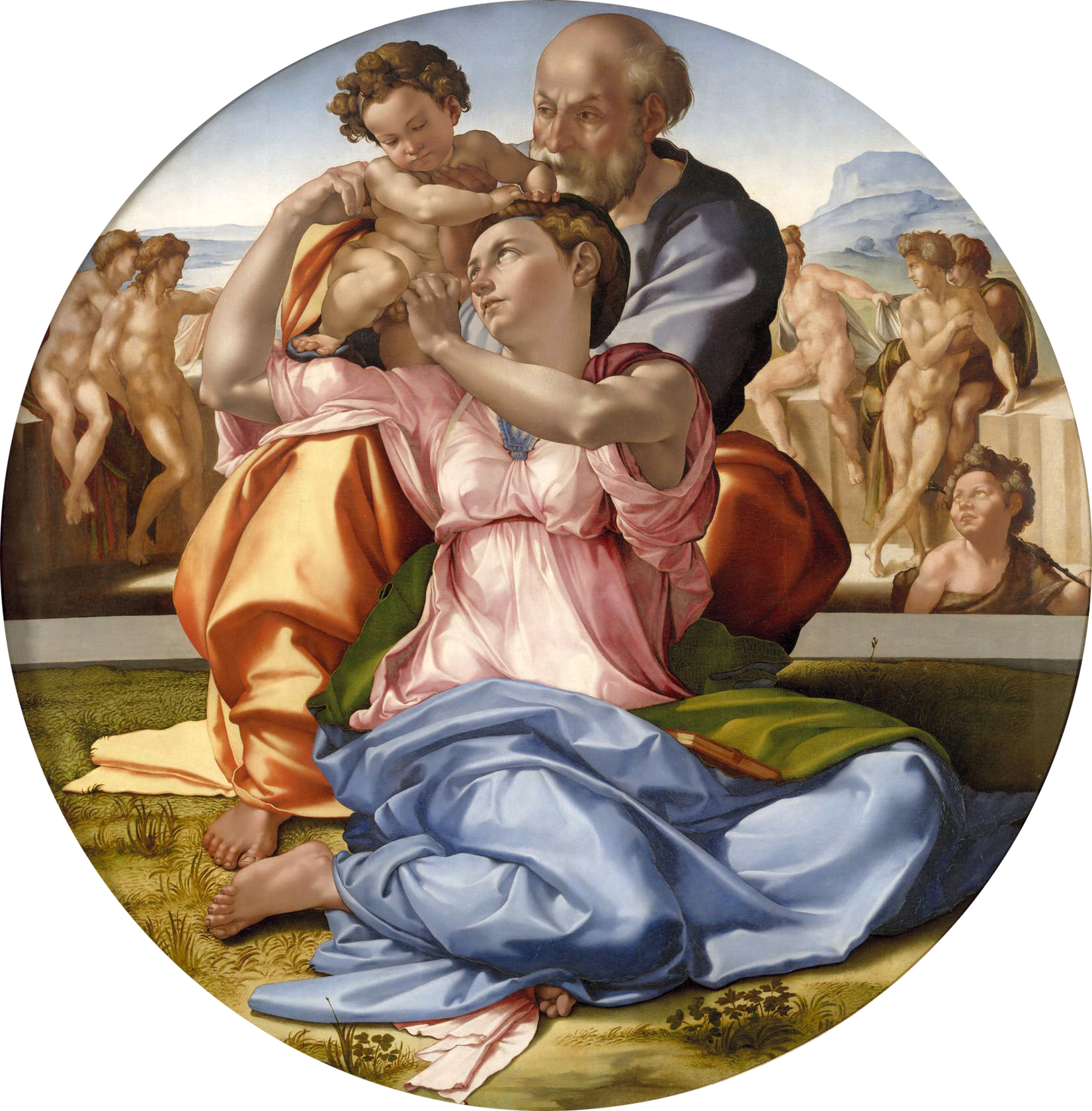
Tondo Doni, 1506-1507, Florence, galerie des Offices.
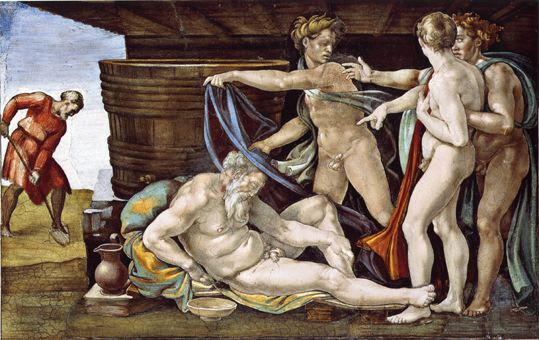
L'Ivresse de Noé, 1508, Rome, chapelle Sixtine.
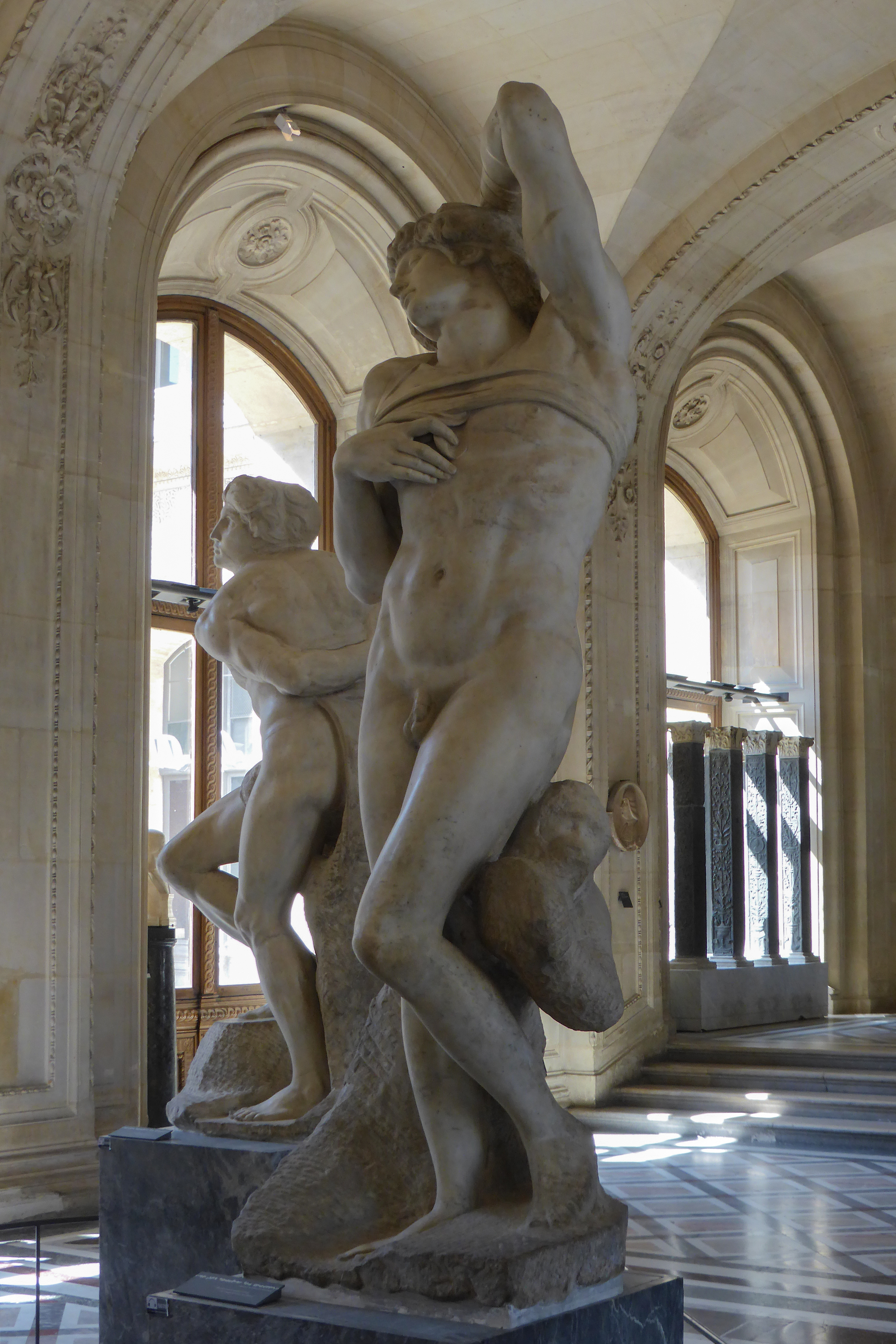
L'Esclave mourant, 1513-1516, Paris, musée du Louvre.
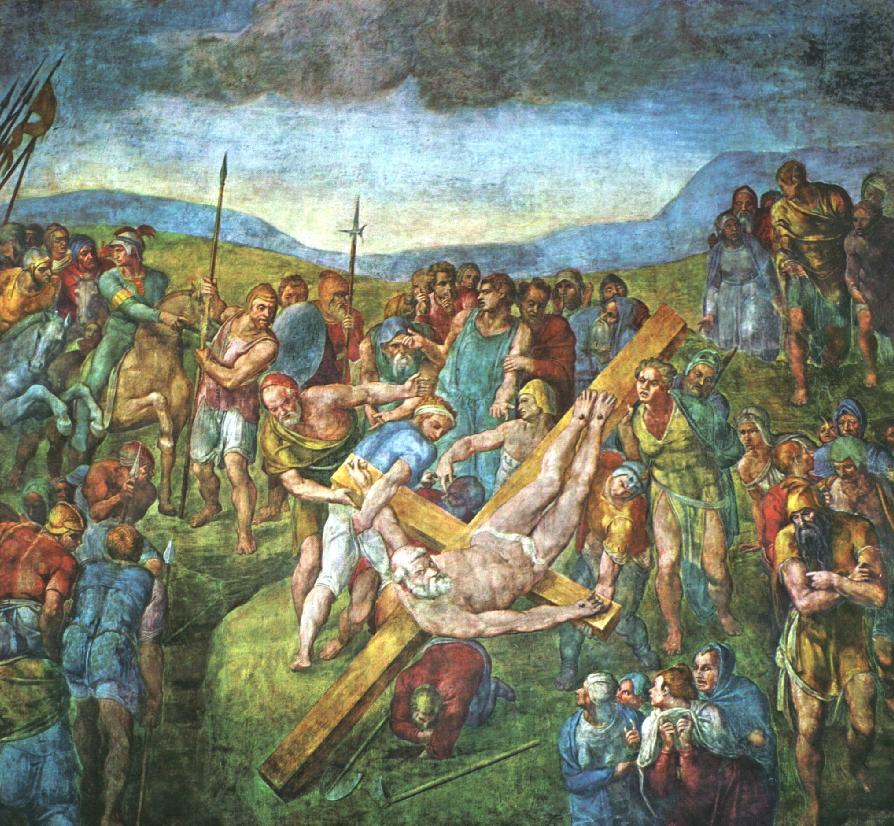
Martyre de saint Pierre, 1546-1550, Rome, chapelle Pauline.

## Dans les arts et la culture populaire

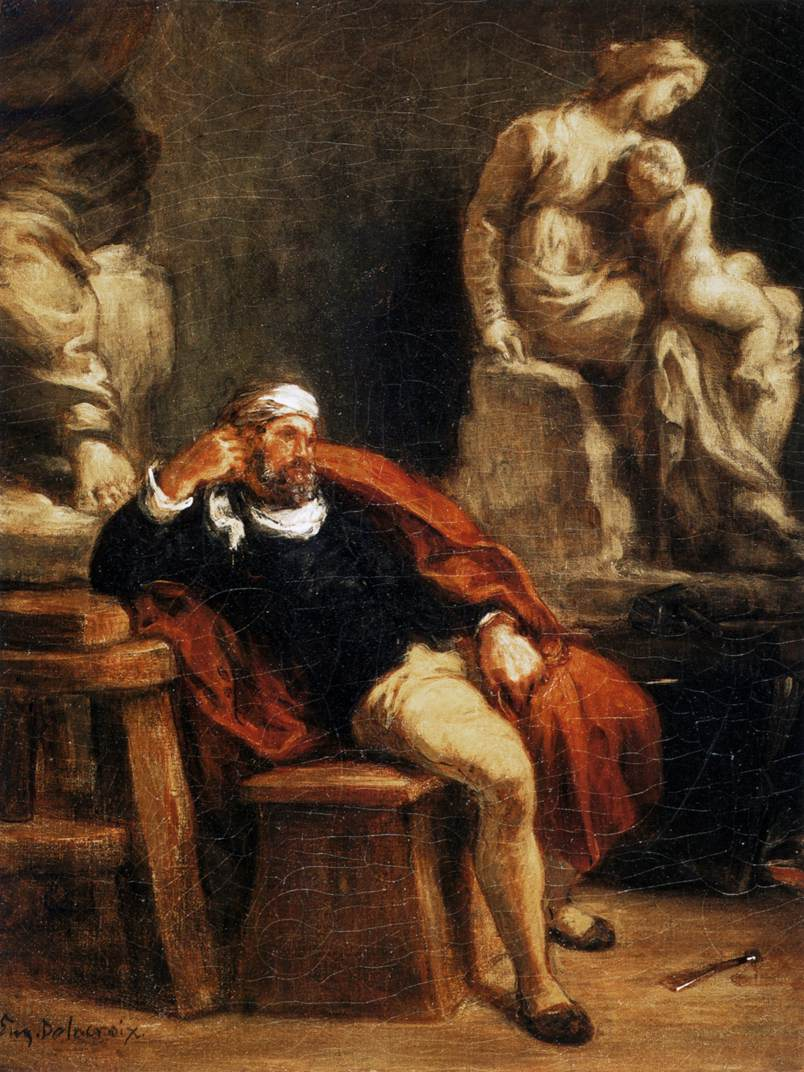
Eugène Delacroix, Michel-Ange dans son atelier, vers 1850, Montpellier, musée Fabre.

Michel-Ange a fait l'objet d'une abondante iconographie posthume. Le peintre romantique Eugène Delacroix, le représente pensif dans son atelier.

### Filmographie

#### Cinéma
- 1909 : Rolla e Michelangelo de Romolo Bacchini, joué par Cattaneo.
- 1936 : The Cardinal de Sinclair Hill, joué par Wilfred Fletcher.
- 1963 : L'Aigle de Florence réalisé par Riccardo Freda, avec Andrea Bosic.
- 1965 : L'Extase et l'Agonie (The Agony and the Ecstasy) réalisé par Carol Reed.
- 1979 : Les Héroïnes du mal de Walterian Borowczyk, joué par Roger Lefrère.
- 1999 : Sofies verden d'Erik Gustavsson, joué par Eindride Eidsvold.
- 2017 : Raffaello : Il Principe delle Arti - in 3D de Luca Viotto, joué par Ludovico Caldarera.
- 2019 : Michel-Ange réalisé par Andreï Kontchalovski.

#### Télévision

##### Documentaire
- 1950 : The Titan: Story of Michelangelo réalisé par Robert Flaherty, Richard Lyford et Curt Oertel.
- 1953 : You Are There épisode The Recognition of Michelangelo de Sidney Lumet.
- 2005 : Michel-Ange, une vie de génie de Wolfgang Ebert et Martin Papirowski.
- 2017 : Secrets d'Histoire épisode Les démons de Michel-Ange, lui est consacrée[196].
- 2018 : Michelangelo - Infinito d'Emanuele Imbucci.

##### Série
- 1964 : Vita di Michelangelo de Silverio Blasi, joué par Gian Maria Volonté.
- 1971 : Léonard de Vinci de par Renato Castellani, joué par Bruno Civino.
- 2003 : Leonardo Da Vinci Dangerous Liaisons de Sarah Aspinall et Tim Dunn, joué par Adam Croasdell.
- 2004 : Le Divin Michel-Ange de Tim Dunn et Stuart Elliott, joué par  Stephen Noonan.
- 2011 : 
  - Borgia d'Oliver Hirschbiegel, joué par Danny Szam.
  - Leonardo de Beryl Richards et Luke Watson joué par Kyle Grant.
- 2021 : Leonardo de Daniel Percival et Alexis Cahilll, joué par Pierpaolo Spollon.

##### Téléfilm
- 1990 : A Season of Giants de Jerry London, joué par Mark Frankel.
- 2004 : Raphael. A Mortal God de John Holdsworth joué par Robert Willox.

### Littérature

#### Bande dessinée
- 2009 : Il est un personnage secondaire de la série Le Pape terrible de Alejandro Jodorowsky.
- 2010 : Mathias Énard, Parle-leur de batailles, de rois et d'éléphants, Actes Sud[197].
- 2013 : Léonor de Récondo, Pietra viva[198],[199], Paris, Sabine Wespieser  (ISBN 978-2-84805-152-9)